# Torre de observación

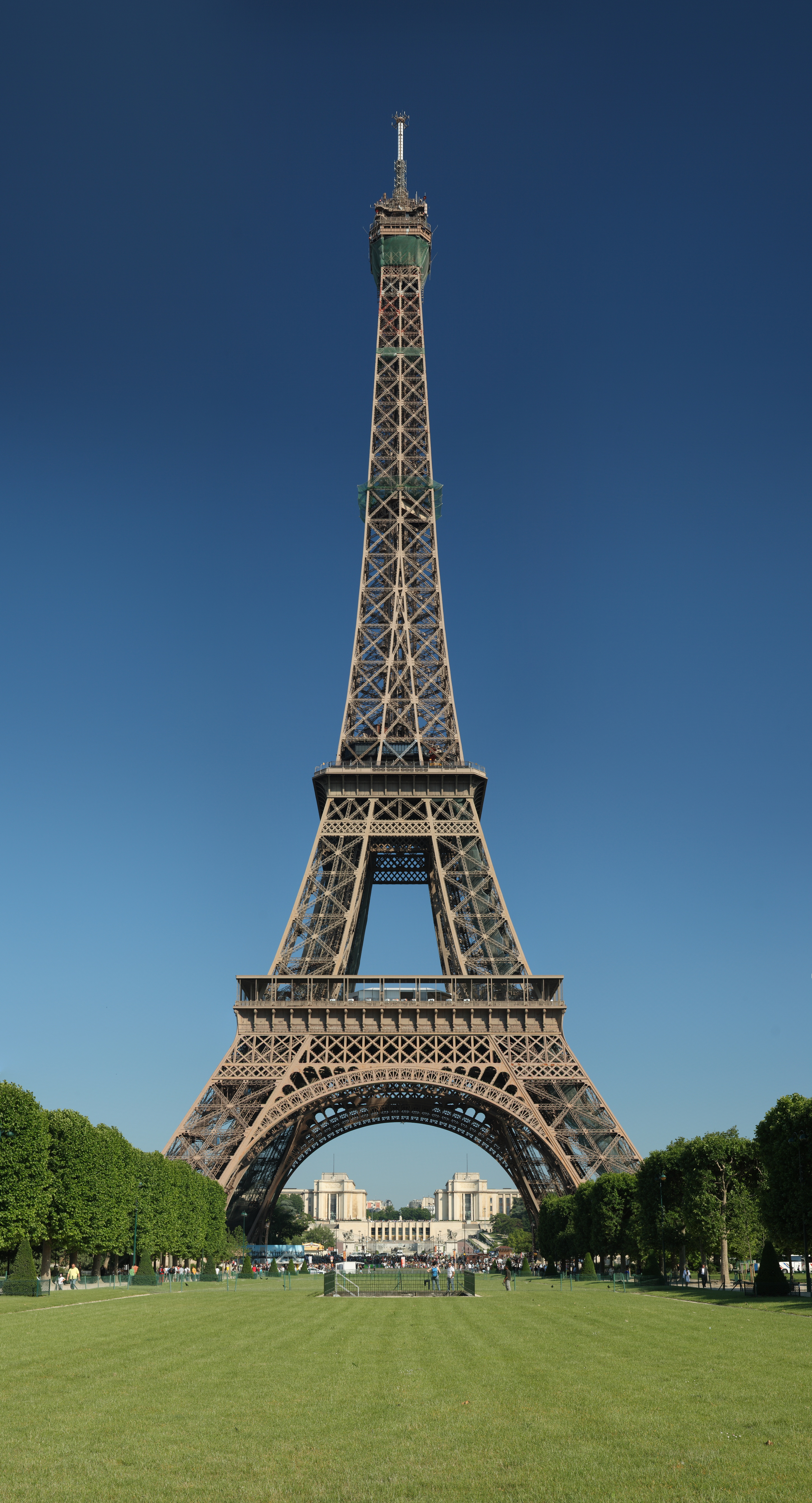
La torre Eiffel, la torre mirador más famosa del mundo

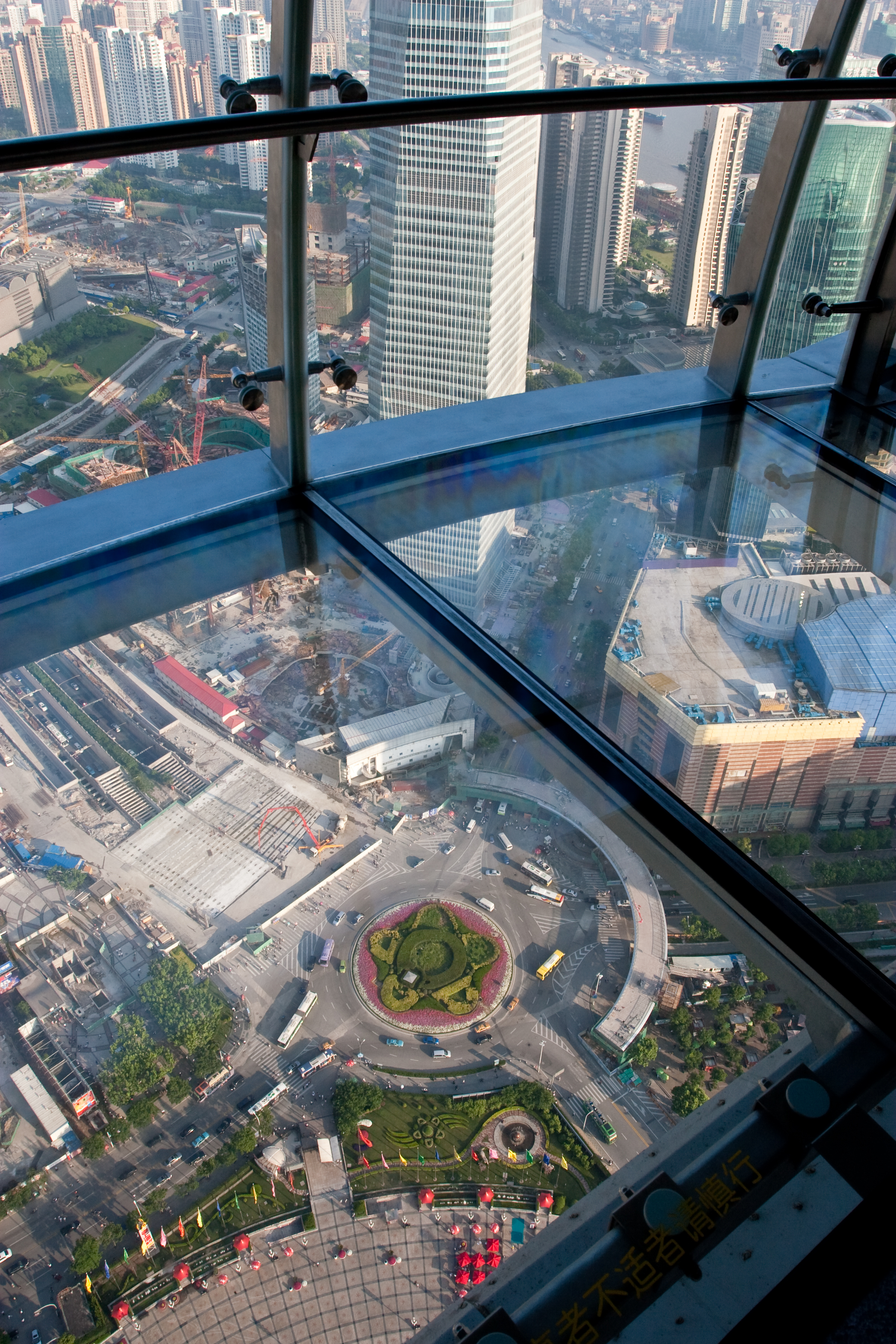
Suelo de vidrio a más de 350 m en la reciente Torre Perla Oriental, en Shanghái (1995). La torre tiene quince niveles de observación, un restaurante giratorio a 267 m y un pequeño hotel de 20 habitaciones entre las dos grandes esferas.

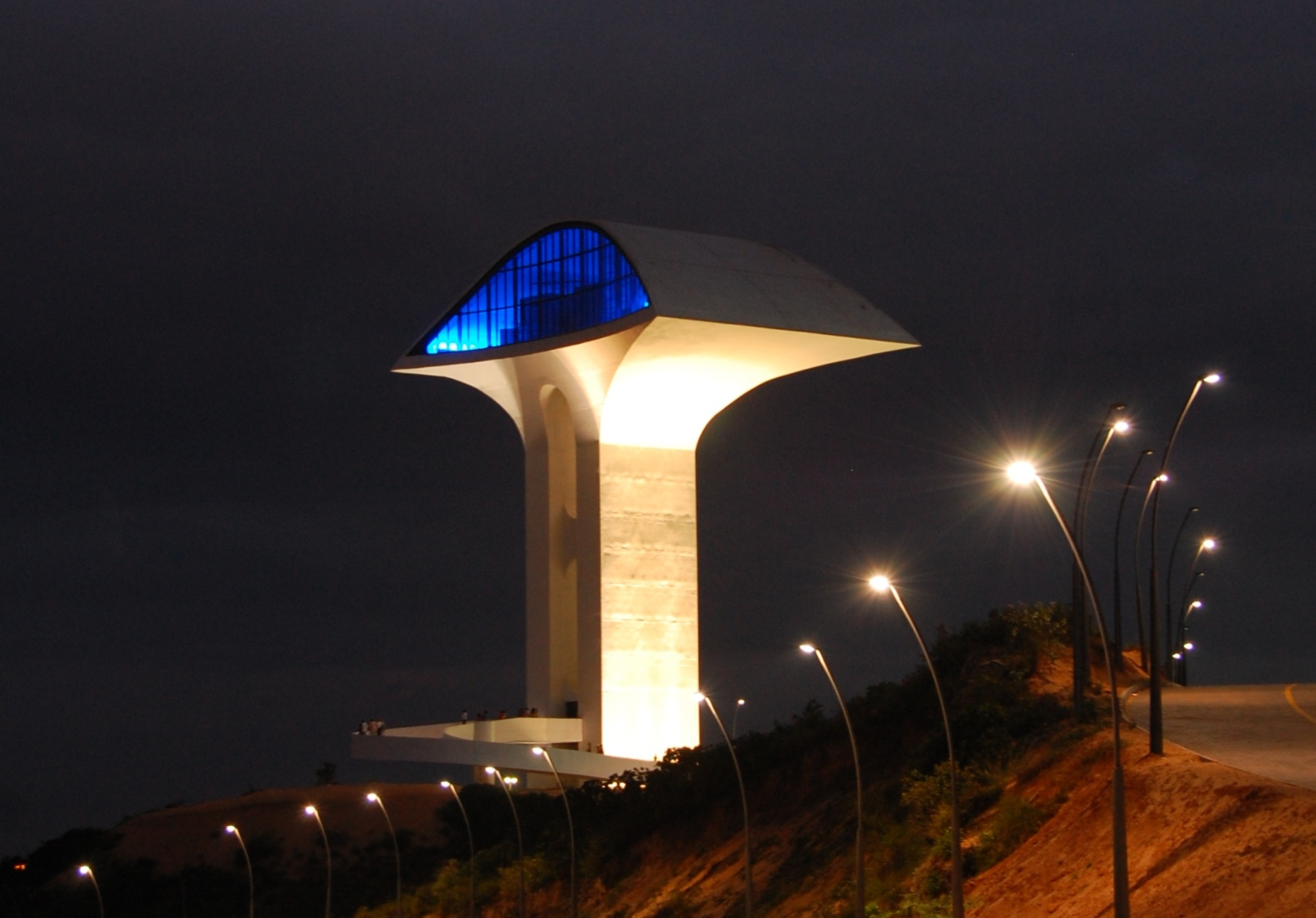
El mirador del Parque de la Ciudad de Natal (2008), obra de Niemeyer

Una torre de observación es una edificación que en su parte alta dispone de una o más plataformas de observación, cerradas o al aire libre, que son utilizadas para divisar eventos a gran distancia y disponer de un campo completo de visión de 360 grados. Las torres estrictamente de observación aparecieron por primera vez en Alemania a finales del siglo XVIII,[cita requerida] construidas en madera, piedra y hierro y tenían al menos 20 m de altura. Su número aumentó constantemente, especialmente después de la invención del ascensor, y hoy pueden llegar a superar los 200 m y se realizan en acero y hormigones de alta resistencia.
Las simples torres de observación, sin ningún uso complementario, alcanzaron un momento álgido después de las grandes exposiciones universales, en especial con las inauguraciones de la mundialmente conocida torre Eiffel (1889 ) (con un mirador a 276 m), de la torre de Petřín (1891), en Praga, y de la Blackpool Tower (1894), en Blackpool.
En muchas edificaciones de gran altura ya existentes se han habilitado espacios (plataformas, pisos completos, etc.) que permiten fines turísticos como la observación del panorama circundante aunque no fuera esa la intención con la que fueron construidos. Así se han acondicionado miradores en antiguas torres de agua, en torres de telecomunicaciones o incluso en campanarios.
Actualmente casi todas las grandes ciudades erigen altas torres de comunicaciones en las que una parte esencial del diseño es la disposición de puestos de observación turísticos o de restaurantes, incluso giratorios, que en muchos casos se han convertido en imágenes icónicas de la propia ciudad. Así ha pasado recientemente con la inauguración de la Torre CN (1979) de Toronto (mirador a 457 m), de la Torre Perla Oriental (1995), en Shanghái (mirador a 350 m), de la Torre de telecomunicaciones de Cantón (2010) (azotea a 454 m), de la Torre Zhongyuan (2011) en Zhengzhou (con el cuadro panorámico mayor del mundo, con 18 m de altura) o de la Tokyo Skytree (2012) (mirador a 497 m).

Icónicas torres de telecomunicaciones con miradores
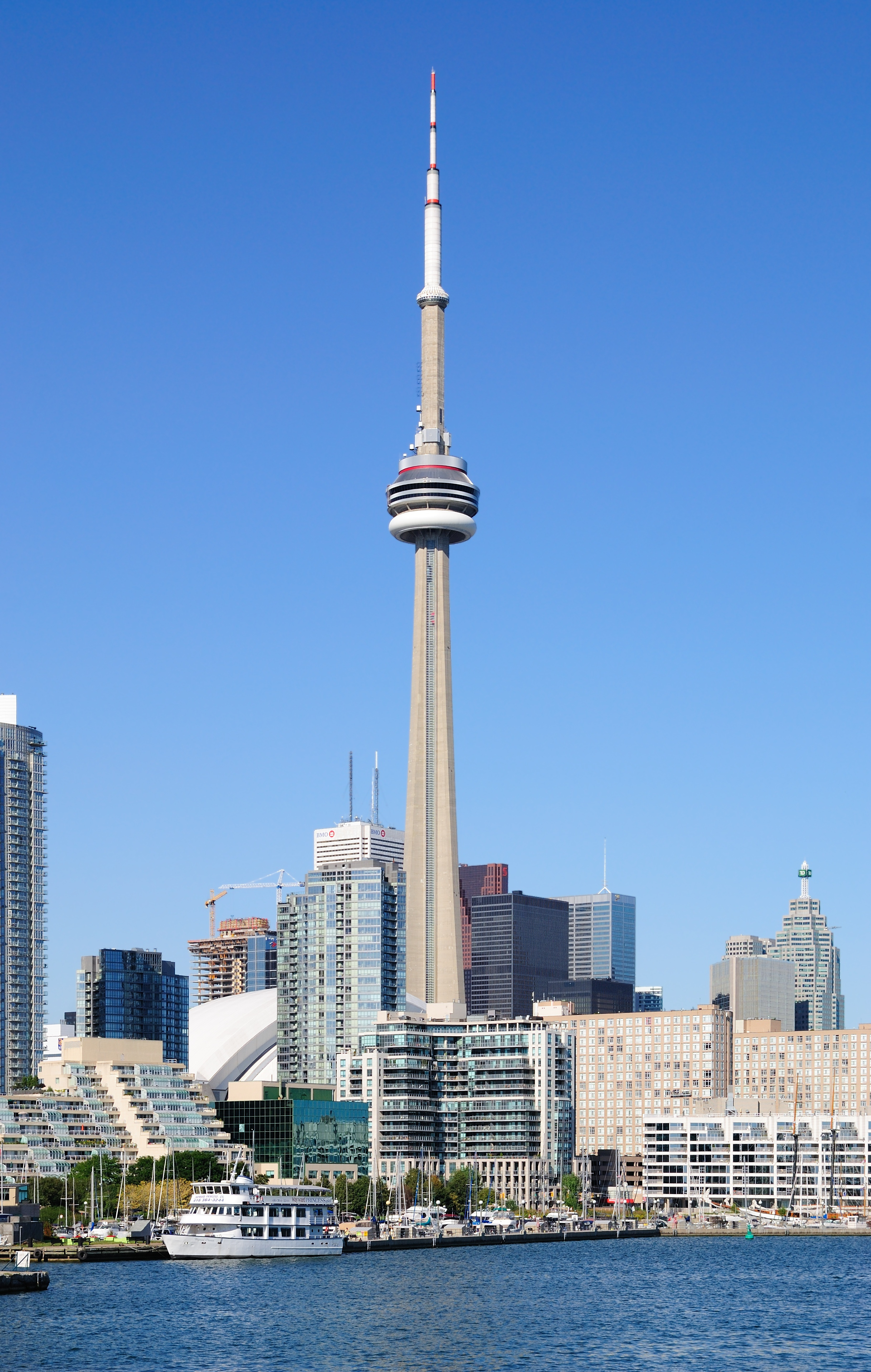
Torre CN en Toronto (1979)
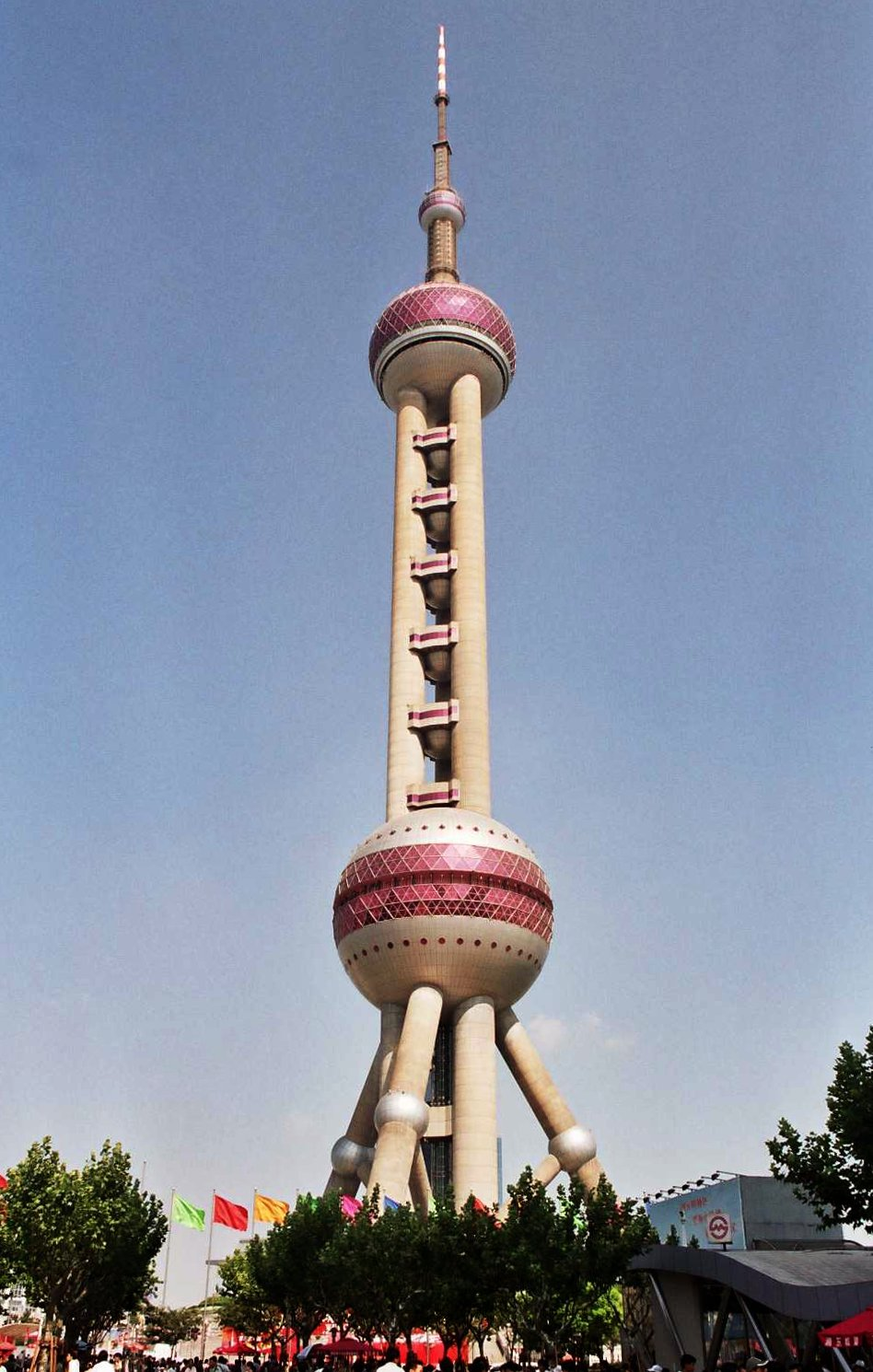
Torre Perla Oriental, en Shanghái (1995)
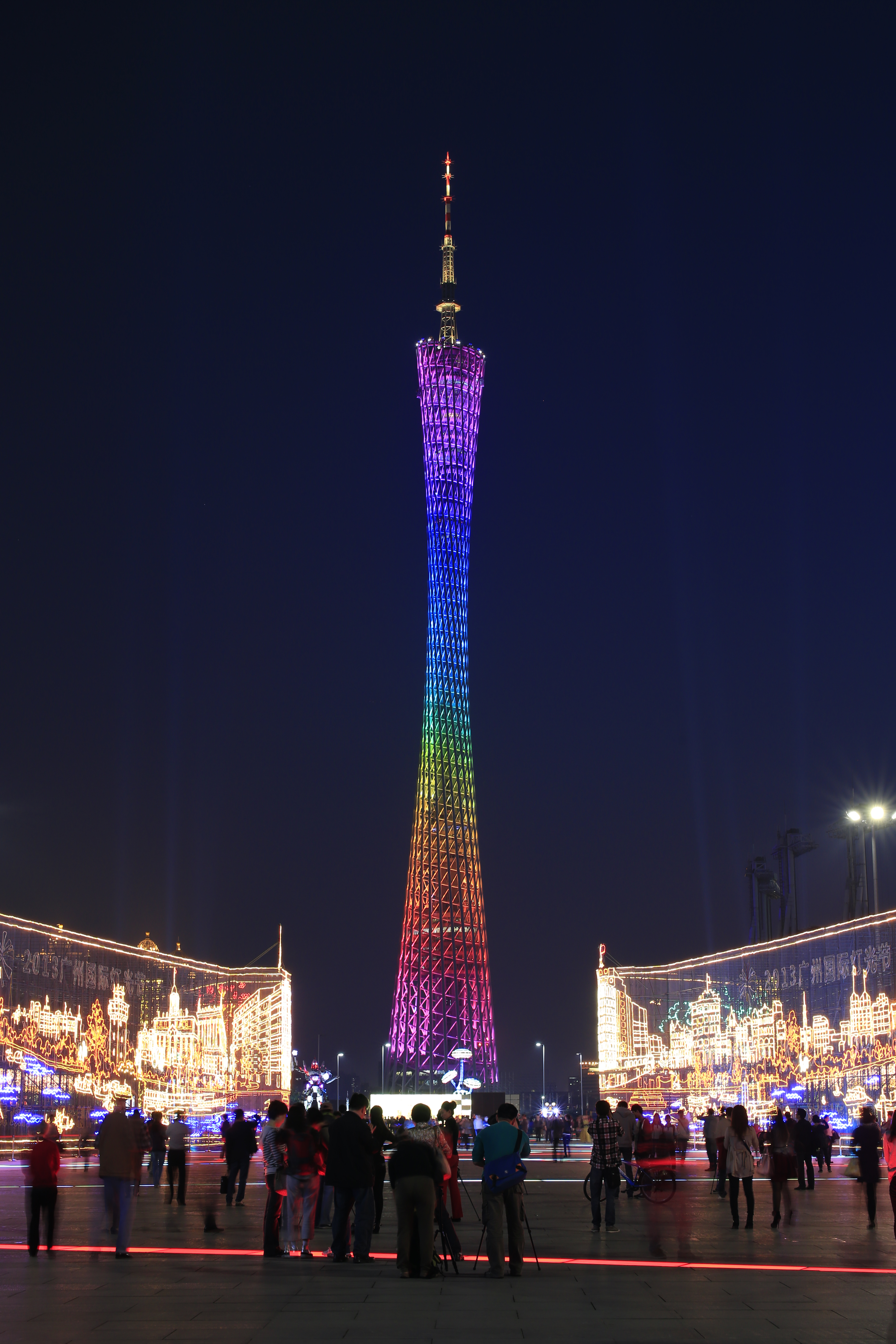
Torre de Cantón (2010)
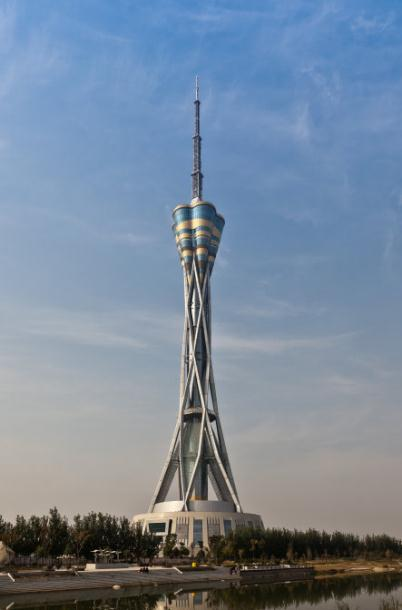
Torre Zhongyuan (2011)
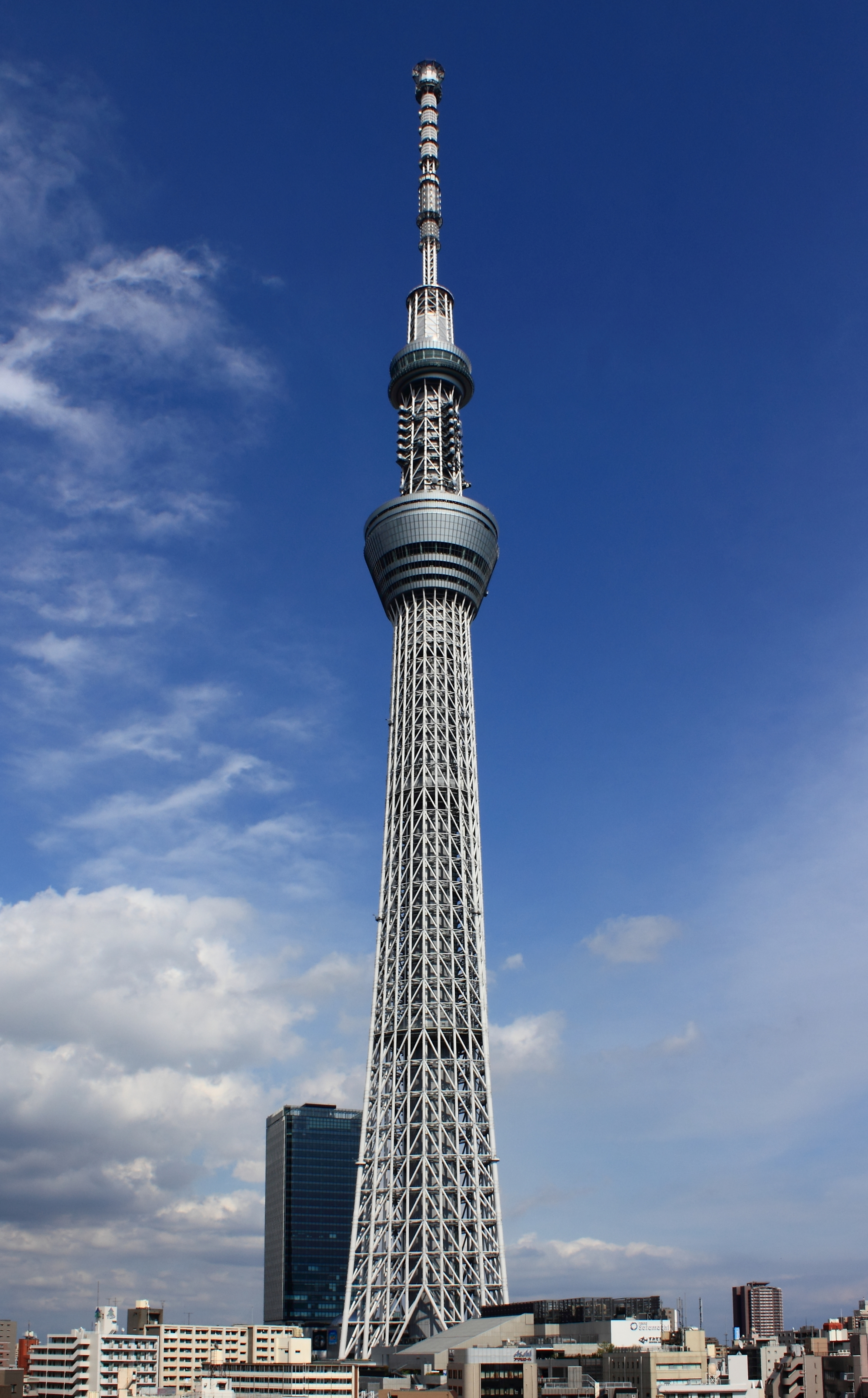
Tokyo Skytree (2012)

También las grandes ciudades han recurrido a disponer de modernas torres de observación escultóricas para revitalizar y cualificar áreas urbanas que ejerzan el papel de dinamizador turístico, levantando verdaderos alardes técnicos, como torres con miradores ascendentes y giratorios cual si fueran gigantescos ascensores panorámicos (como la British Airways i360), torres pivotantes (como la torre de Glasgow) o enormes norias —en las que grandes góndolas y una velocidad reducida y paradas en los más alto sirven como observatorio—.

Torres mirador como nuevos elementos urbanos revitalizadores
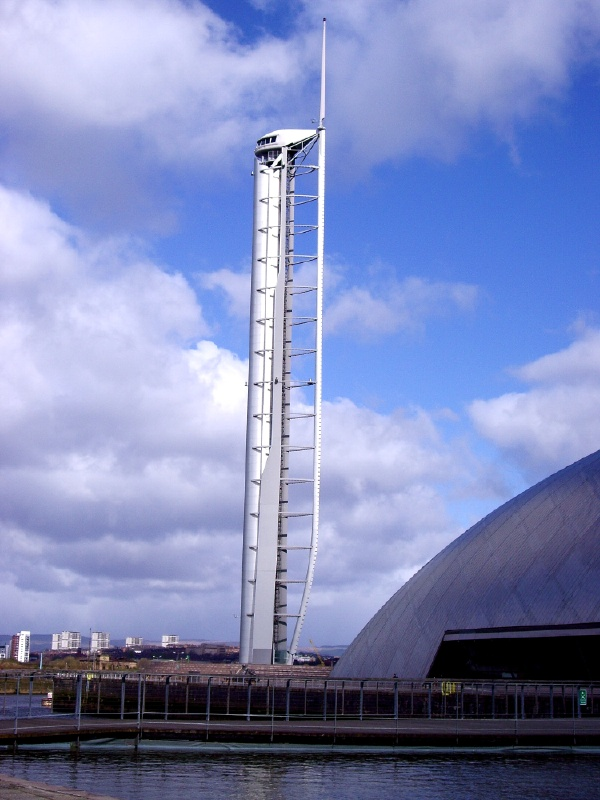
Torre de Glasgow (2001), la mayor estructura pivotante del mundo
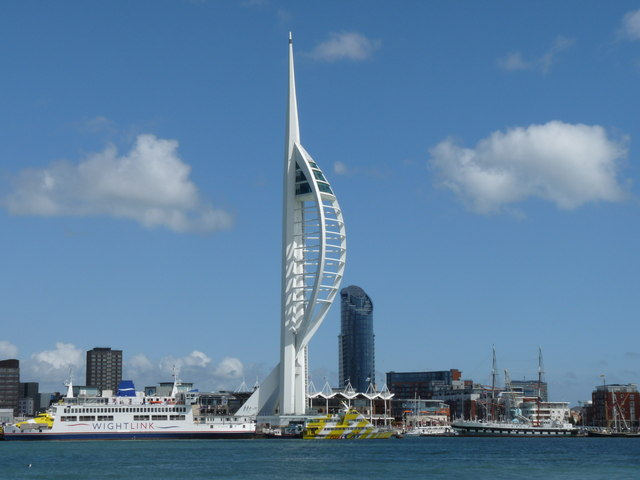
Torre Spinnaker (2005), símbolo de la recuperación del puerto de Portsmouth
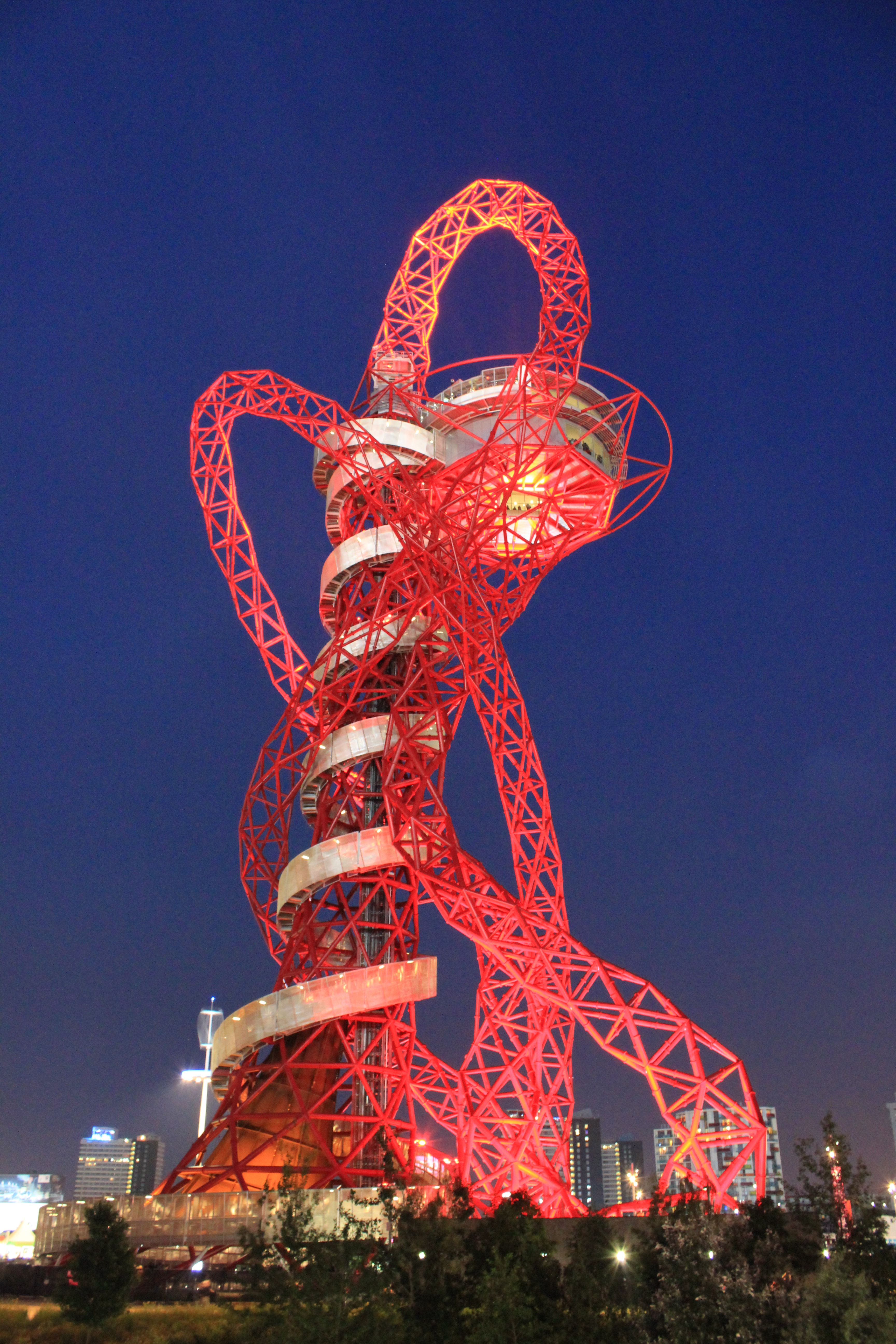
ArcelorMittal Orbit (2014), símbolo del Parque Olímpico Reina Isabel de Londres
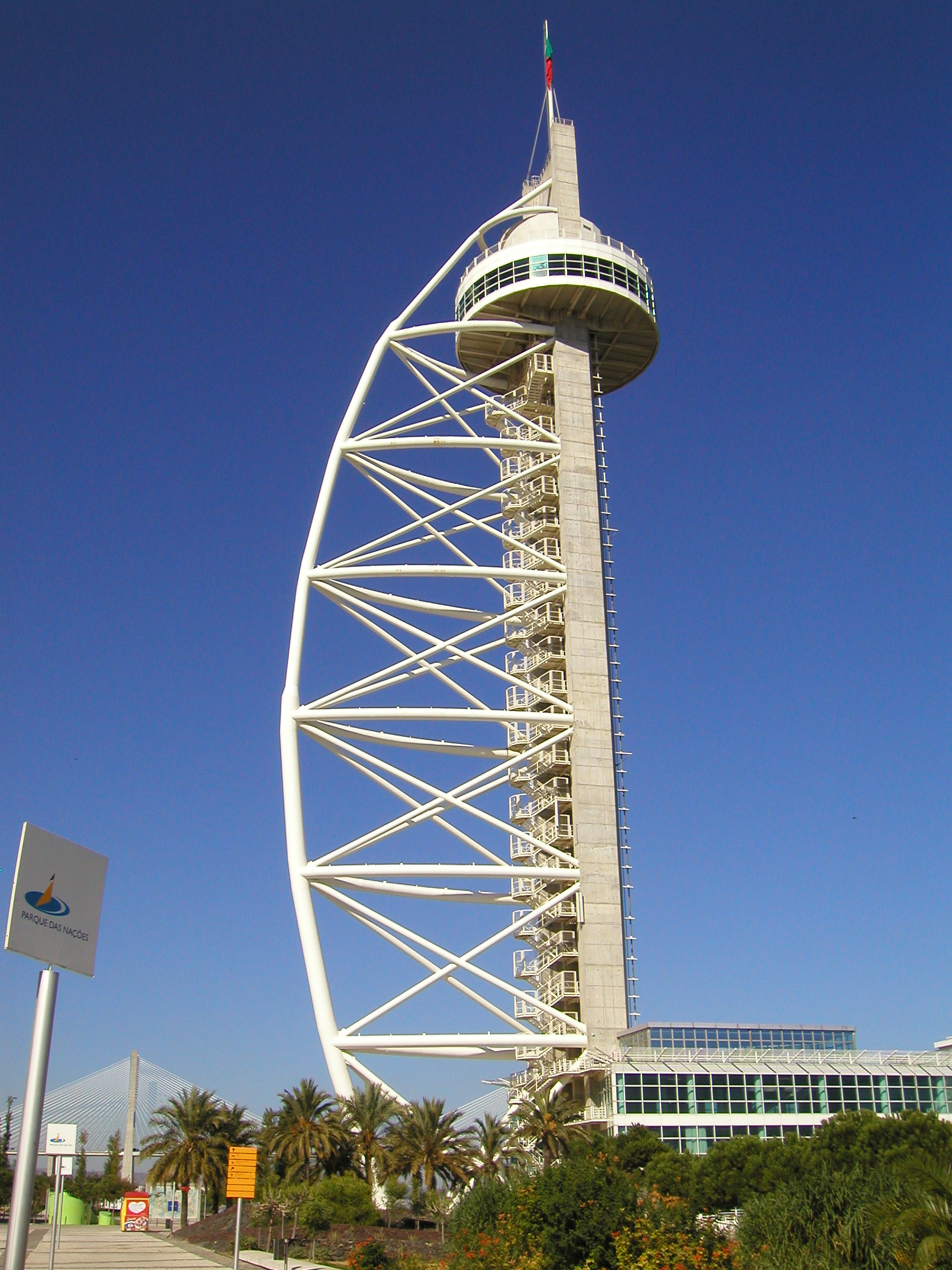
Torre Vasco da Gama (2010), símbolo de la Expo '98 de Lisboa hoy reconvertida en hotel
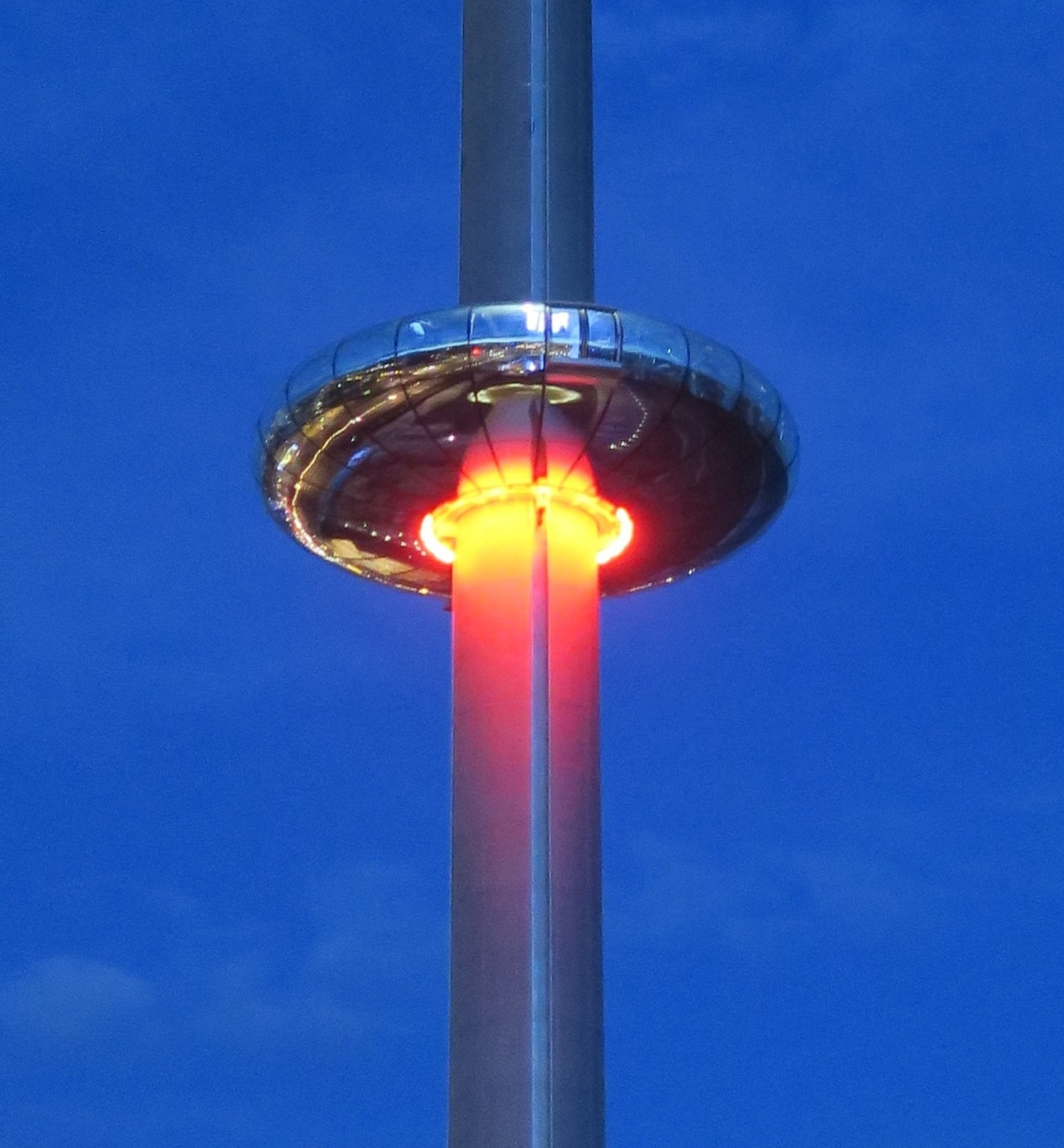
British Airways i360 (2016) de Brighton, con el mirador ascendiendo en la noche

## Construcción y uso
Las torres de observación son fácilmente visibles en el campo, ya que deben elevarse sobre árboles y otros obstáculos para garantizar una visión despejada. Las antiguas salas de control de las más antiguas se han comparado con las cámaras medievales, por el uso generalizado de piedra, hierro y madera en su construcción. Las torres modernas con frecuencia tienen plataformas de observación o terrazas con restaurantes o en la cima de las estaciones de montaña de un teleférico. Con frecuencia, las torres de observación se utilizan también como ubicación de servicios de radio dentro del rango UHF/VHF (radiodifusión de FM, televisión, servicio público de radiodifusión rural y servicio de radio portátil). En algunos casos, este uso de la torre es al menos tan importante como su uso como torre de observación. Tales torres generalmente se llaman torres de TV o torres de telecomunicaciones. Muchas torres también están equipadas con un restaurante en la torre y permiten el acceso de los visitantes a través de ascensores. También es común el uso de torres de agua como torres de observación. Como en el caso de las torres de TV, el visitante generalmente llegará a la plataforma de observación en ascensor, que generalmente estará a una altura más baja que el suelo de la plataforma. La altura típica de la plataforma de observación de las torres de agua es desde 20 metros hasta 50 metros, mientras que la altura típica de la plataforma de torres de TV es de 80 metros hasta 200 metros. Finalmente, algunas torres de iglesias pueden tener plataformas de observación, aunque a menudo sin ascensor. Muchos otros edificios pueden tener torres que permitan la observación.

## Tipos de torres de observación

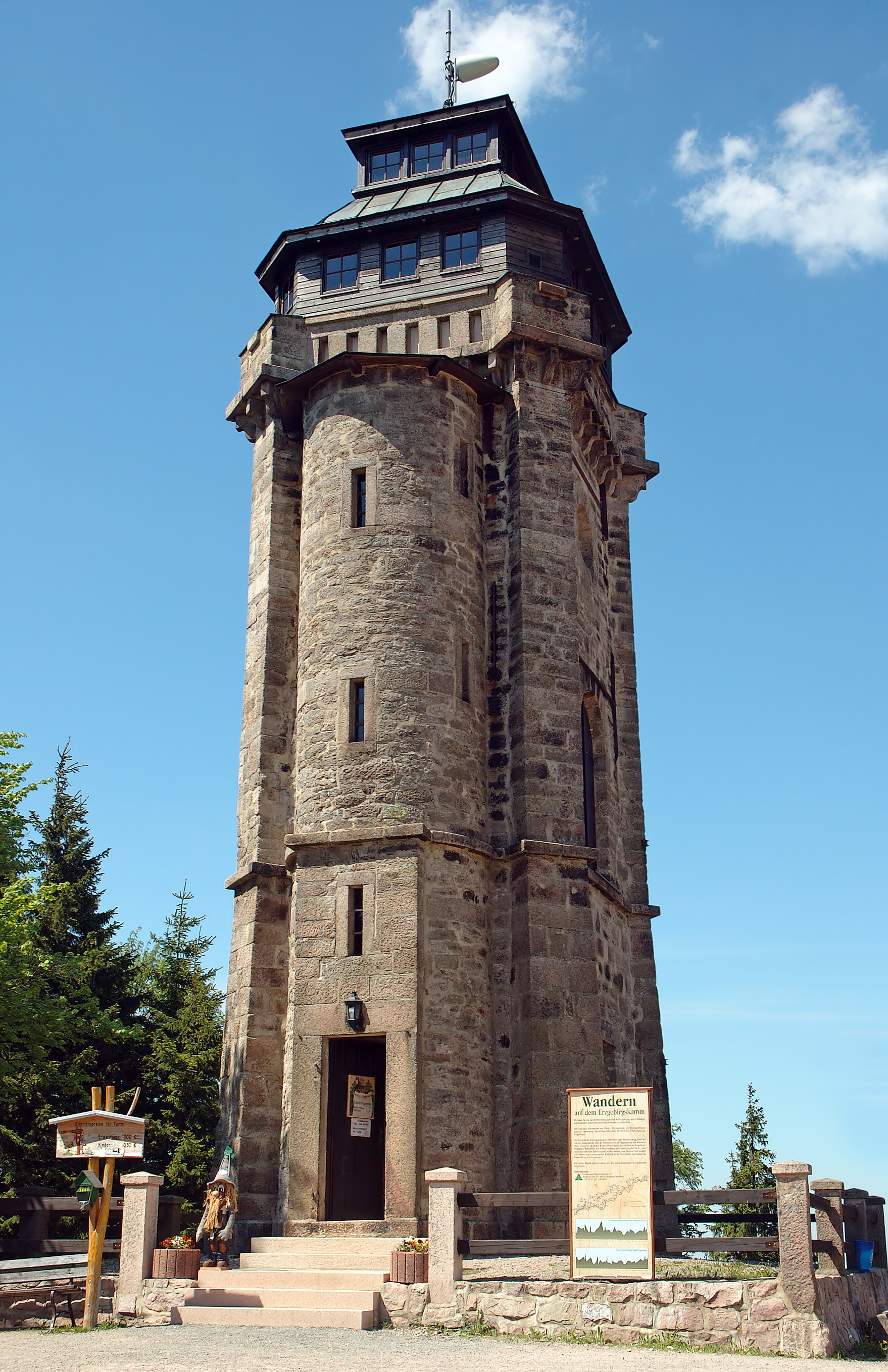
Torre de observación en la cima del monte Auersberg, en Sajonia, Alemania

Es posible diferenciar varios tipos de torres de observación en función del uso, ya sea civil o militar. Pueden ser:
- torres de vigía, vigilancia o atalayas: torres en fortificaciones y recintos militares, o protegiendo fronteras, como las que protegían el limes romano o las costas de ataques vikingos o piratas;
- torres de vigilancia para el control en prisiones;
- torres de control para el control aéreo (aeronaves);
- torres de incendios para la detección y observación de incendios;
- torres mirador, como lugares de atracción turística que proporcionan vistas de panoramas urbanos de interés, siendo quizás las más reconicda a nivel mundial la torre Eiffel;

### Torres dedicadas solamente a la observación

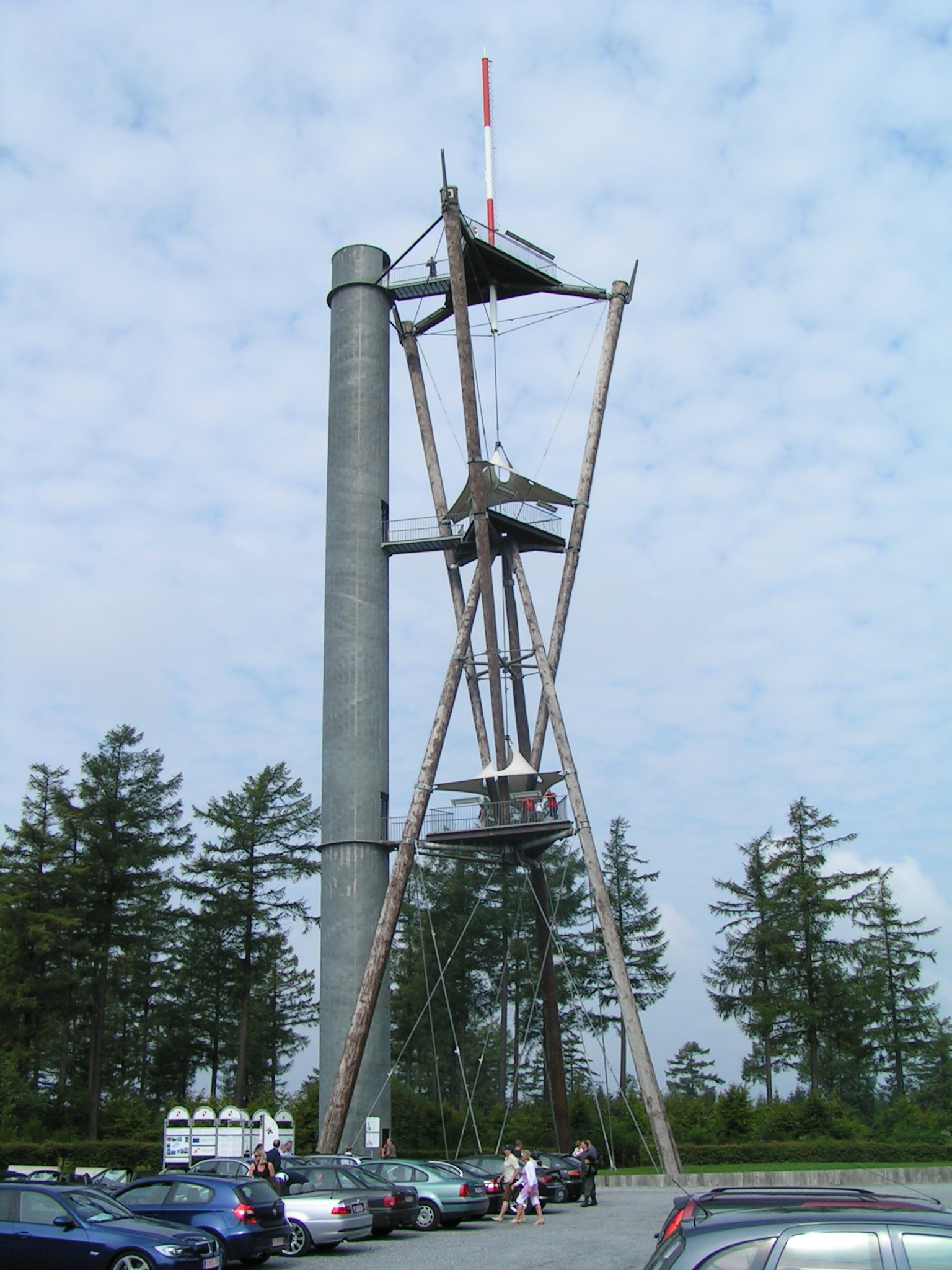
Tour du Millénaire (2012), en Gedinne (Bélgica)

Antes de la Primera Guerra Mundial, muchas asociaciones de excursionistas y algunos municipios construyeron torres de observación en numerosas cumbres. Por lo general, estas torres fueron construidas en piedra, sin embargo, a veces también se utilizó la madera o el hierro. En casi todas estas torres, el acceso a la plataforma de observación, generalmente de una altura de entre 5 y 40 metros, solo era posible por medio de escaleras. La mayoría de estas torres se utilizan solo para el turismo, sin embargo, algunas de ellas también se pueden usar, en momentos de alto riesgo de incendios forestales, como puestos de observación de incendios o en tiempos de guerra como puestos de observación militar con posiciones antiaéreas ubicadas a su lado. No se intentaron otros usos en la mayoría de estas edificaciones aunque algunas de ellas ahora tienen antenas para radios de policía / bomberos, radio portátiles o transmisores de FM y TV de baja potencia. Las torres de observación más antiguas frecuentemente tienen un asta de bandera en su parte superior.
Algunas de estas torres son permanentemente accesibles, ya sea de forma gratuita o con el pago de una tarifa de admisión. Otras son accesibles solo en ciertos momentos, en la mayoría de los casos tras el pago de una tarifa de admisión. En estas torres, la plataforma suele estar abierta, y algunas tienen un restaurante en la base. También hay torres con un uso mucho más extenso; por ejemplo. la torre de observación en las montañas de Rossberg, en Reutlingen, alberga un hotel dentro de su estructura.
Aunque la mayoría de estas torres se construyeron inicialmente antes de la Primera Guerra Mundial, tales estructuras aún se siguen construyendo para disponer de puntos elevados de observación, en particular en algunas excavaciones arqueológicas o en espectáculos de horticultura para observar la disposición de los parterres. En la mayoría de los casos, las torres de observación modernas ya no se construyen con piedro o ladrillo, sino que se prefieren estructuras más ligeras de hormigón, acero y madera.
También se encuentran a veces torres de observación permanentes en los parques de atracciones; sin embargo, en los parques en los que cada atracción no se paga independientemente, se prefieren los paseos panorámicos.[cita requerida]

Torres dedicadas solamente a la observación
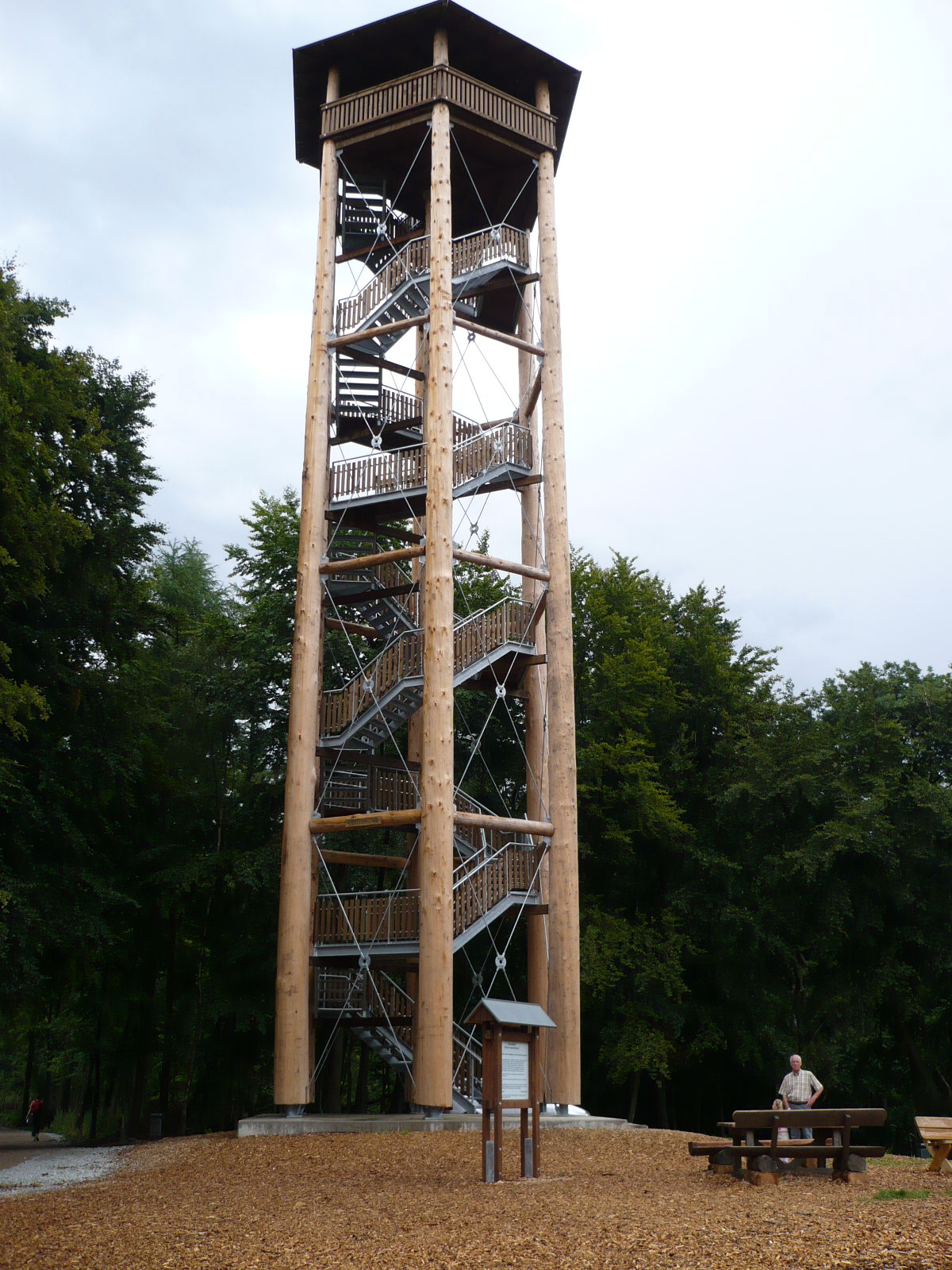
Torre de madera de Ottoshöhe, en las colinas de Osnabrück (1895, rec. en 2008)
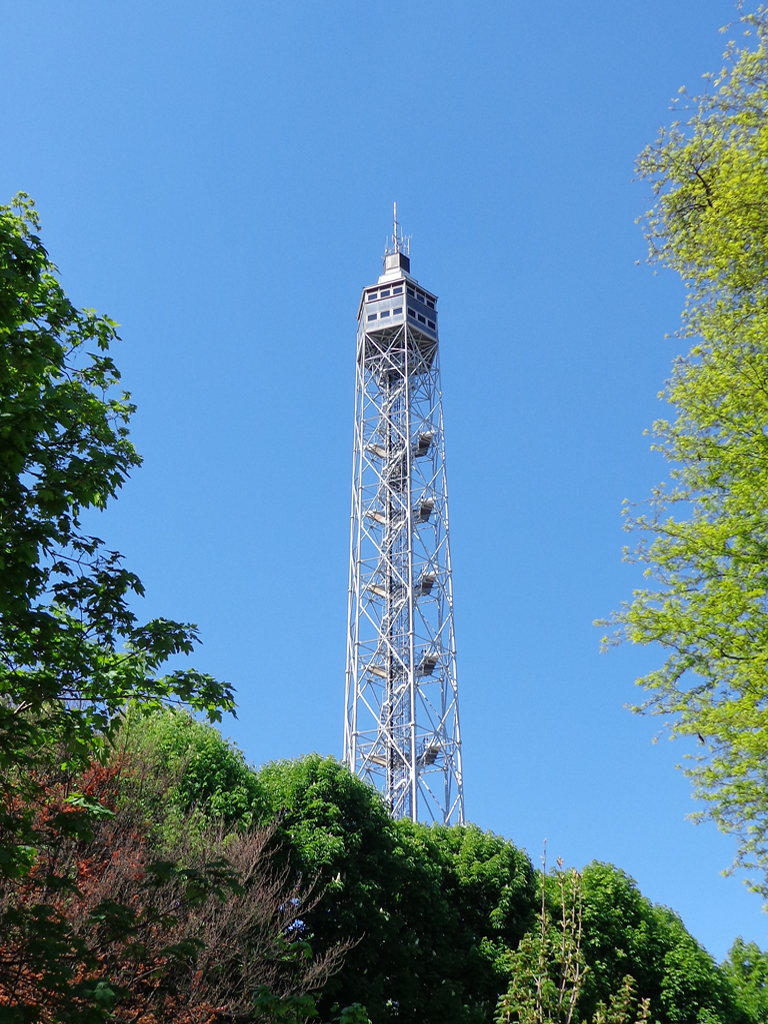
Torre Branca (1933), en el parque Sempione, Milán
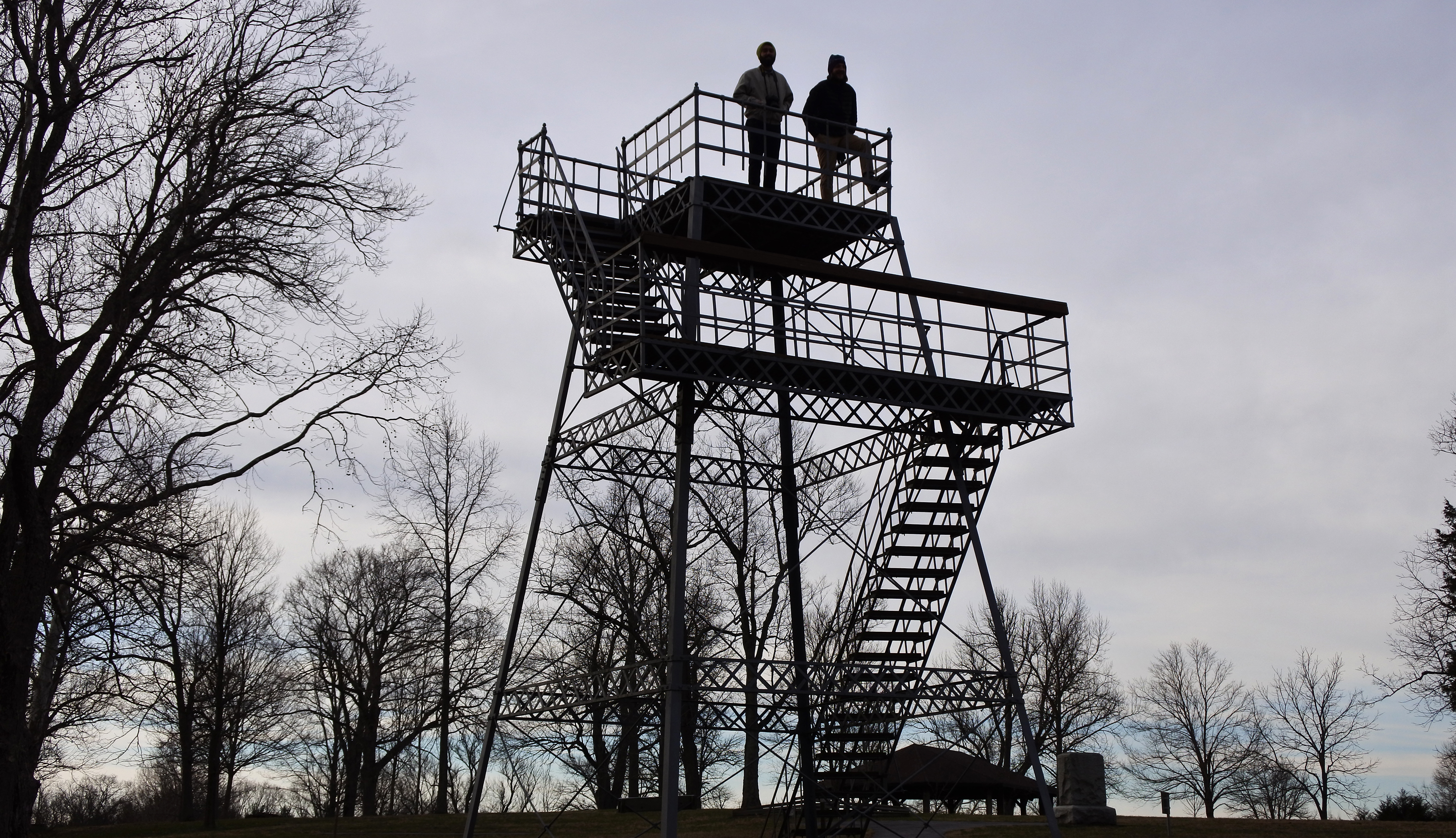
Torre de observación en el yacimiento arqueológico de Serpent Mound, Ohio.
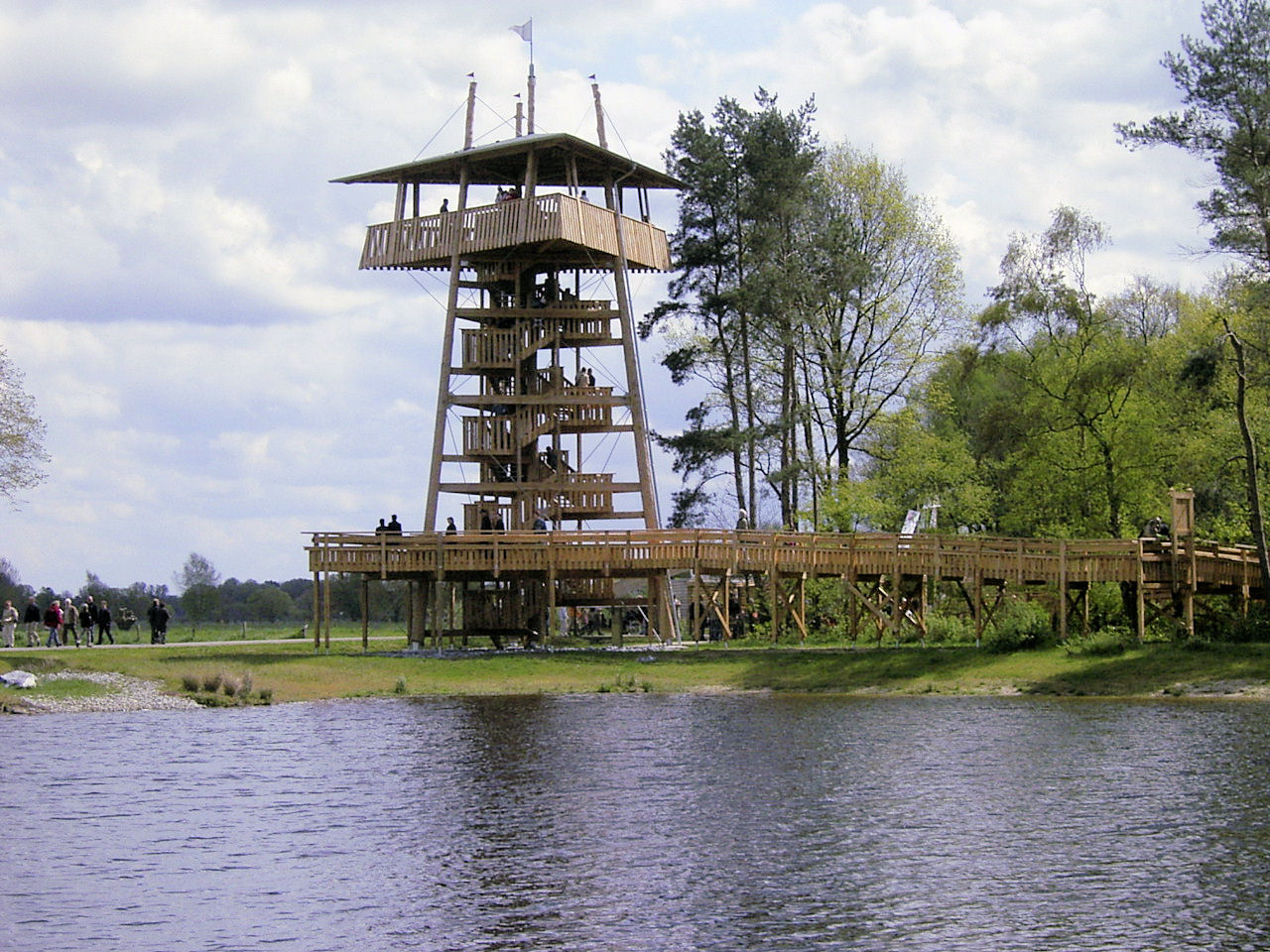
Torre de observación en el Emssee, Rietberg
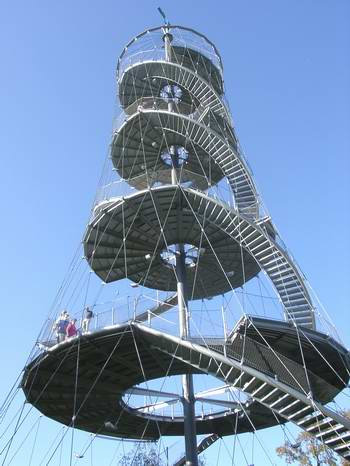
Torre Killesberg (2001), en Stuttgart

### Torres de vigía o atalayas
Las torres de vigilancia son torres de observación, desde las que se supervisa un gran área. Estrictamente hablando, las torres de control también entran en esta categoría, aunque la vigilancia desde estas edificaciones se realiza principalmente de forma no óptica utilizando sistemas de radar. Las torres de vigilancia generalmente tienen un recinto cerrado para proteger al observador del mal tiempo. Las torres de vigilancia no suelen tener ascensor, ya que estos edificios en su mayoría no superan los 20 metros. Las torres de vigilancia que están en activo no son, por lo general, accesibles al público, ya que habitualmente sirven para el monitoreo de algunas cuestiones sensibles. Sin embargo, tales torres pueden ser también usadas para monitorear incendios forestales, como plataformas accesibles para el público o utilizarse durante periodos sin riesgo de incendios forestales como torres de observación. En general, las torres de vigilancia pueden convertirse fácilmente en torres de observación.

Torres de vigilancia o atalayas
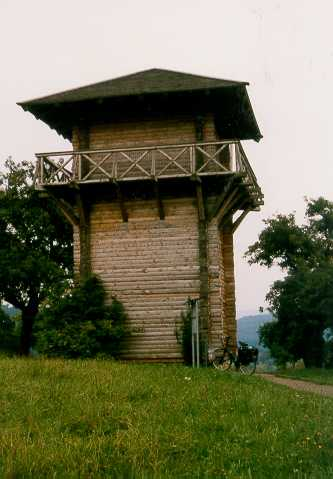
Reconstrucción de una torre de vigilancia del limes romano en Lorsch
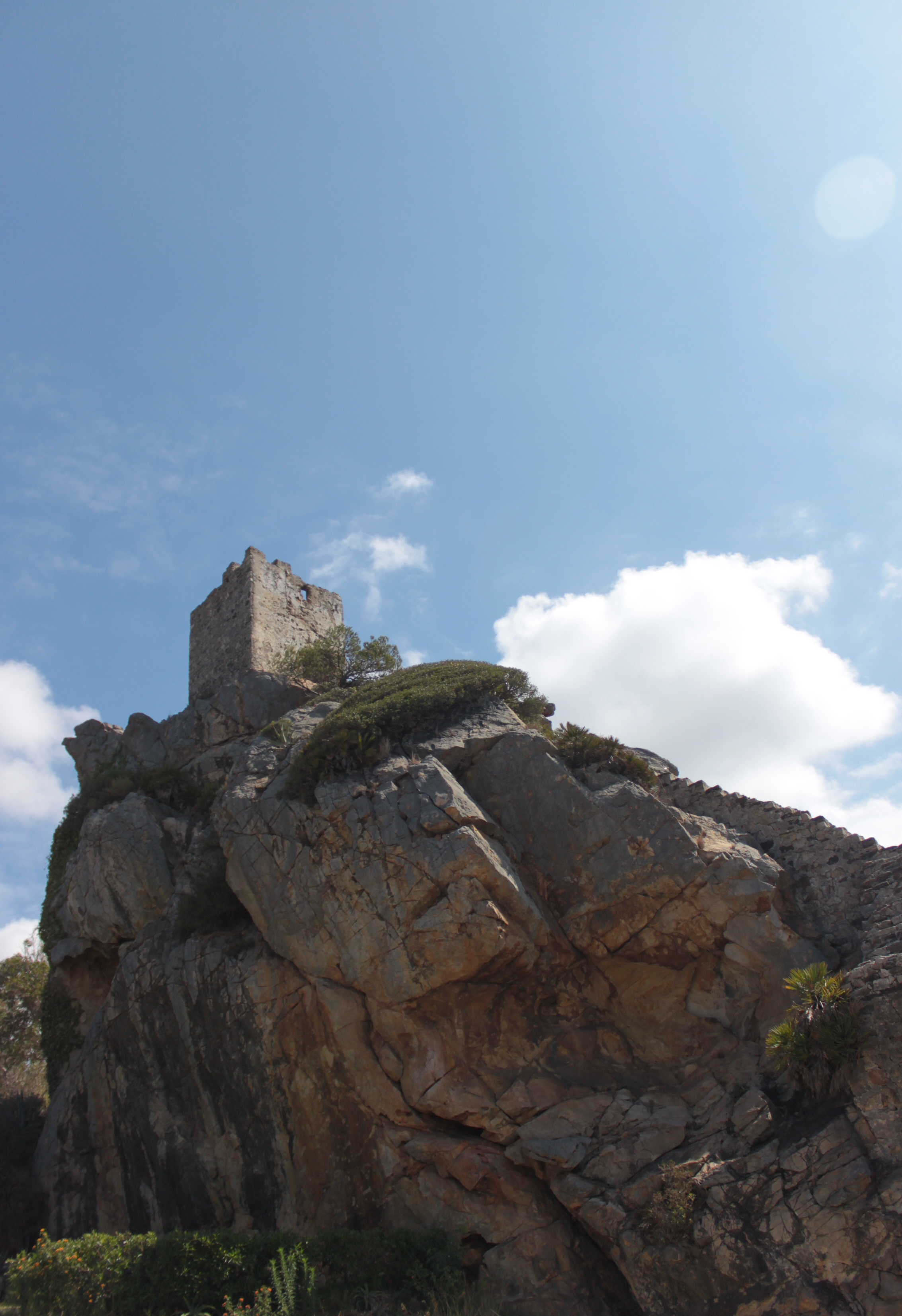
Torre de la Peña en Tarifa, una de las Torres de vigilancia costera construidas en el siglo XVI en las costas mediterráneas frente a la piratería
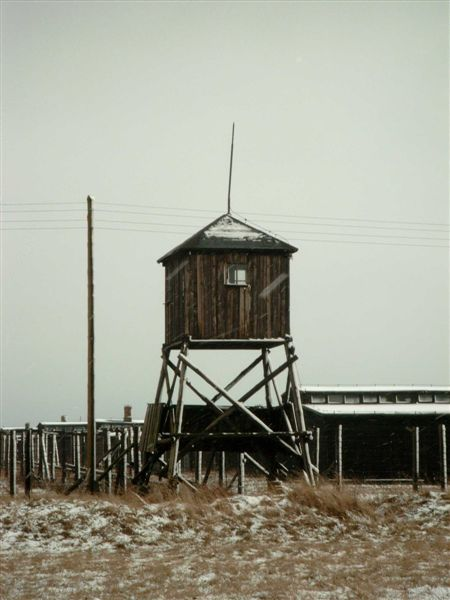
Torre en el campo de concentración de Majdanek
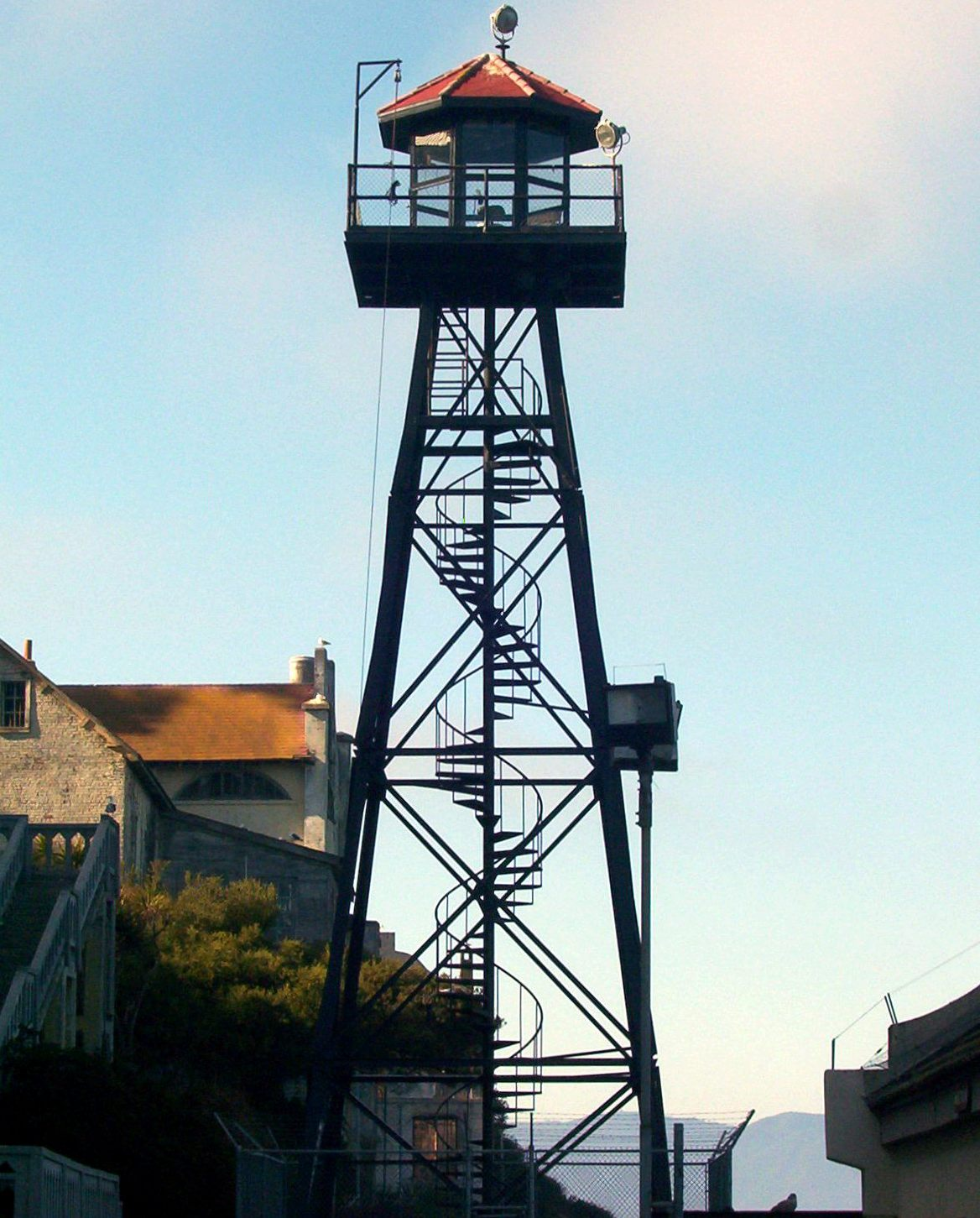
Torre de vigilancia de la prisión de Alcatraz.
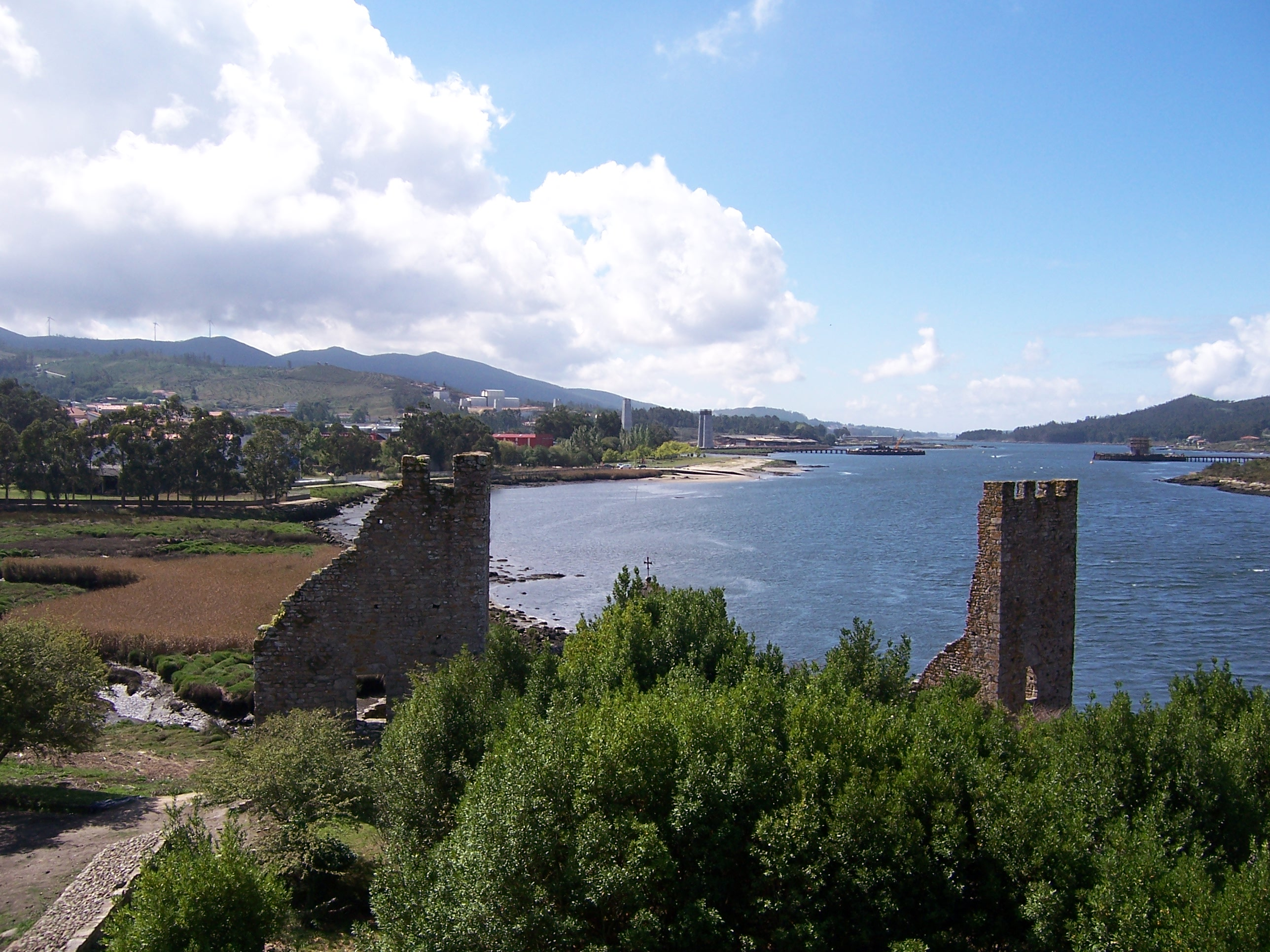
Torres de Oeste (S. XI), Catoira. Construidas para la defensa contra los ataques desde el Atlántico.

### Torres de telecomunicación

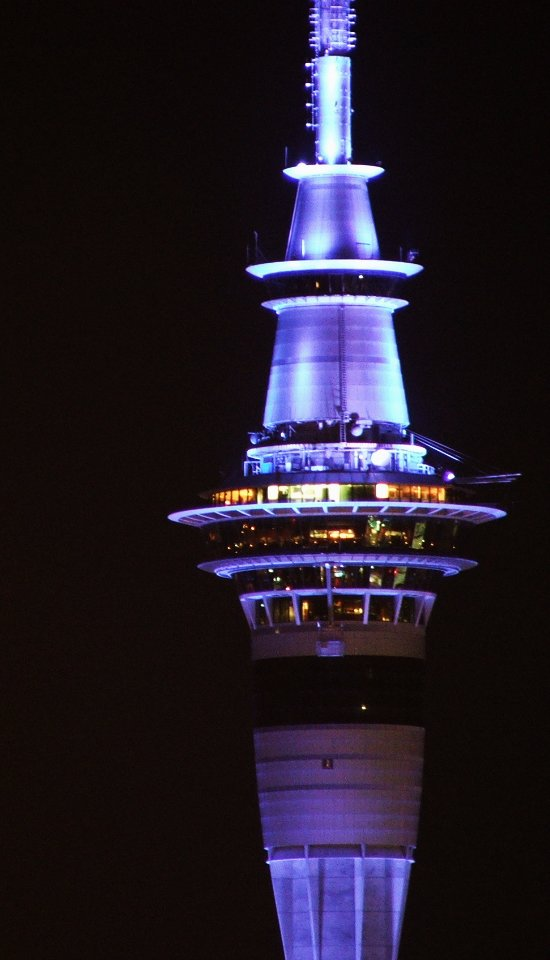
La Sky Tower en Auckland, Nueva Zelanda

También algunas torres de radio fueron construidas de tal manera que pueden usarse aparte de su función como torre transmisora también como torre de observación. Una condición para esto es que sea una construcción lo suficientemente estable, que permita una entrada de visitante segura y permanente sin interrupción de los servicios de transmisión. Este es el caso de las torres de radiodifusión de radio en el rango de UHF/VHF, aunque no es el caso de la radio de onda larga y media, por qué el uso de estas estructuras como torre de observación es imposible en la mayoría de los casos. Que el uso de una torre como torre de radiotransmisión de ondas medias y comotorre de observación no encajaban bien, apareció en la Radio Tower Berlin, que originalmente tenía junto con un alto mástil de 80 metros de altura, una antena de onda media colocada sobre en aisladores. Sin embargo, se notó en las primeras transmisiones experimentales que aparecián voltajes en la torre que tendría consecuencias desagradables para los visitantes, por lo que la torre fue puesta a tierra por el hueco del ascensor. Sin embargo, esto cambió la dirección del haz principal del transmisor lejos del área a la que había de servir, la ciudad de Berlín. Mientras que antes de la Segunda Guerra Mundial casi todas las emisiones de radio eran de onda larga, después de la Segunda Guerra Mundial se necesitaron ondas medias y cortas con la introducción de servicios de radio en UHF/VHF. Las torres requeridas solo actuaban como soportes de las antenas, y se construyeron torres de radio con plataformas de observación. Para esto, casi siempre se usaba la forma cerrada de construcción de hormigón armado. Las torres de radio con plataformas de observación a menudo sirven para la transmisión de televisión o para los servicios de enlace de retransmisión de radio y se denominan, por lo tanto, torres de TV o torres de telecomunicaciones.
Como regla general, hay un ascensor disponible en estos edificios para los visitantes de las plataformas de observación, ya que la plataforma de observación suele estar muy alta (en su mayoría entre 50 y 200 m, en algunas torres aún más). Muchas de estas torres tienen también un restaurante en la torre, que puede diseñarse como un restaurante giratorio. Mientras que los restaurantes en las torres están en recintos cerrados para proteger a los comensales del viento, la plataforma de observación puede estar abierta o en una habitación cerrada: una plataforma abierta es más favorable para fotografiar, ya que no surgen reflejos, mientras que las cerradas son para la mayoría de visitantes más agradables. Las plataformas de observación de las torres de TV se abren solo en determinados momentos y su entrada solo es posible mediante el pago de una tarifa.

Torres de telecomunicación
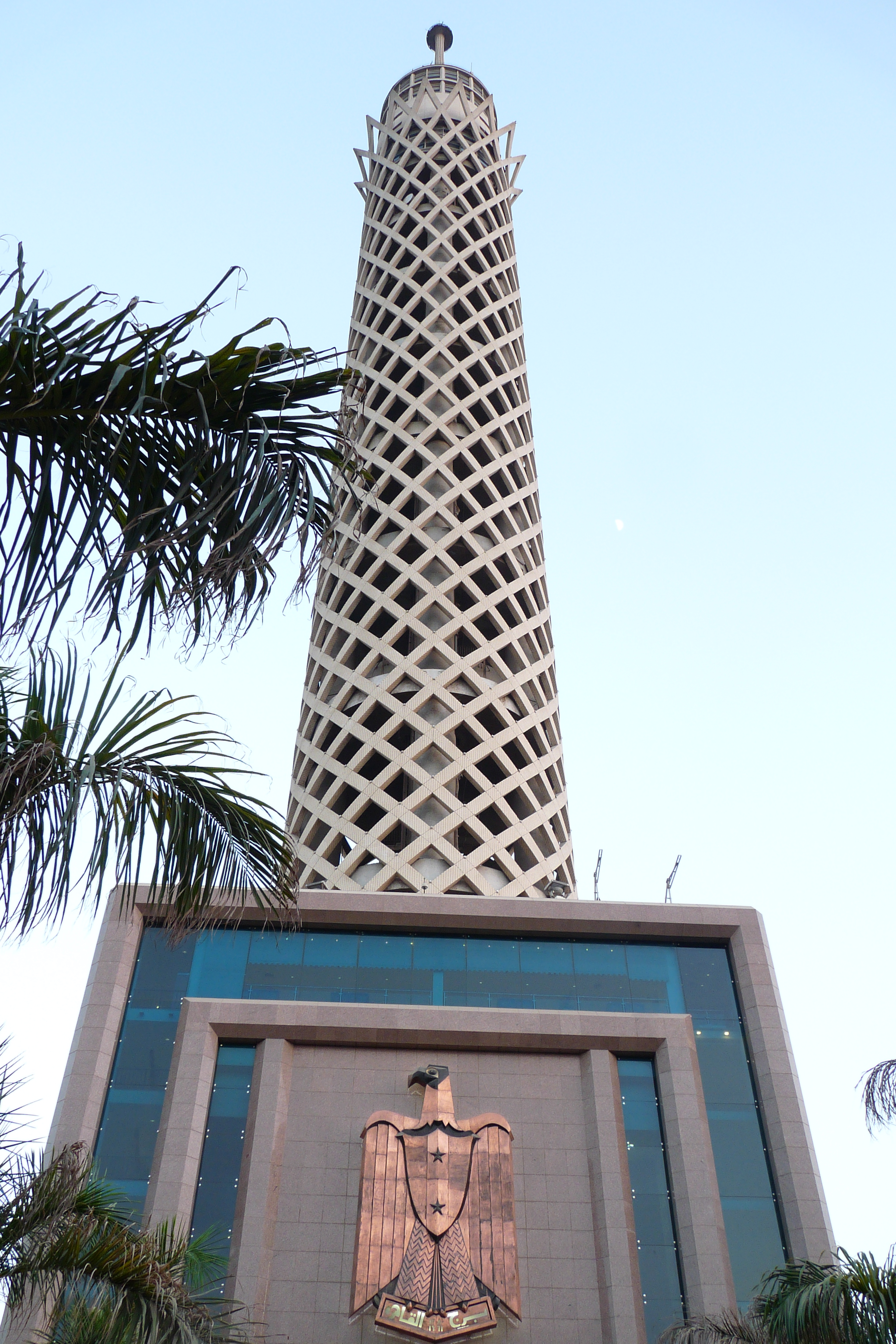
Torre de El Cairo (1954-1961)
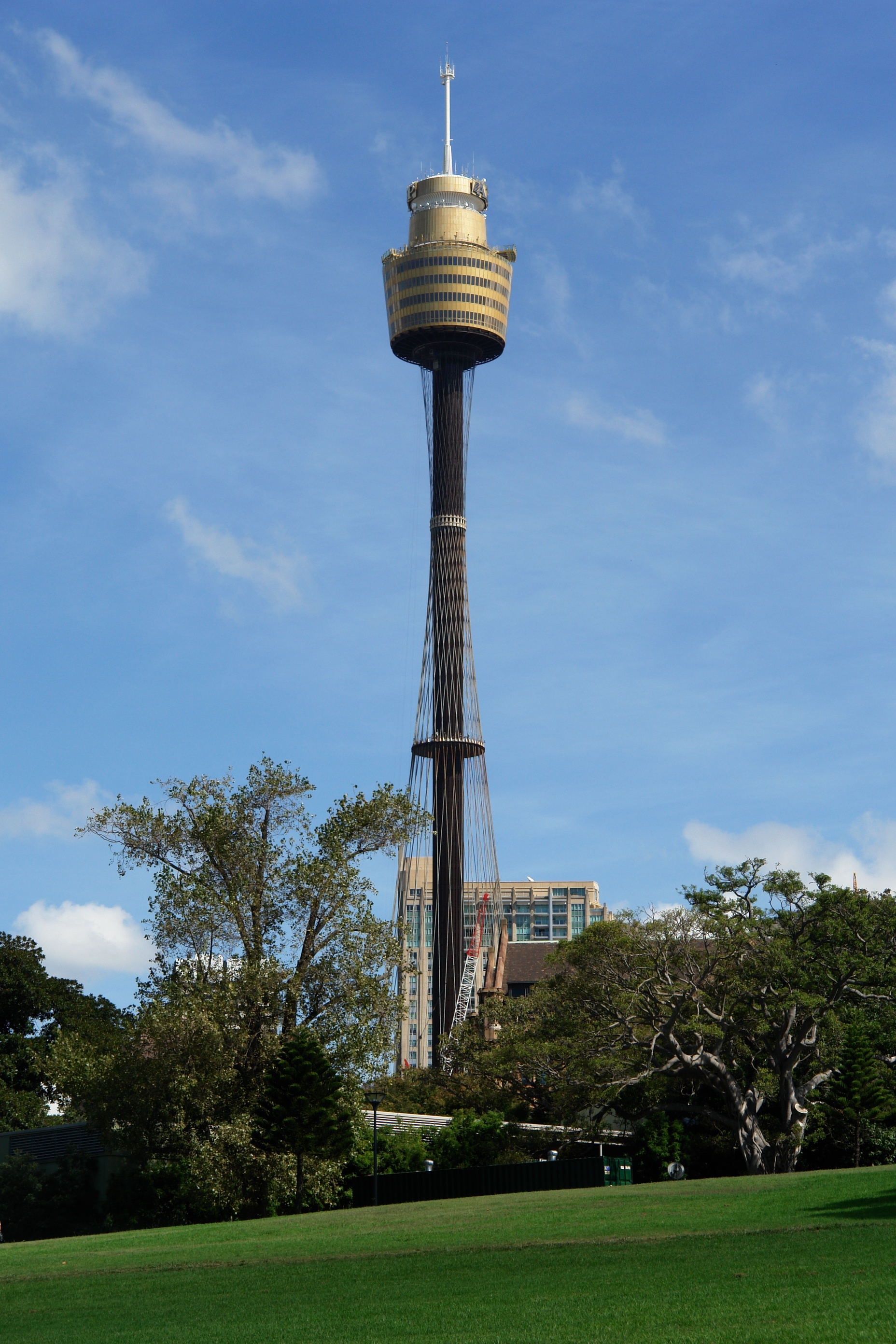
Torre de Sídney (1975-1981)
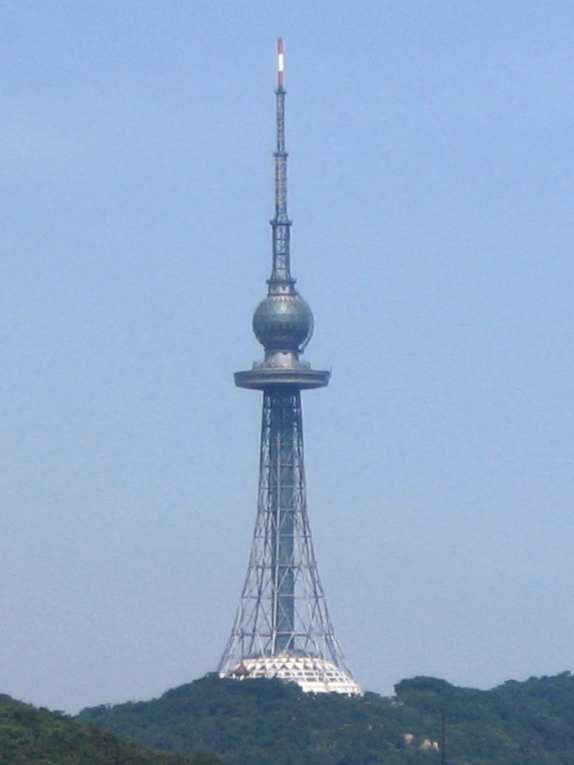
Qingdao TV Tower (1994), en Qingdao, China
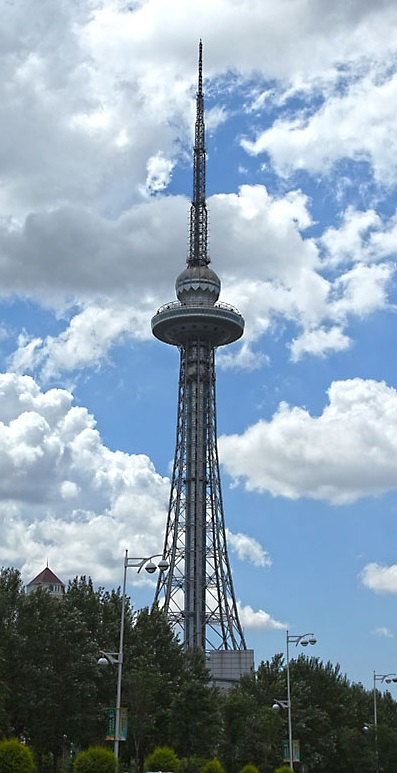
Long Ta (2000), en Harbin, China

### Edificios altos

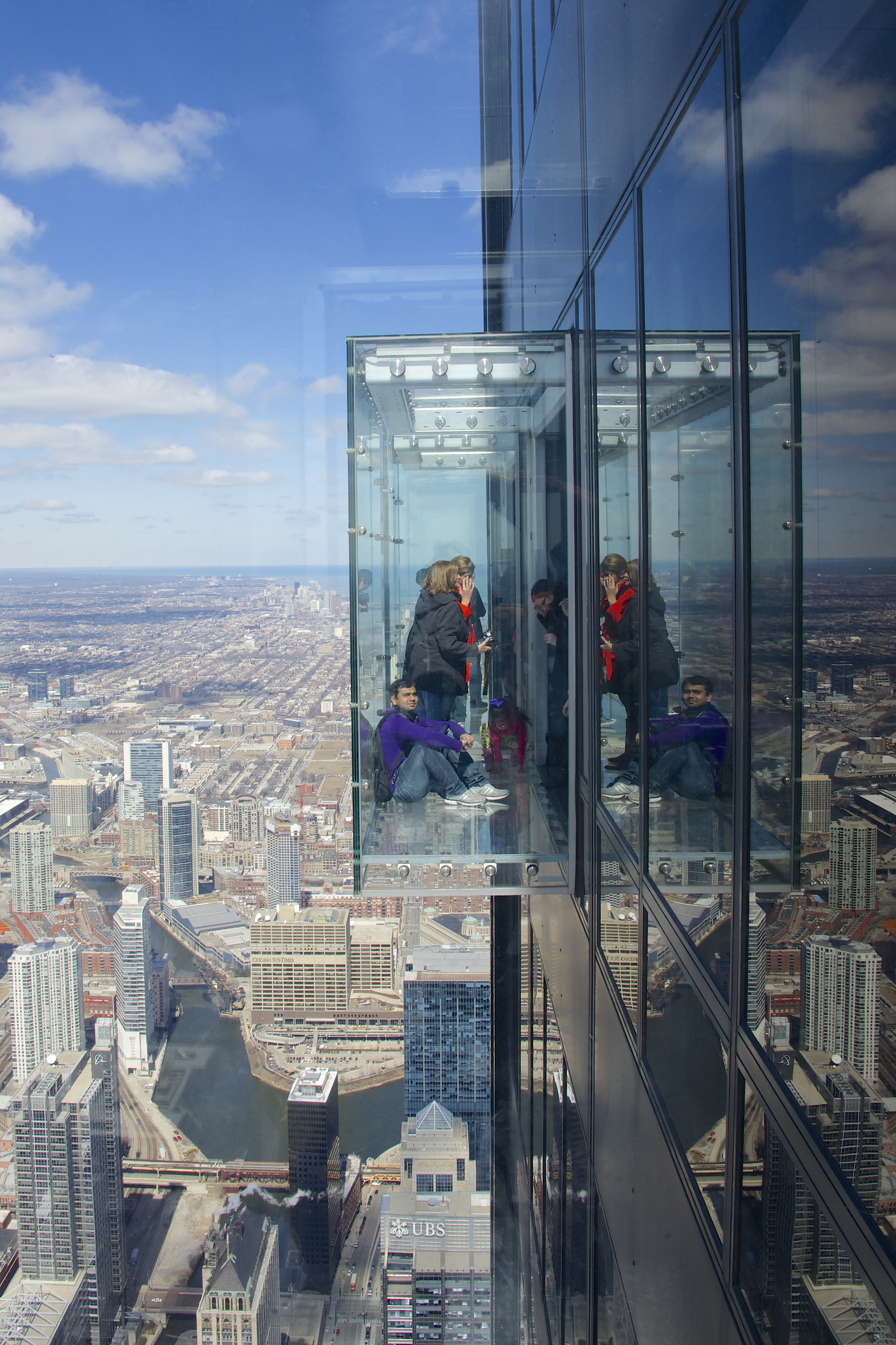
El mirador acristalado desde lo alto de la Torre Willis, en Chicago

También numerosos edificios altos tienen plataformas de observación, a veces incluso un restaurante. La altura de estas plataformas, que pueden ser de vidrio o al aire libre depende de la altura del edificio, estando habitualmente en el último piso. Como regla general, el acceso, que casi siempre requiere el pago de una entrada, es posible por ascensor y solo es posible en horarios de apertura específicos.

### Torres de agua

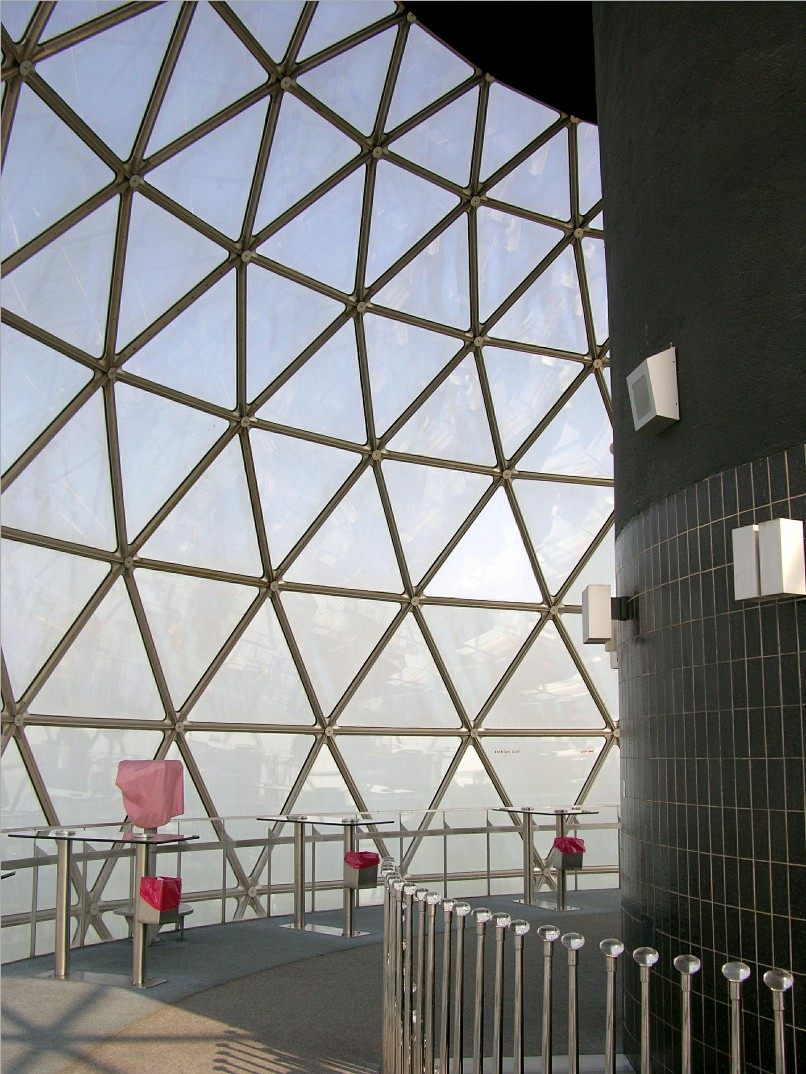
Interior del observatorio de las Torres de Kuwait (1977)

También numerosas torres de agua tienen, una plataforma de observación, generalmente al aire libre, abierta al público, cuya altura es mayor que la altura de torres de observación más antiguas, en el rango de altura entre 10 y 50 m. Se puede llegar dependiendo de la torre por escaleras o por ascensor. Algunas torres de agua también tienen un restaurante en la torre. Las plataformas de las torres de agua solo son accesibles bajo pago durante los horarios de apertura, que son diferentes para cada torre.

Torres de agua
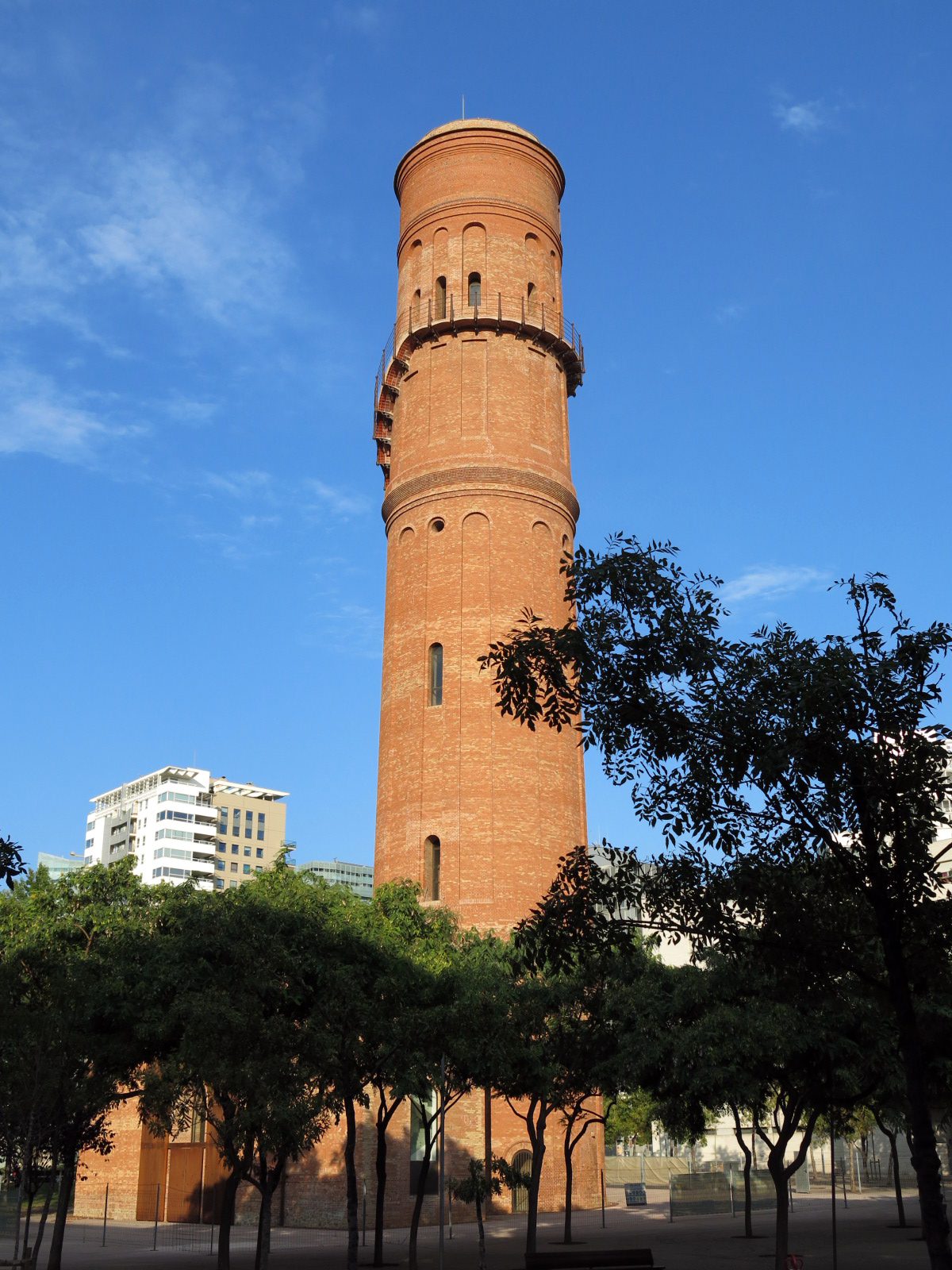
Torre de las Aguas del Besós (1882), hoy solo un sencillo mirador
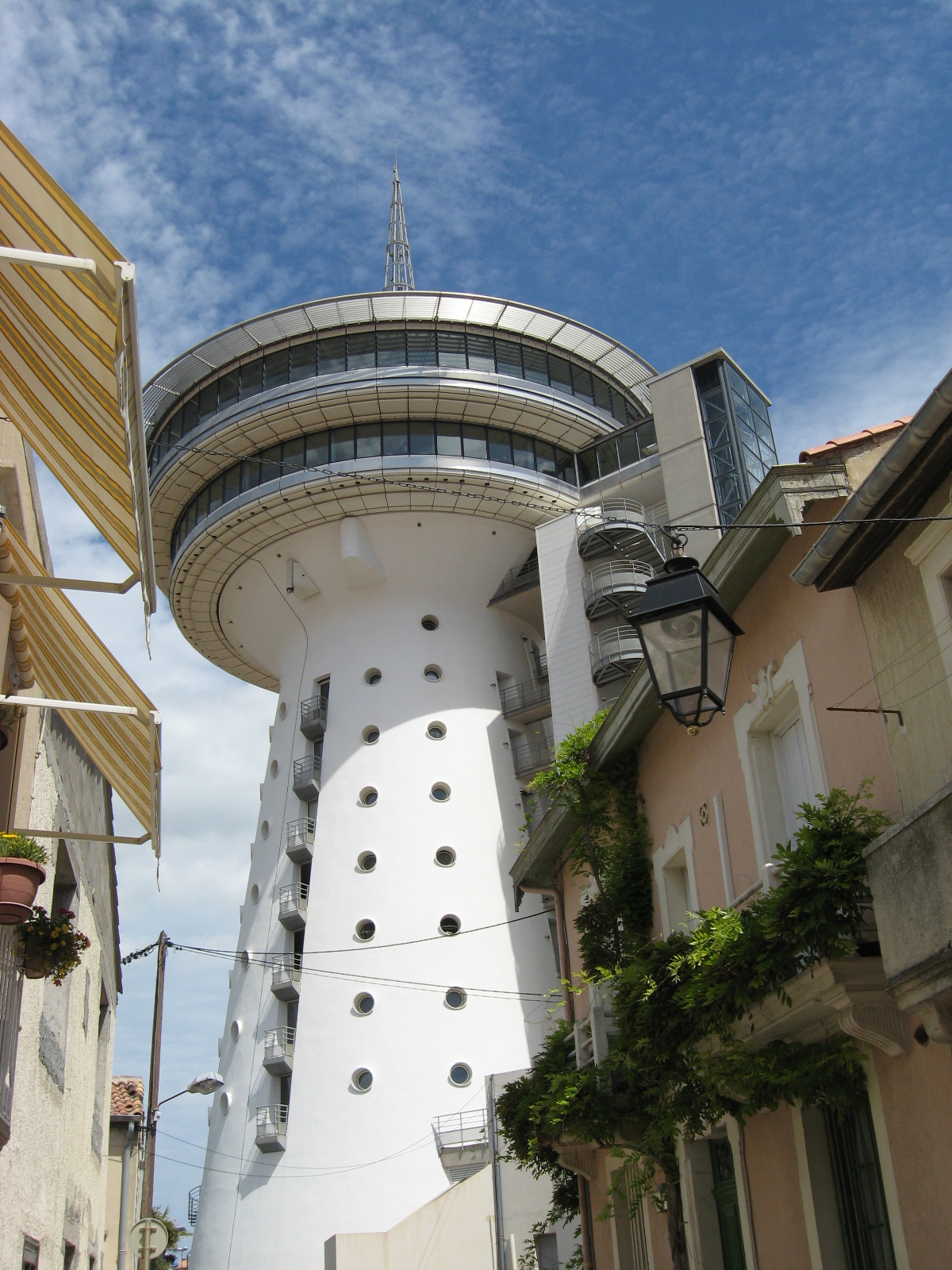
Phare de la Méditerranée, un antiguo depósito de agua (1943) reconvertido en 2000 en un restaurante mirador giratorio
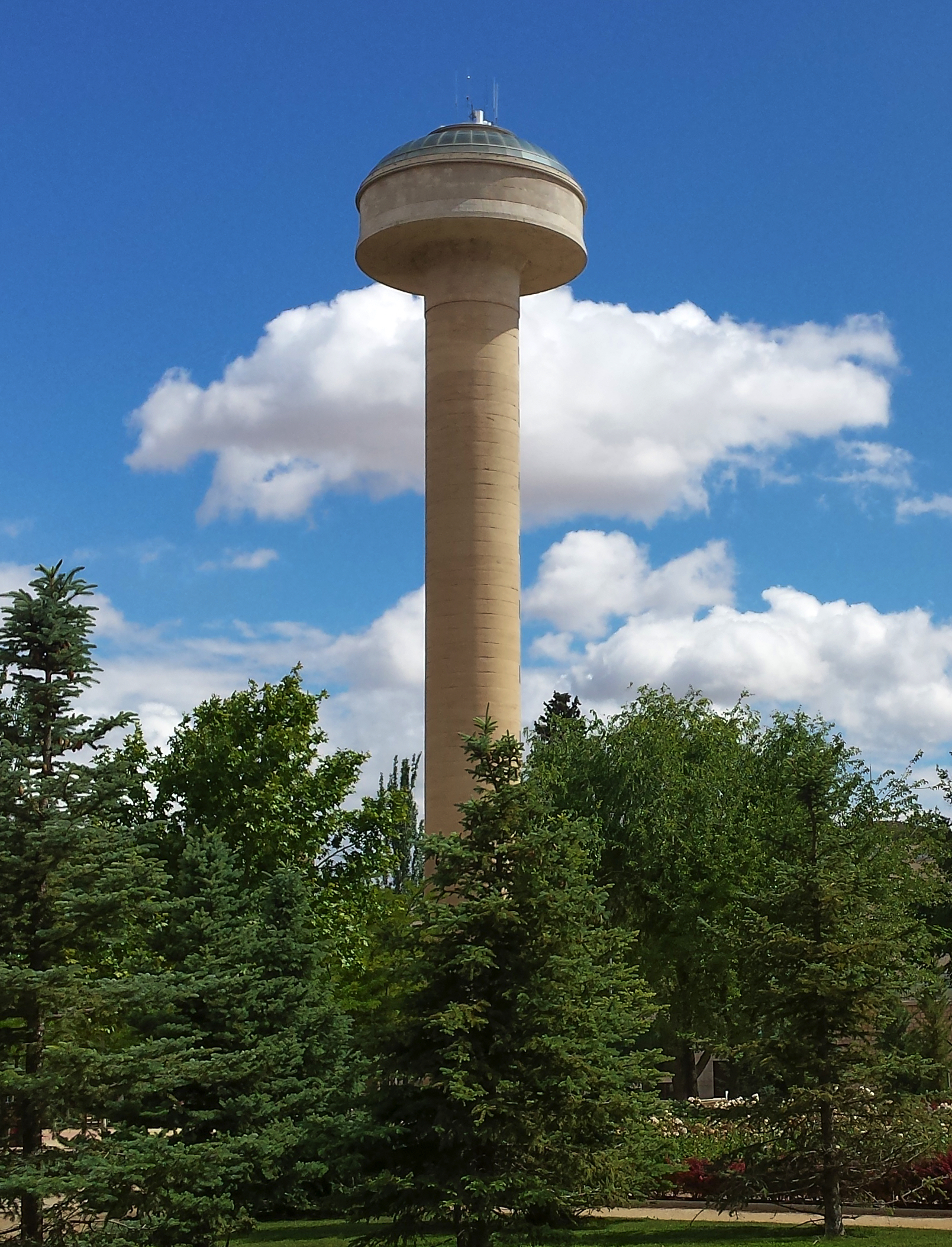
Depósitos del agua de la Fiesta del Árbol (1944), abierto como mirador y centro de interpretación del agua

### Torres de iglesia

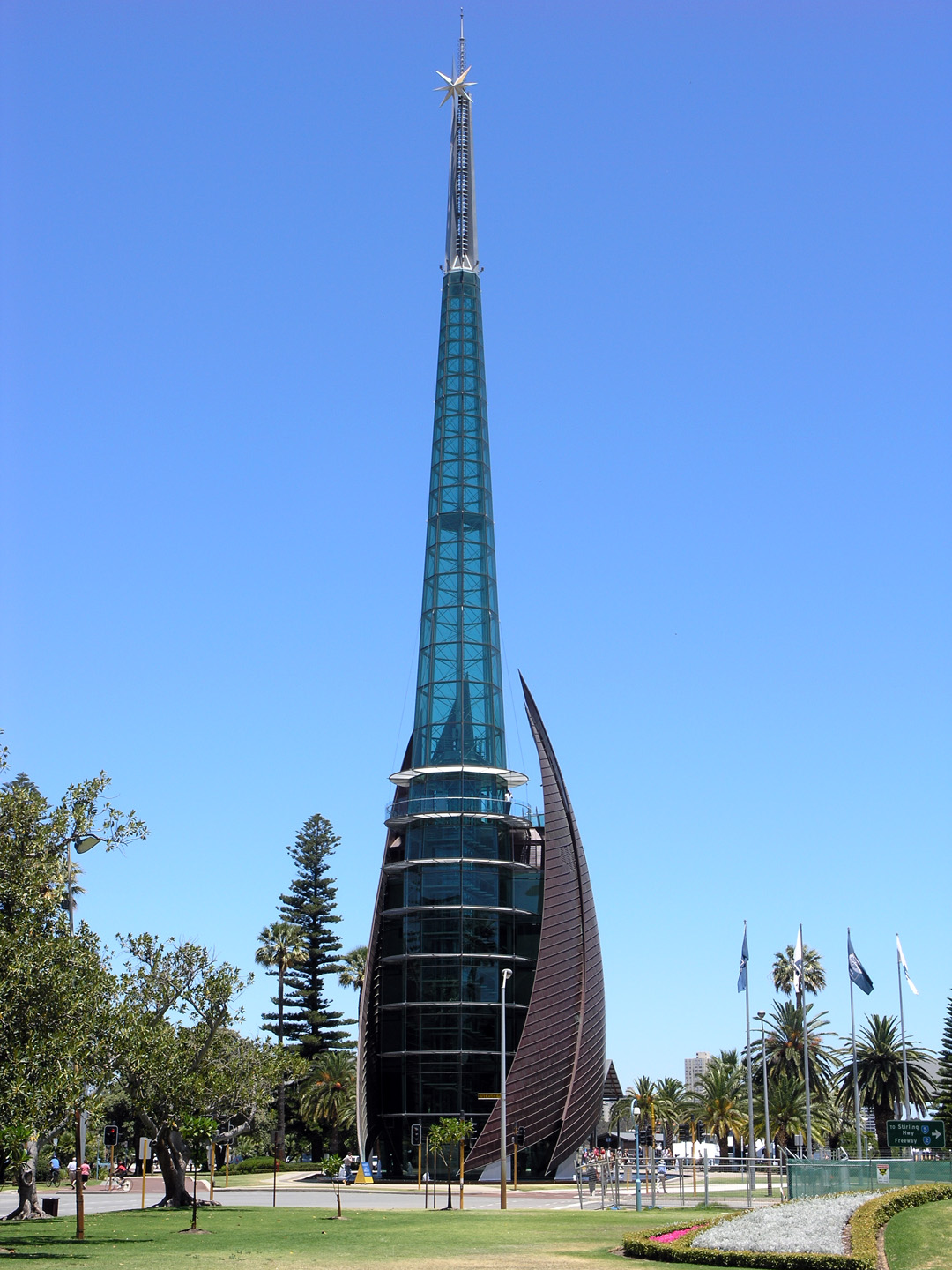
Swan Bells Observation tower, Perth, Australia.

También algunas torres de iglesia tienen plataformas de observación. Sin embargo, los ascensores solo están disponibles en casos excepcionales. La entrada a esta plataforma contrasta con la entrada de la iglesia, que generalmente solo es posible pagando una entrada en los horarios de apertura de la iglesia. La altura de las plataformas de observación suele variar entre 20 y 50 metros. La plataforma casi siempre está al aire libre.

### Faros
Algunos faros tienen una plataforma de observación abierta al público. El acceso es generalmente por escaleras. A menudo se cobra una tarifa de admisión y las horas pueden ser limitadas. La plataforma de observación de un faro suele tener entre 10 y 50 metros de altura, y casi siempre está al aire libre.
La torre de Hércules de La Coruña (España), con 57 m, data del siglo I y es el único faro romano y el más antiguo en funcionamiento del mundo. El 27 de junio de 2009 fue declarado Patrimonio de la Humanidad por la Unesco.
La Torre marina de Yokohama realizado para conmemorar el centenario de la inauguración del puerto de Yokohama, concluida en 1961 con 106 m de altura es el segundo faro más alto del mundo. y desde el que se disfruta una panorámica de la ciudad, del puerto y del monte Fuji.

Miradores en faros
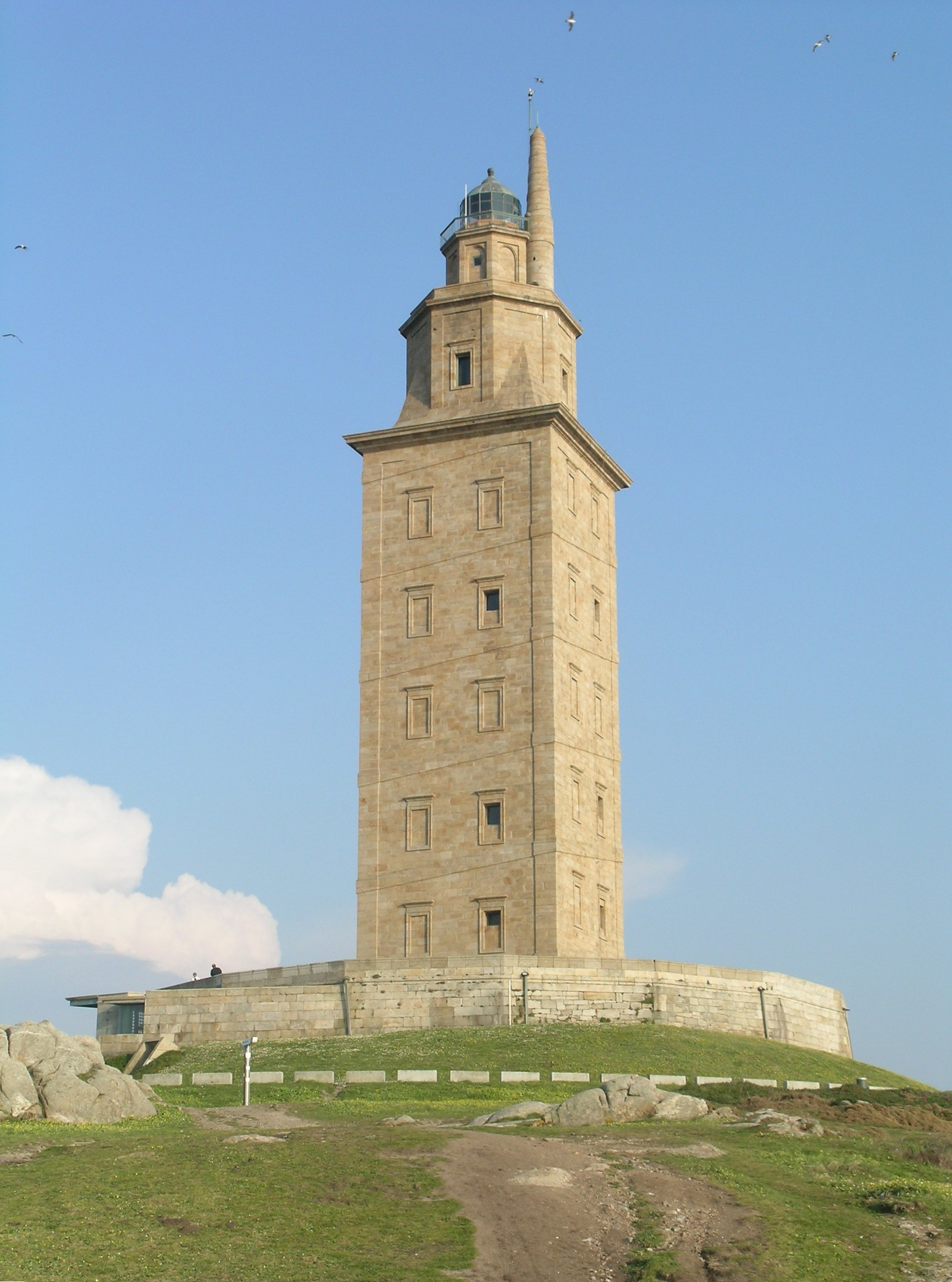
torre de Hércules
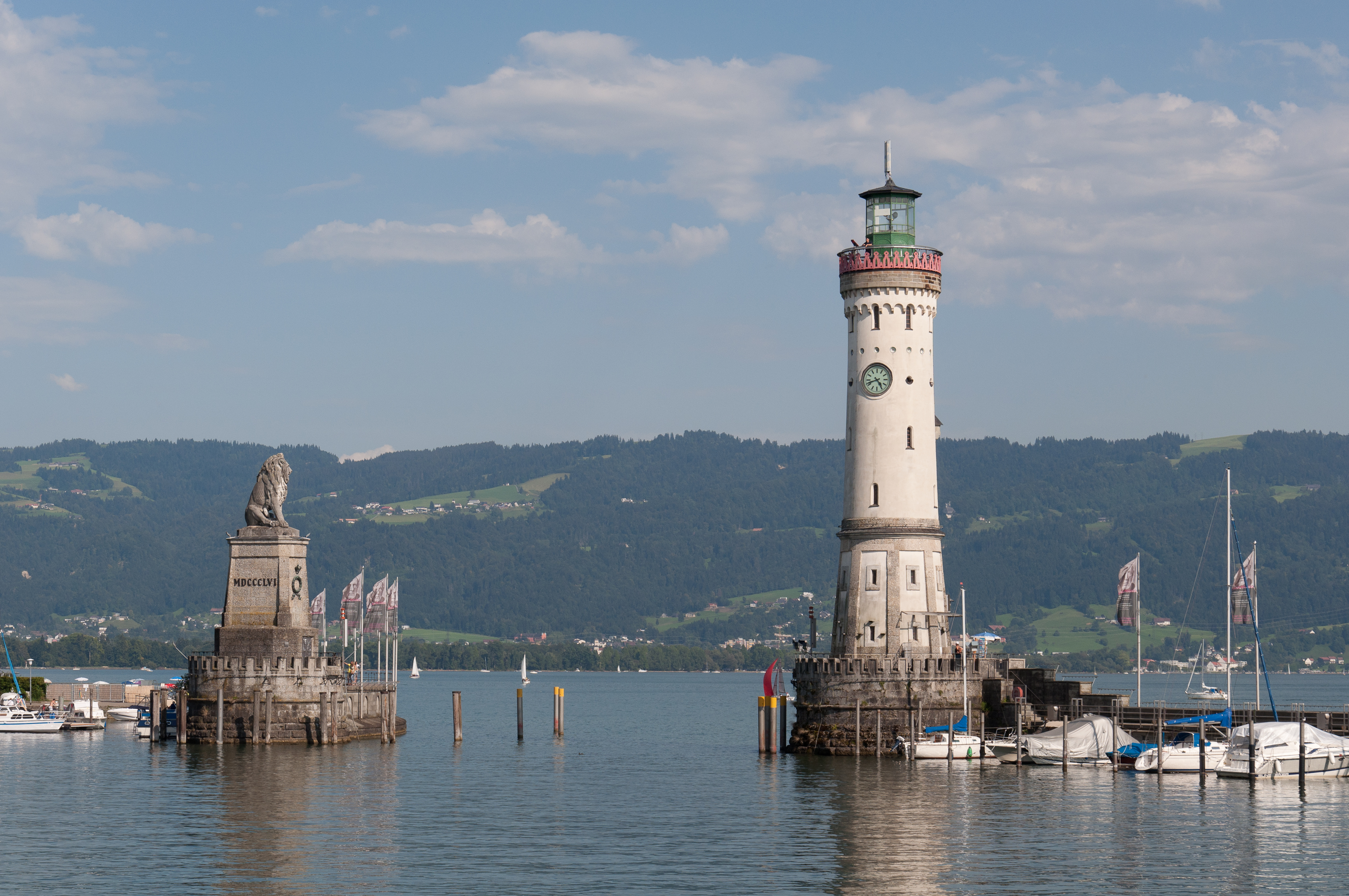
Faro de Lindau en el lago de Constanza, del siglo XIX, con un excelente mirador de los Alpes suizos y del lago
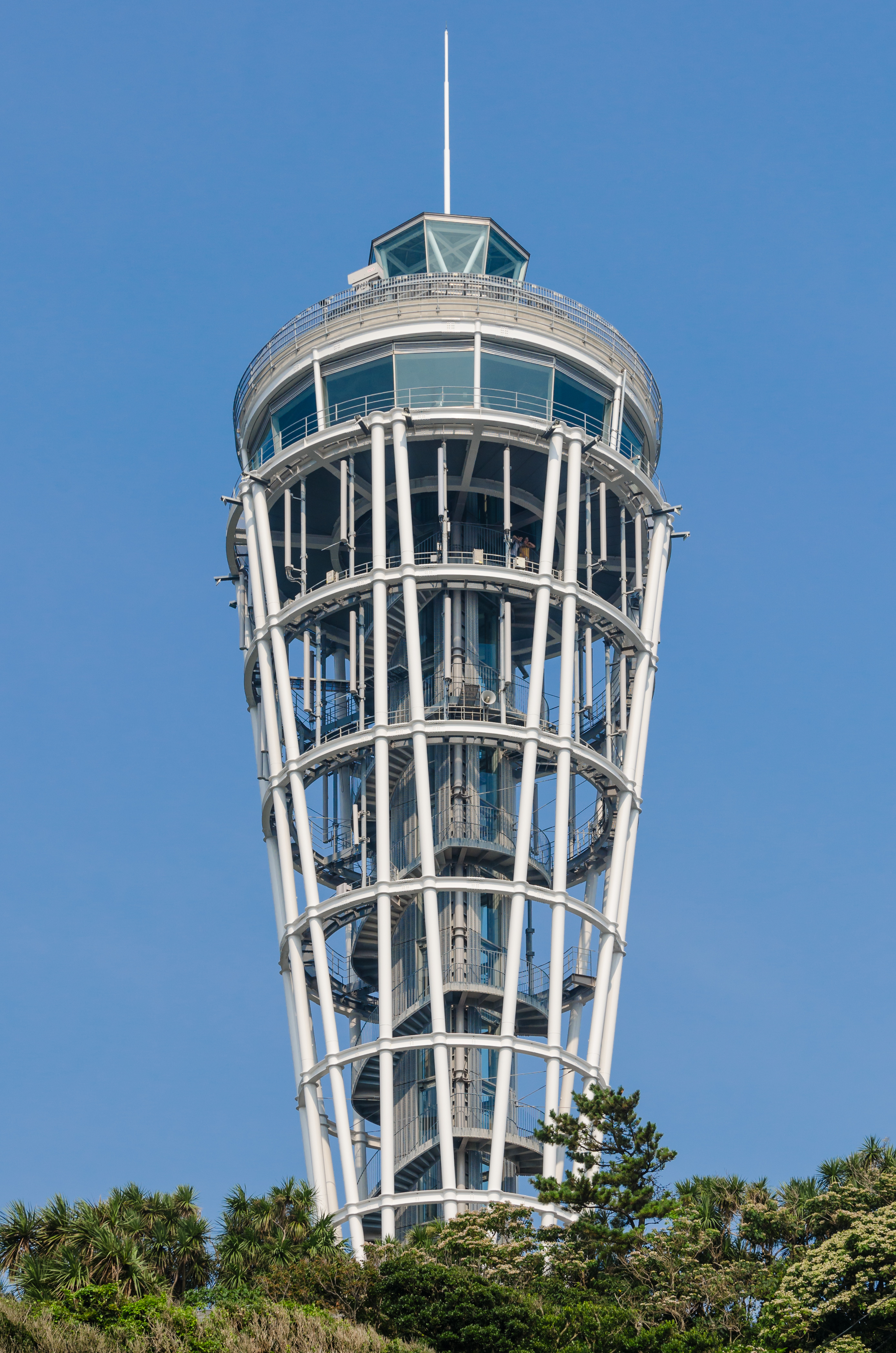
Faro de la isla de Enoshima (1951), en Japón
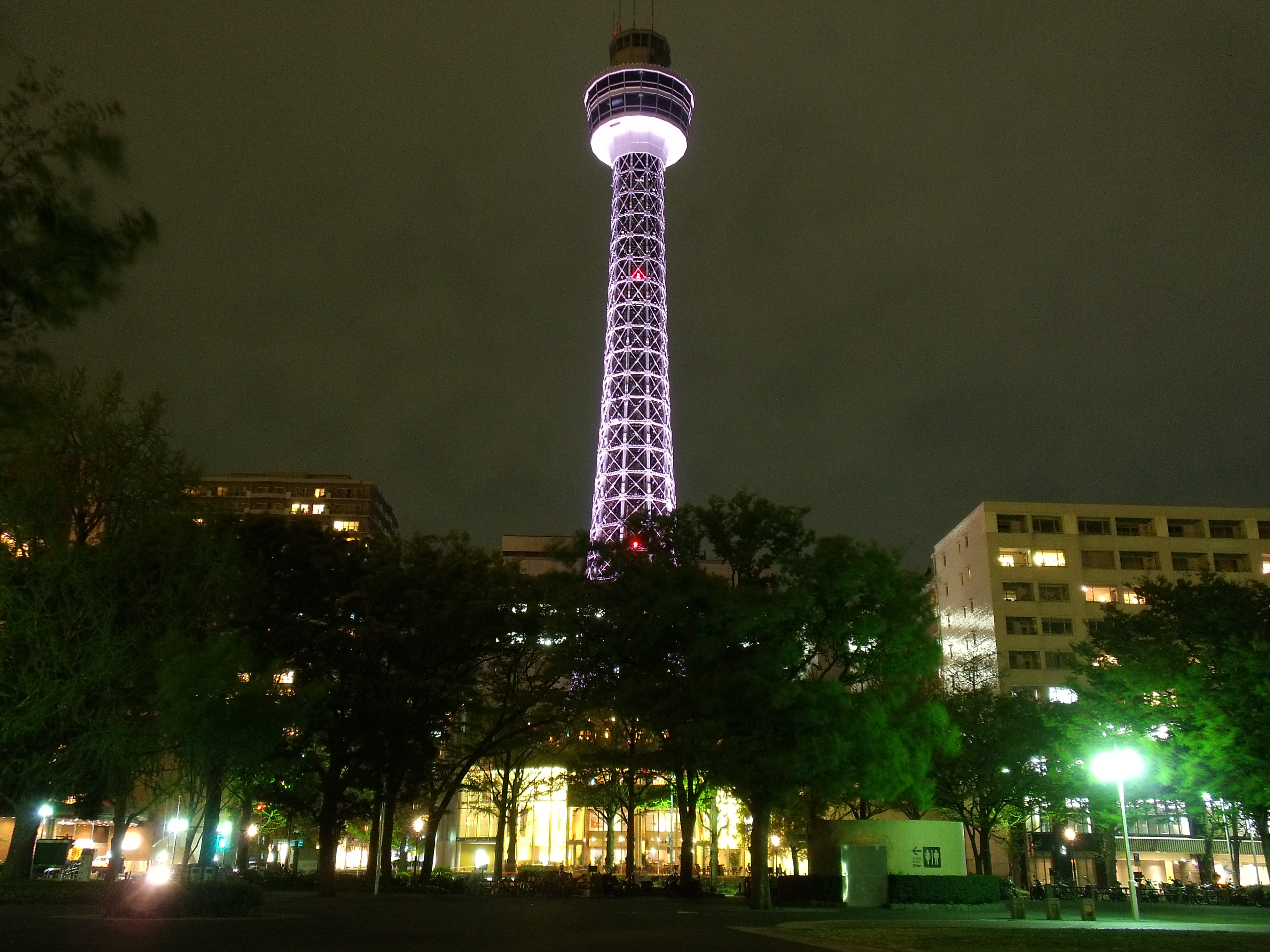
Torre marina de Yokohama (1961), el 2.º faro más alto del mundo, tiene un mirador panorámico

### Miradores en instalaciones deportivas
Algunas instalaciones deportivas tienen altos edificios con plataformas de observación. Este es a menudo el caso de las modernas torres de saltos de esquí, ya que tienen una torre y por lo general no se utilizan en verano. Además, hay otras instalaciones deportivas con plataformas de observación, como la torre inclinada del Estadio Olímpico de Montreal (1976). El acceso a la plataforma de casi todas las instalaciones deportivas con plataforma de observación solo es posible durante el horario de apertura después de pagar una entrada. Dependiendo del edificio, el acceso se puede hacer mediante un ascensor y/o una escalera. Las plataformas pueden ser vítreas o abiertas. La altura sobre el suelo generalmente se encuentra entre 10 y 50 metros.

Torres de observación en instalaciones deportivas
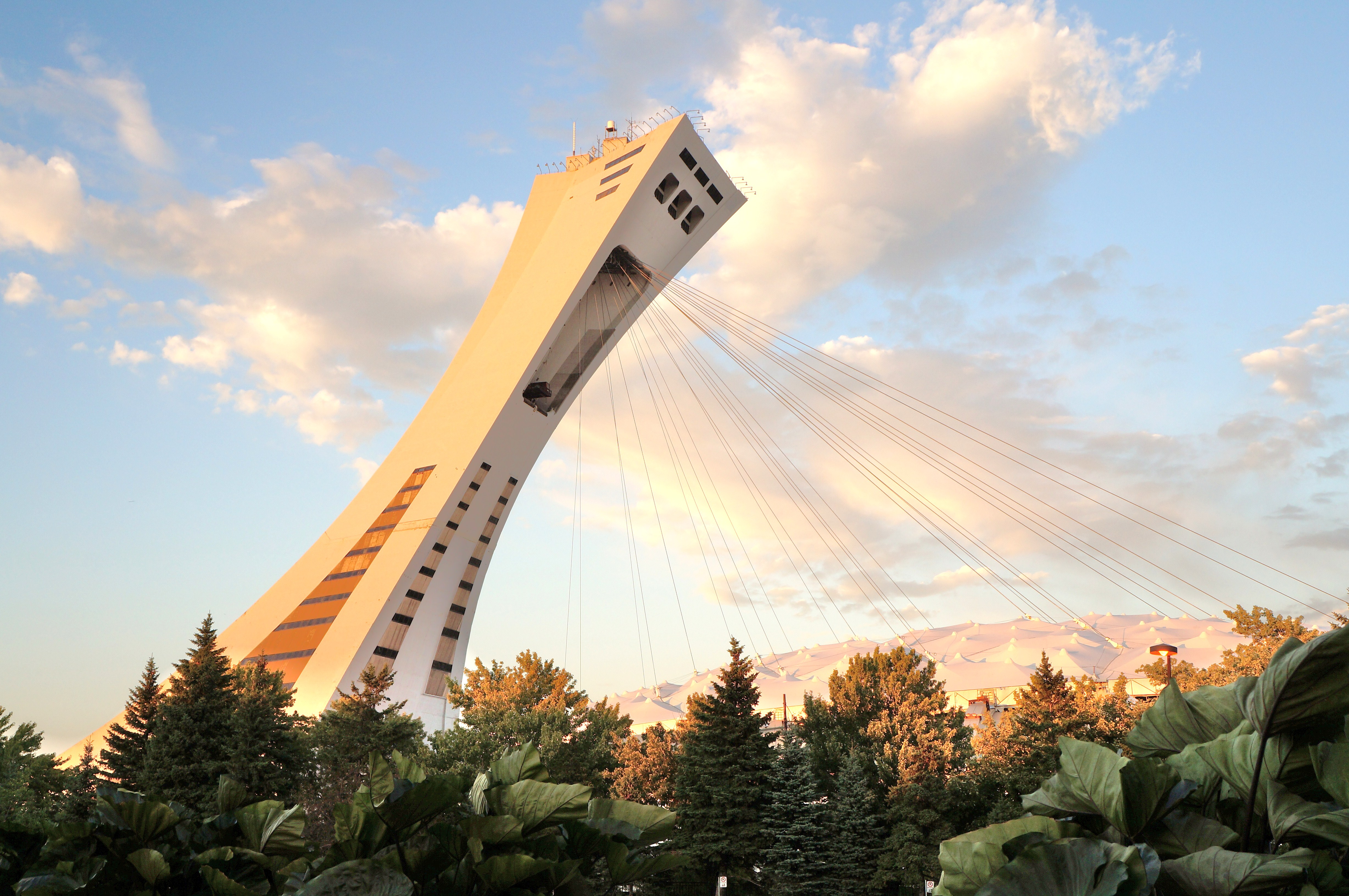
Torre inclinada del Estadio Olímpico de Montreal (1976), hoy solo un sencillo mirador
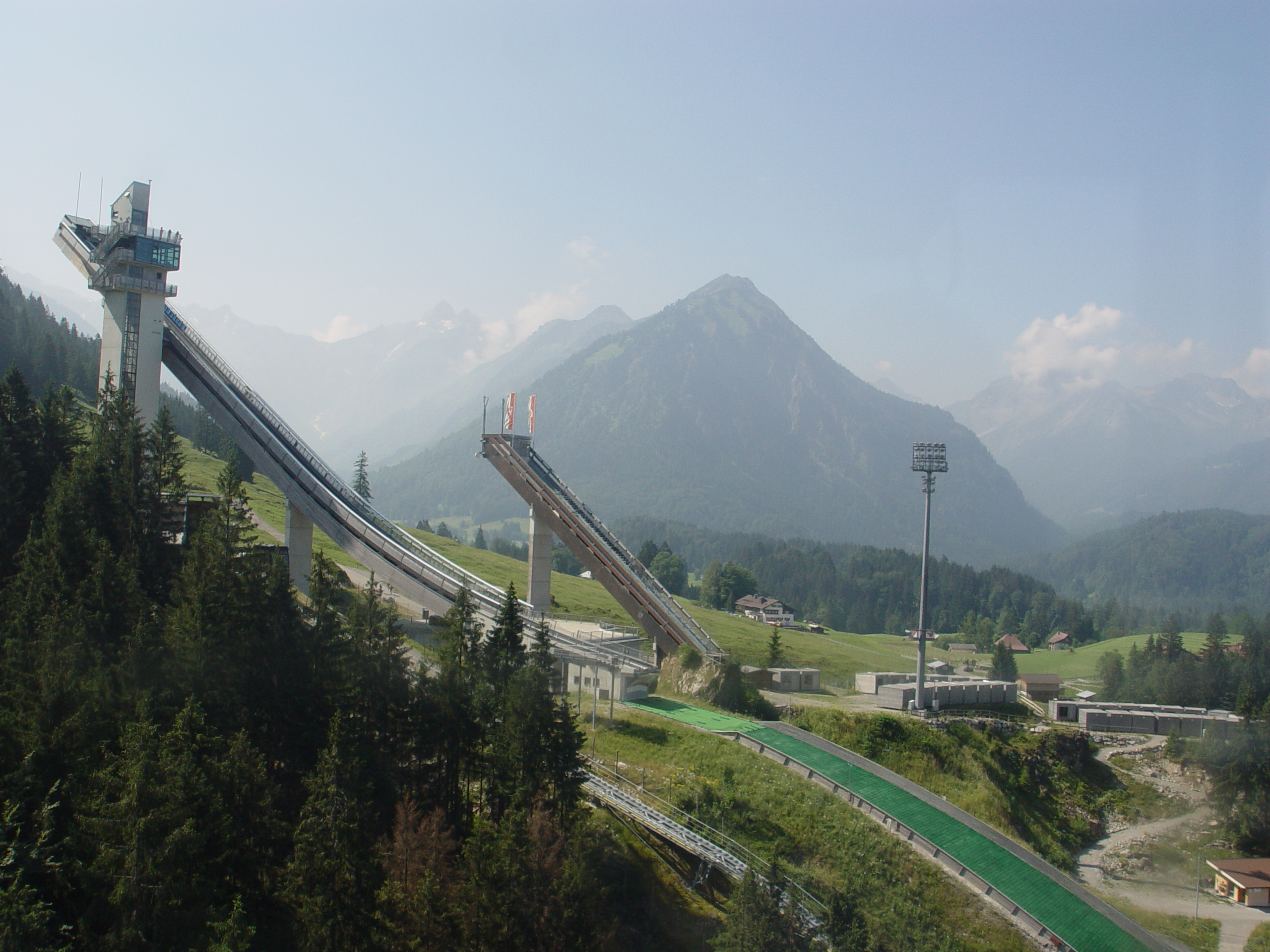
Torre de salto de Skisprungschanze
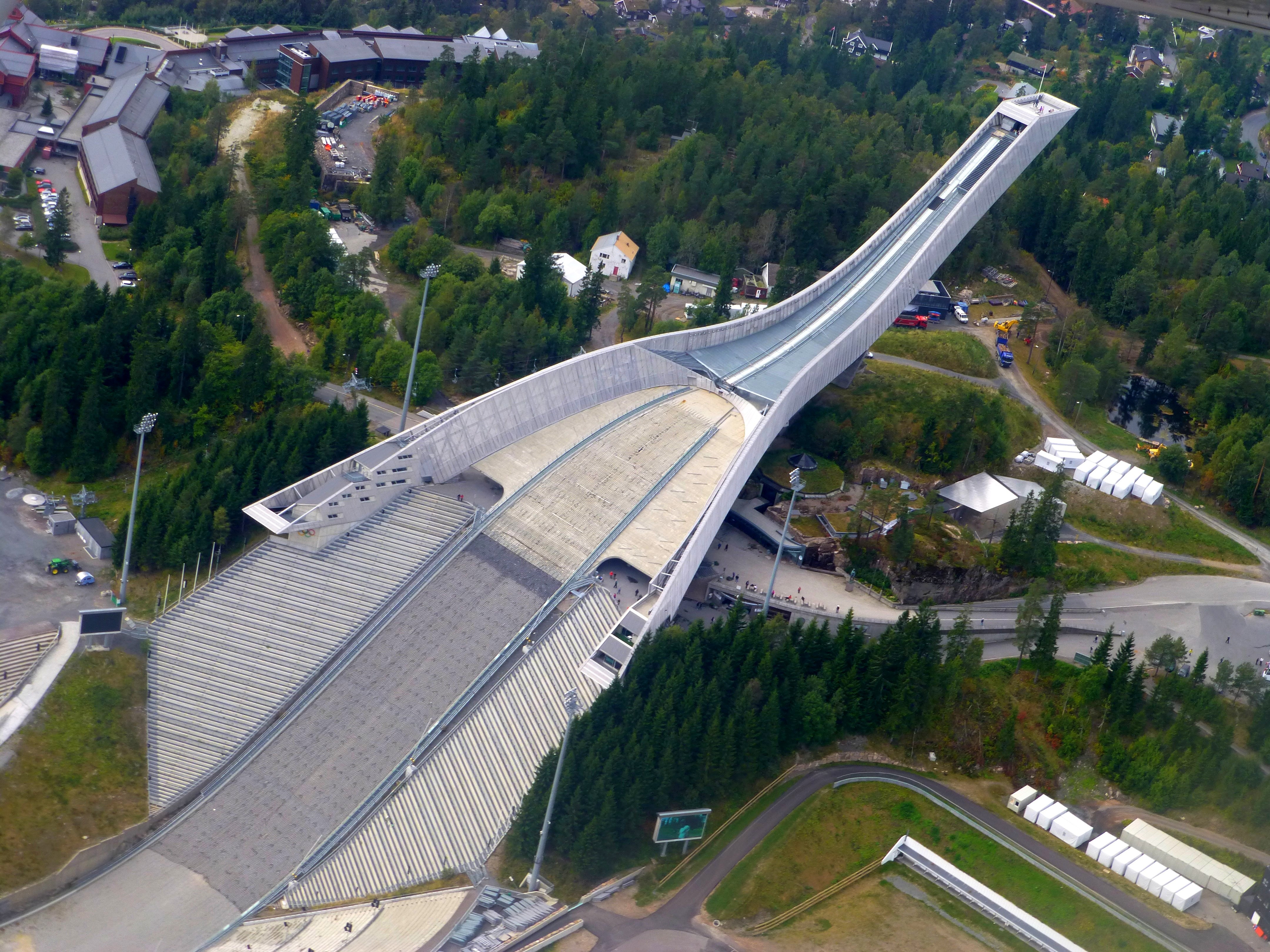
Torre de salto en Holmenkollbakken, Noruega
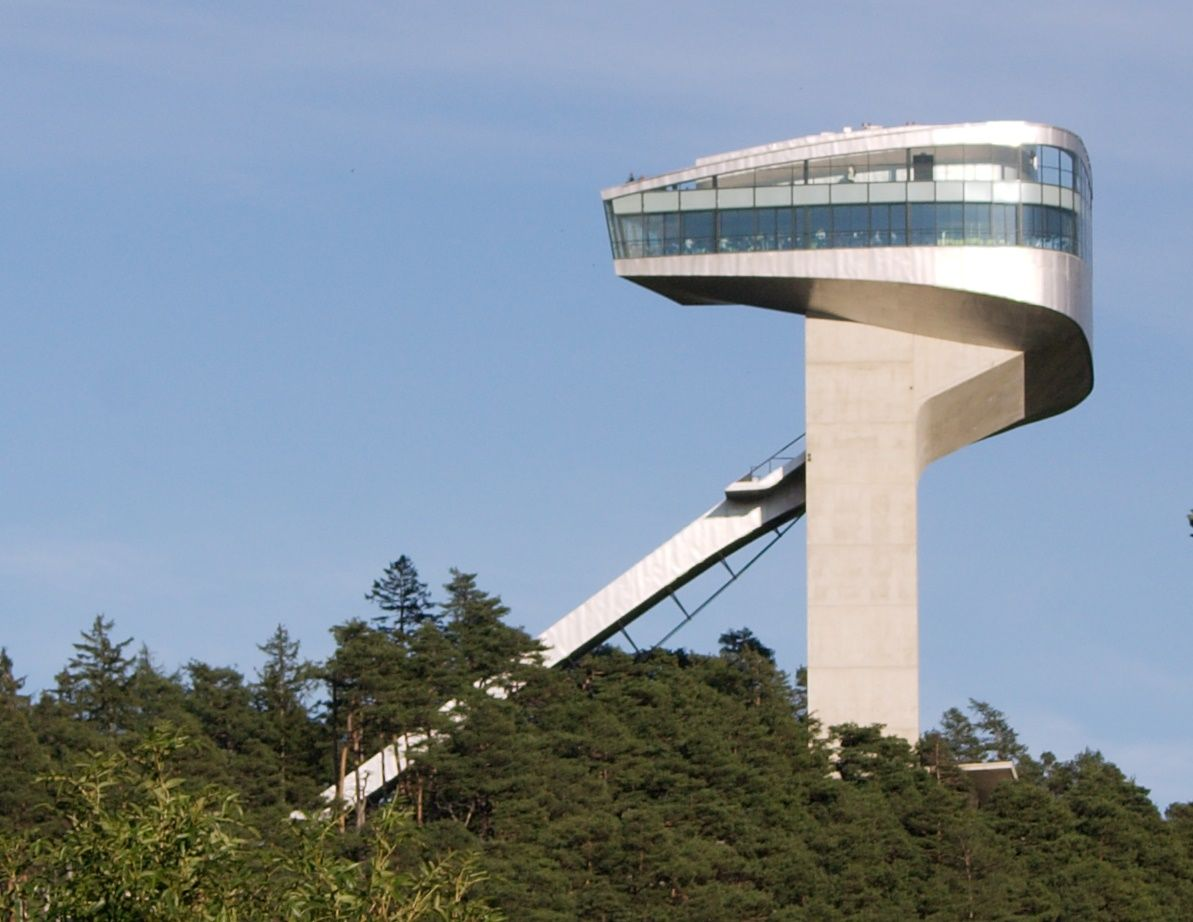
Torre de salto en Bergisel (2003), Austria
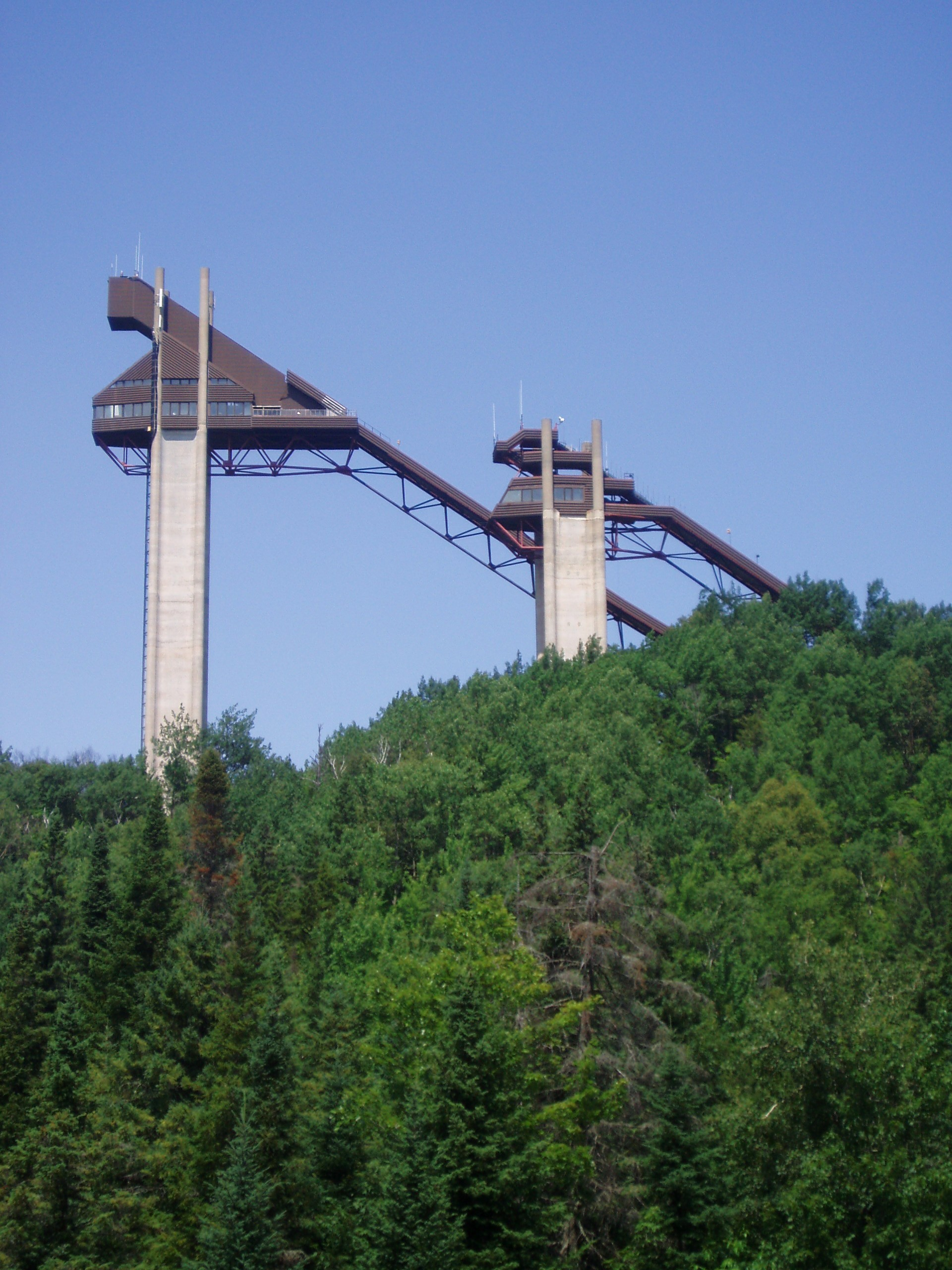
Torres de salto (1980) en Lake Placid

### Otras torres
También hay algunas torres de observación muy inusuales, que no encajan bien en una de estas categorías. Ejemplos de esto son la hoy demolida torre Henninger, un silo de grano con restaurante y plataforma de observación en la torre, en Frankfurt; el campanario del estadio olímpico de Berlín, cuya plataforma es accesible por un ascensor; la sinuosa torre del museo de la industria minera en Bochum, que tiene una plataforma de observación al aire libre en la que funciona un ascensor; o una turbina eólica en el parque eólico Holtriem, que está equipada con una plataforma cerrada accesible por escaleras. También se realizaron torres de soporte de teleféricos, que sirven como torre de observación (y estación de tranvía aéreo), como la Torre Jaime I en Transbordador aéreo de Barcelona. Incluso en las pilonas de puentes colgantes ya se habían instalado plataformas de observación, como lo demuestra el ejemplo de Nový Most i en Bratislava.
Una torre de observación muy inusual es el puente basculante de la Seyne-sur-Mer. Alguna vez fue un puente basculante, ahora permanentemente en posición vertical y utilizado como torre de observación.

Torres de observación inusuales
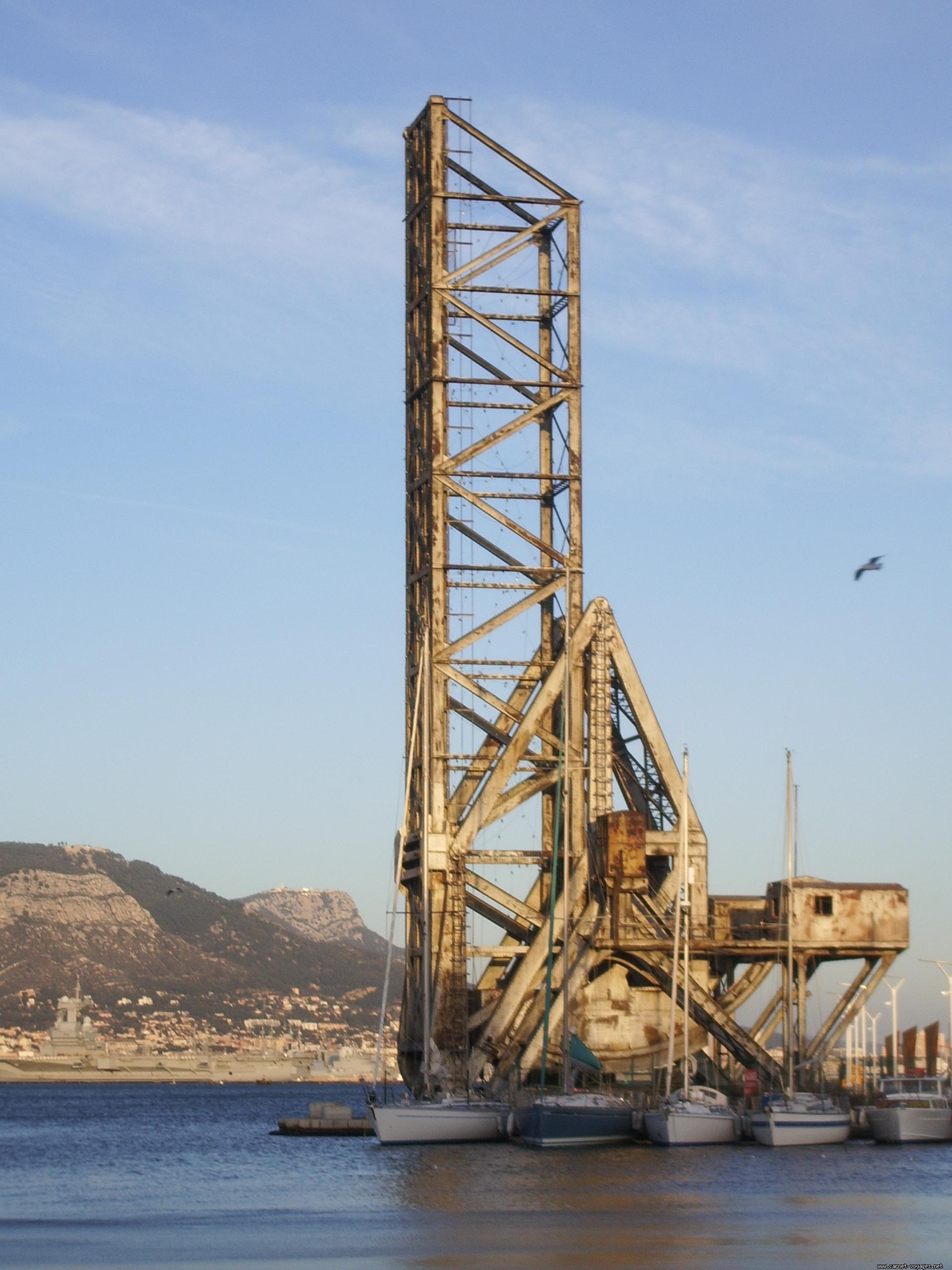
Puente basculante de la Seyne-sur-Mer (1917)
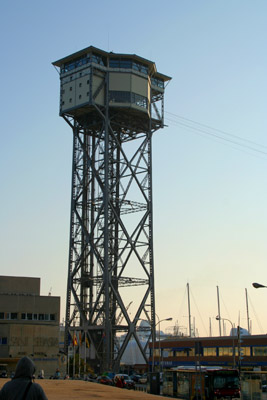
Torre Jaime I (1931), en el Transbordador aéreo de Barcelona
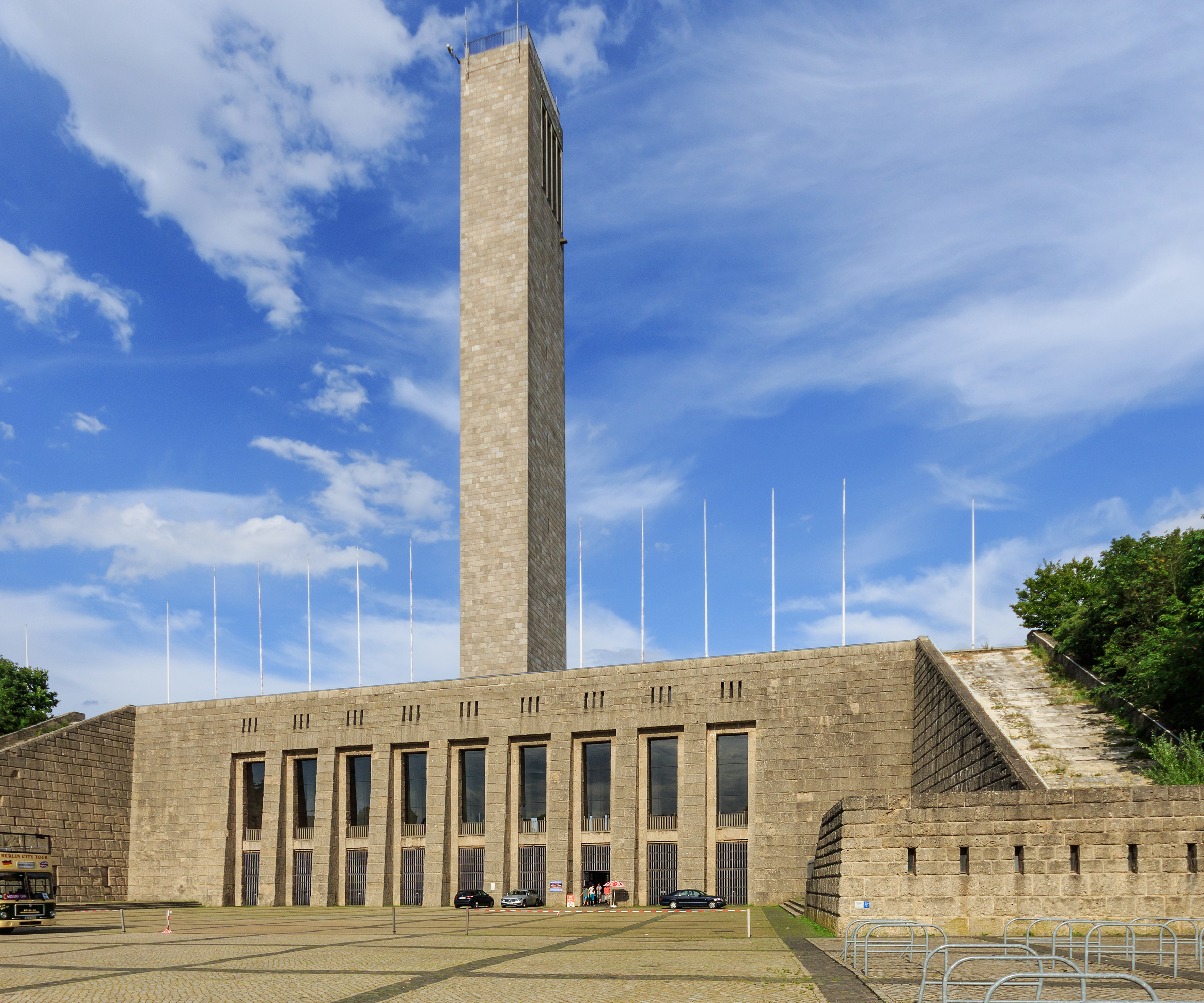
Campanario del estadio olímpico de Berlín (1934)
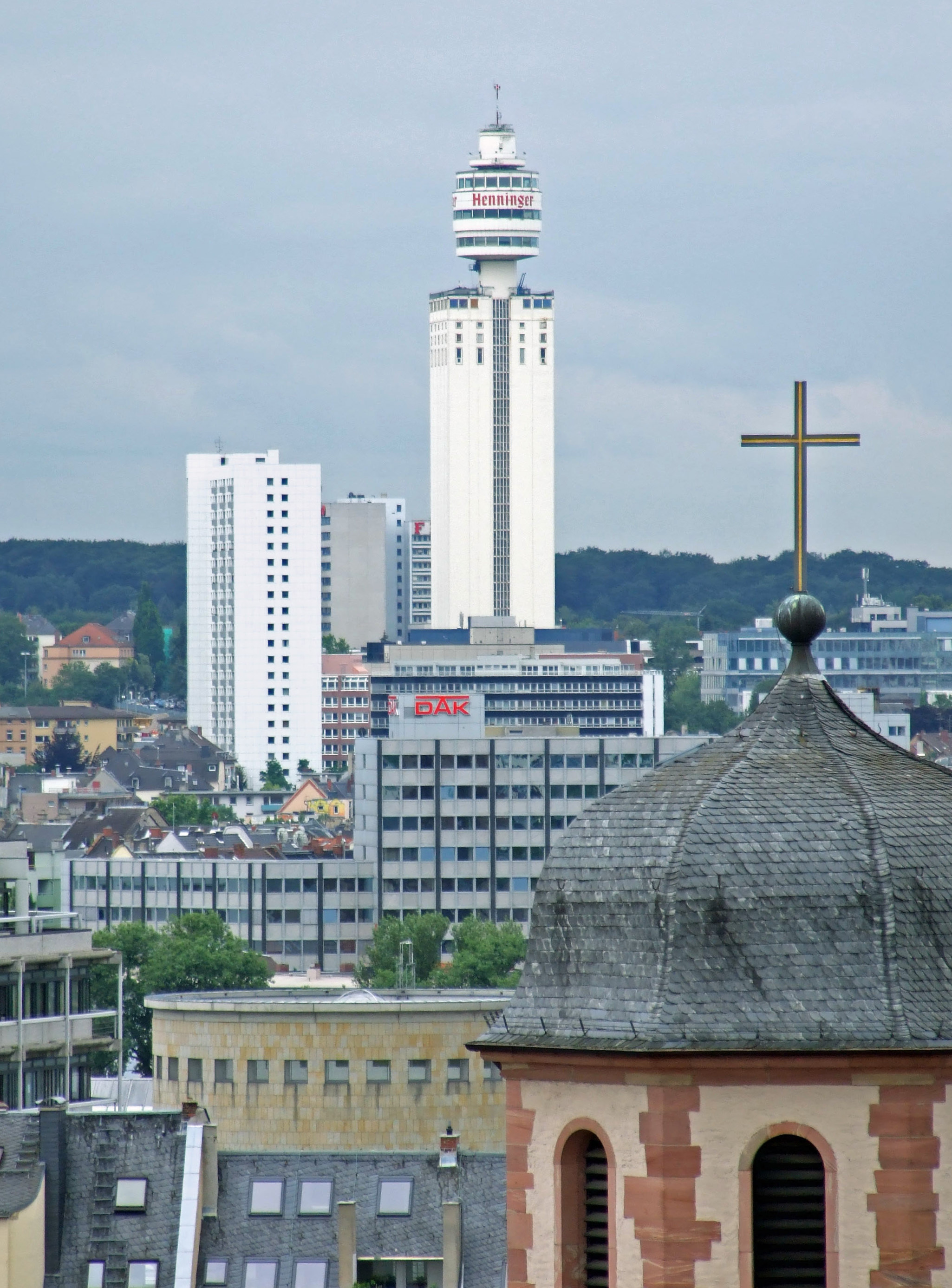
Desaparecida Torre Henninger de Frankfurt (1961), mirador en un silo
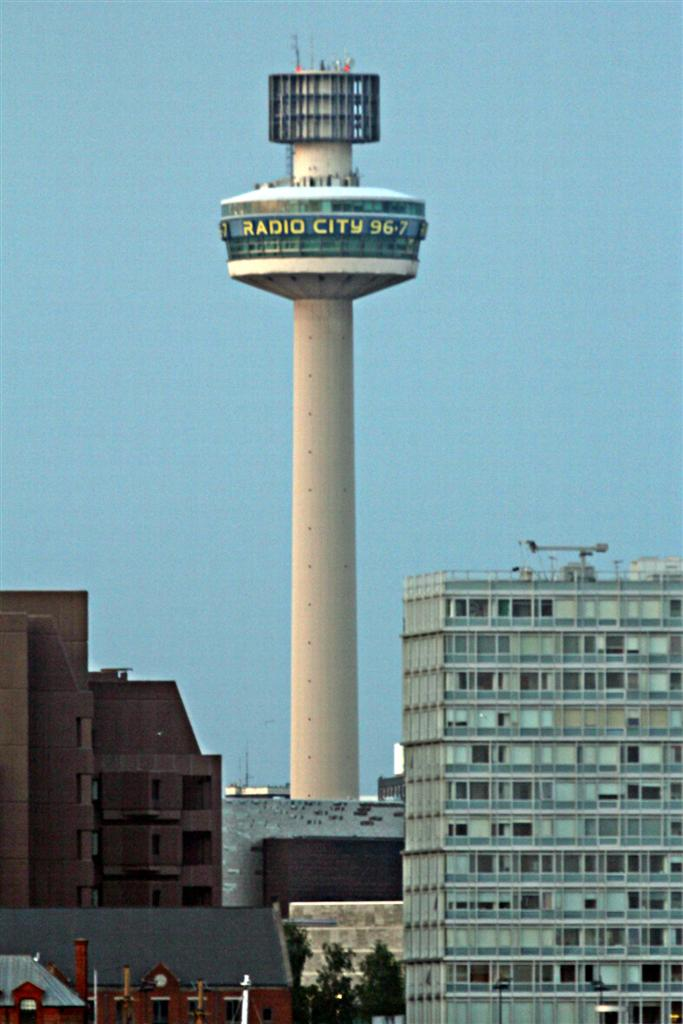
La St. John's Beacon (1965) de Liverpool, una torre de vetilación con un mirador
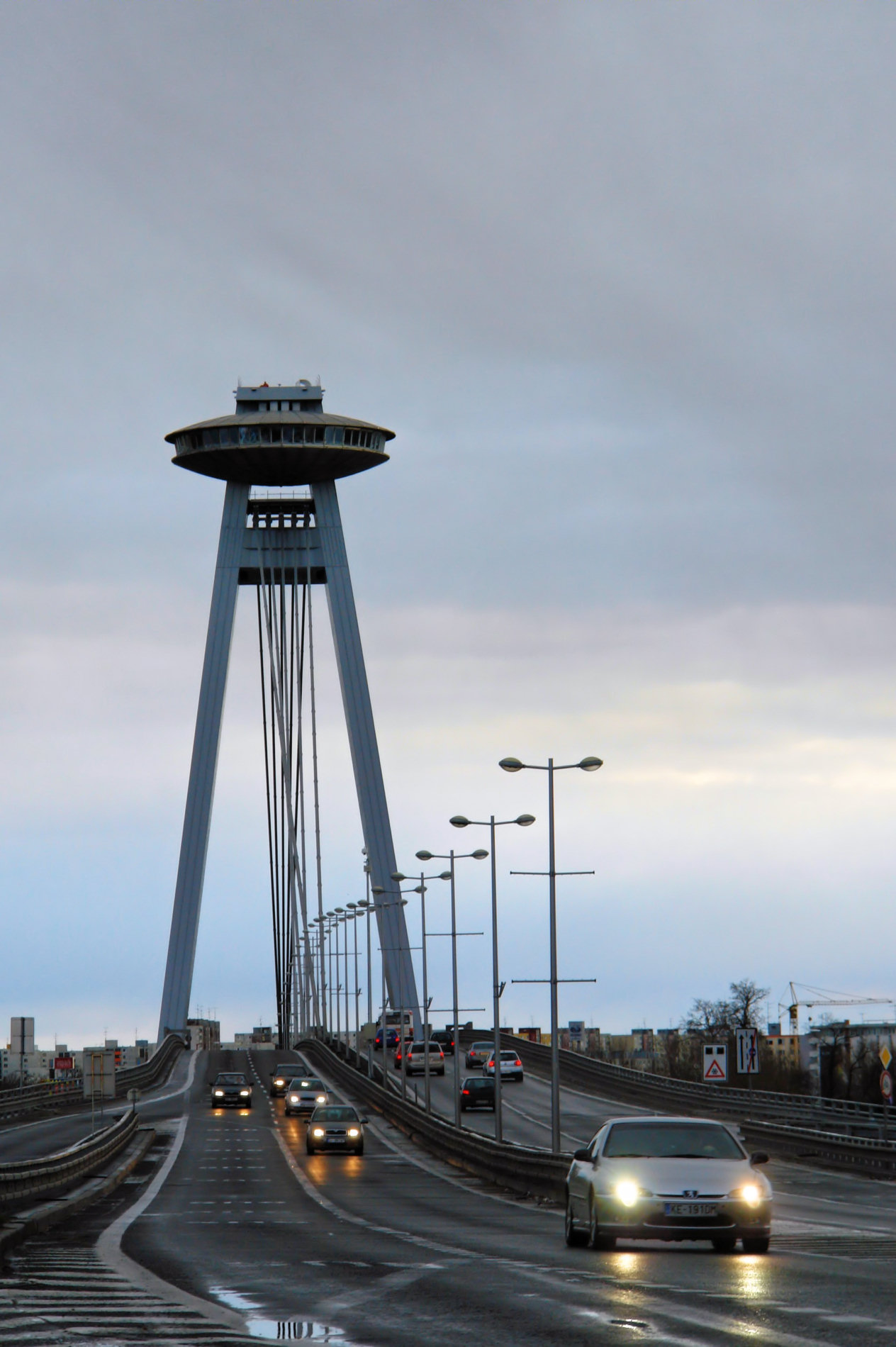
Most SNP (1967), un mirador sobre la pilona de un puente atirantado
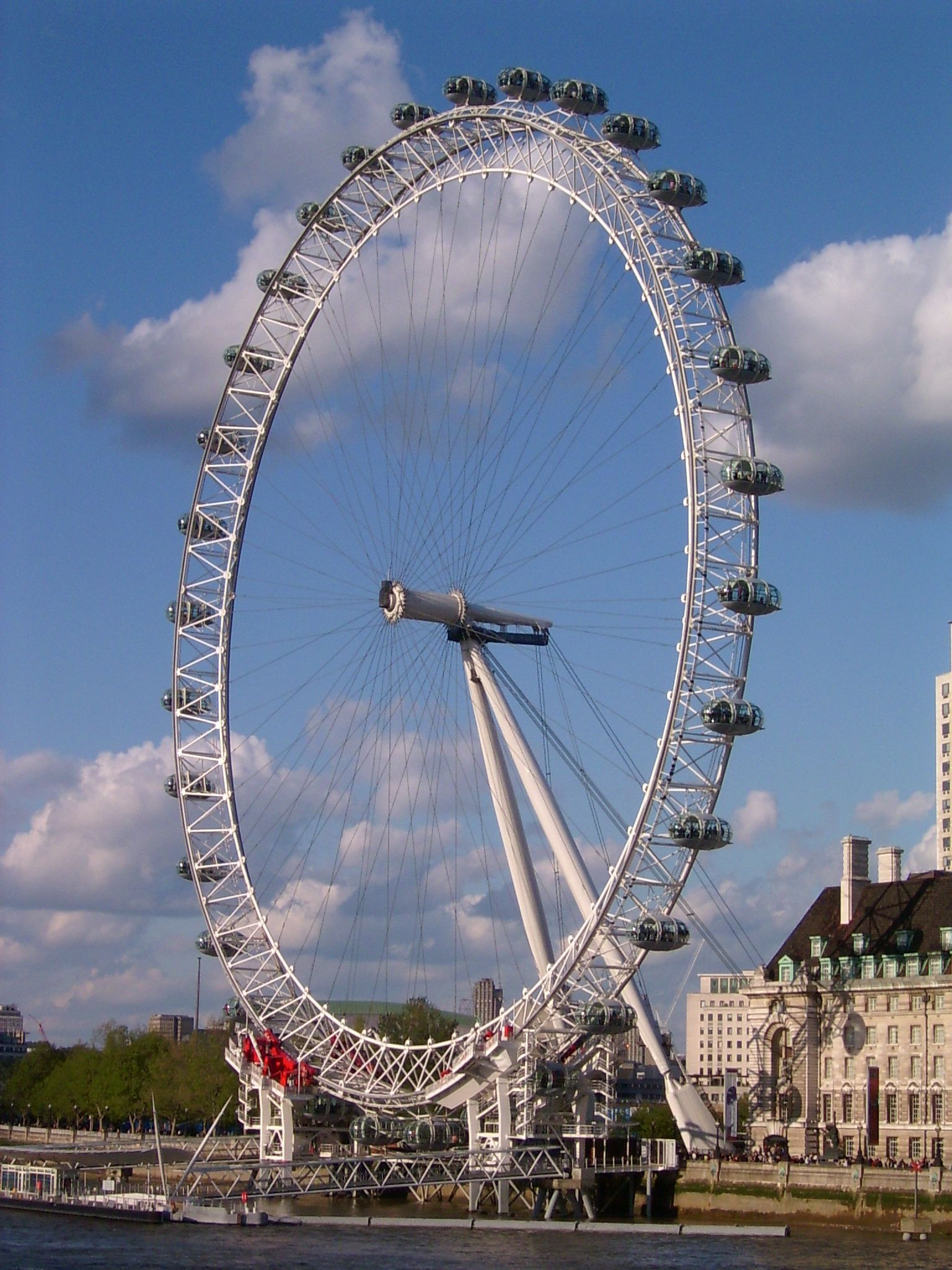
La London Eye (2000), una enorme noria con góndolas que son verdaderas torres de observación

## Historia

### Alemania
En Alemania, las torres de observación aparecieron por primera vez en el campo a finales del siglo XVIII. Estas primeras torres a menudo fueron construidas por ricos aristócratas. No fue sino hasta mediados del siglo XIX cuando algunos grupos de ciudadanos emprendieron la construcción de dichas torres. En Austria y Suiza, las asociaciones alpinas y turísticas establecieron muchas torres de observación y continúan siendo atendidas por ellos. En las montañas Waldigen, muchos comités ciudadanos estaban activos. Debido al largo reinado del emperador Francisco José, muchas plataformas de observación llevan el nombre de "plataforma de observación del aniversario". La invención del ascensor a fines del siglo XIX hizo posible que se erigiesen plataformas de observación más altas. En particular, la torre Eiffel y la torre de Blackpool fueron construidas en esta época. Las torres de radio se desarrollaron como una torre combinada de emisión y difusión de señales y de observación entre 1924 y 1926 en la ciudad de Berlín. Después de la Segunda Guerra Mundial, surgió una gran necesidad de elevar altas torres de observación, debido a su doble uso de transmisores de televisión y radio. En las grandes ciudades, también surgió el deseo de que esas torres dispusieran de restaurantes con vistas panorámicas como atracciones turísticas, con el fin de hacer la construcción y mantenimeinto de las torres más económico gracias a las tarifas de admisión y asimismo gozar de mayor notoriedad. Varias torres de agua también se construyeron con esto en mente, pero muchas no han sobrevivido hasta nuestros días.

## Notables torres de observación

### Alemania

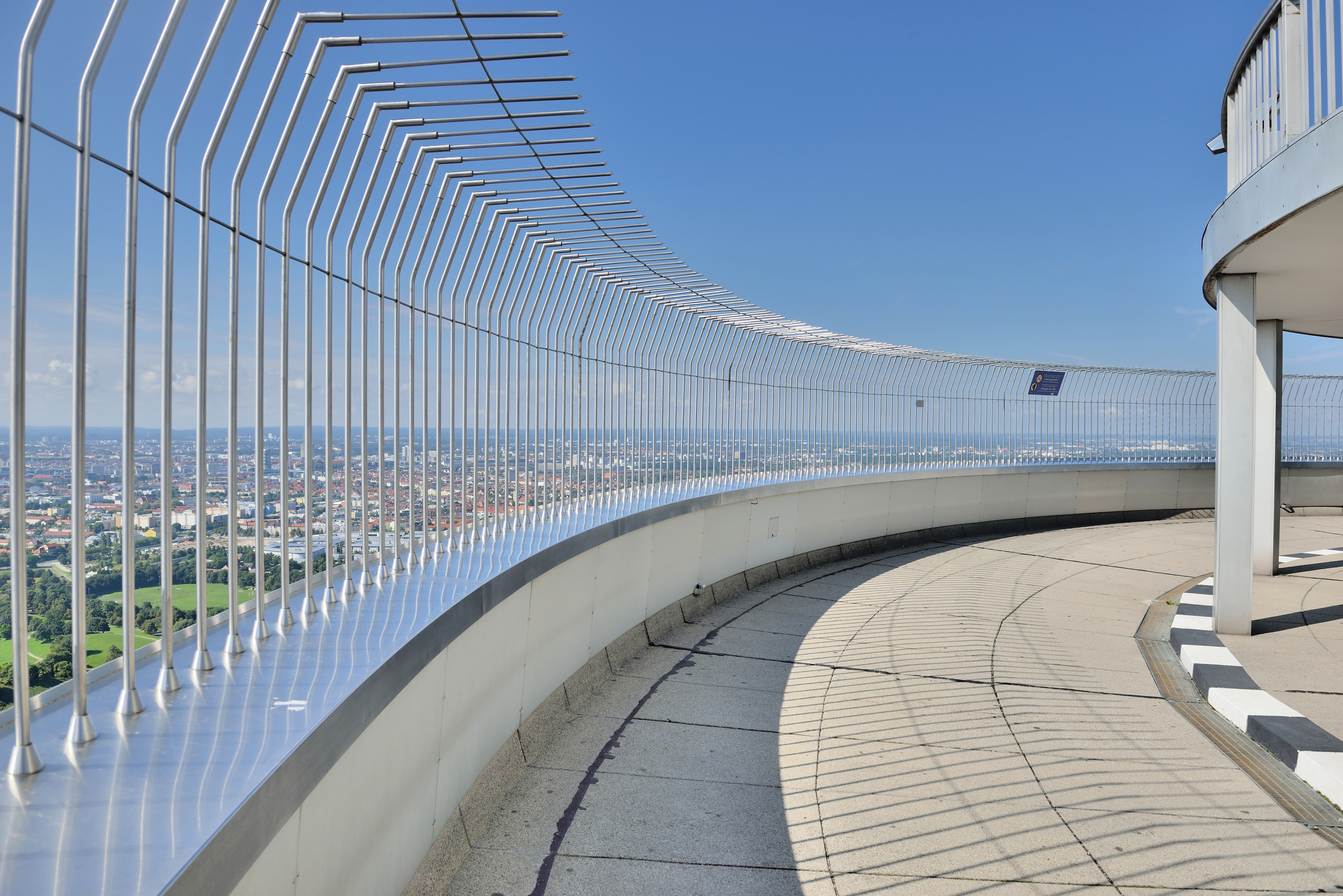
Interior de la Torre Olímpica (1968) en Múnich

La Torre de radio de Berlín es una torre de radio de 150 m de altura construida por Straumer que tiene una estructura en celosía de acero. Fue inaugurada el 3 de septiembre de 1926 con ocasión de la 3 Großen Deutschen Funkausstellung [Tercera gran exposición de radio alemana]. Los primeros programas de radio FM en todo el mundo se transmitieron desde esta torre. También transmitió el primer programa de televisión regular, los Juegos Olímpicos de Verano de 1936. La torre actualmente es un monumento protegido.
La torre Henninger (1959-1961) de Frankfurt fue hasta su demolición en 2013, la única torre de silos del mundo con una plataforma de observación accesible para el público. Hoy ha sido sustituida por una nueva torre (2014-2016). Windpark Holtriem es uno de los pocos aerogeneradores con una plataforma de observación accesible para el público.

Torres mirador de Alemania
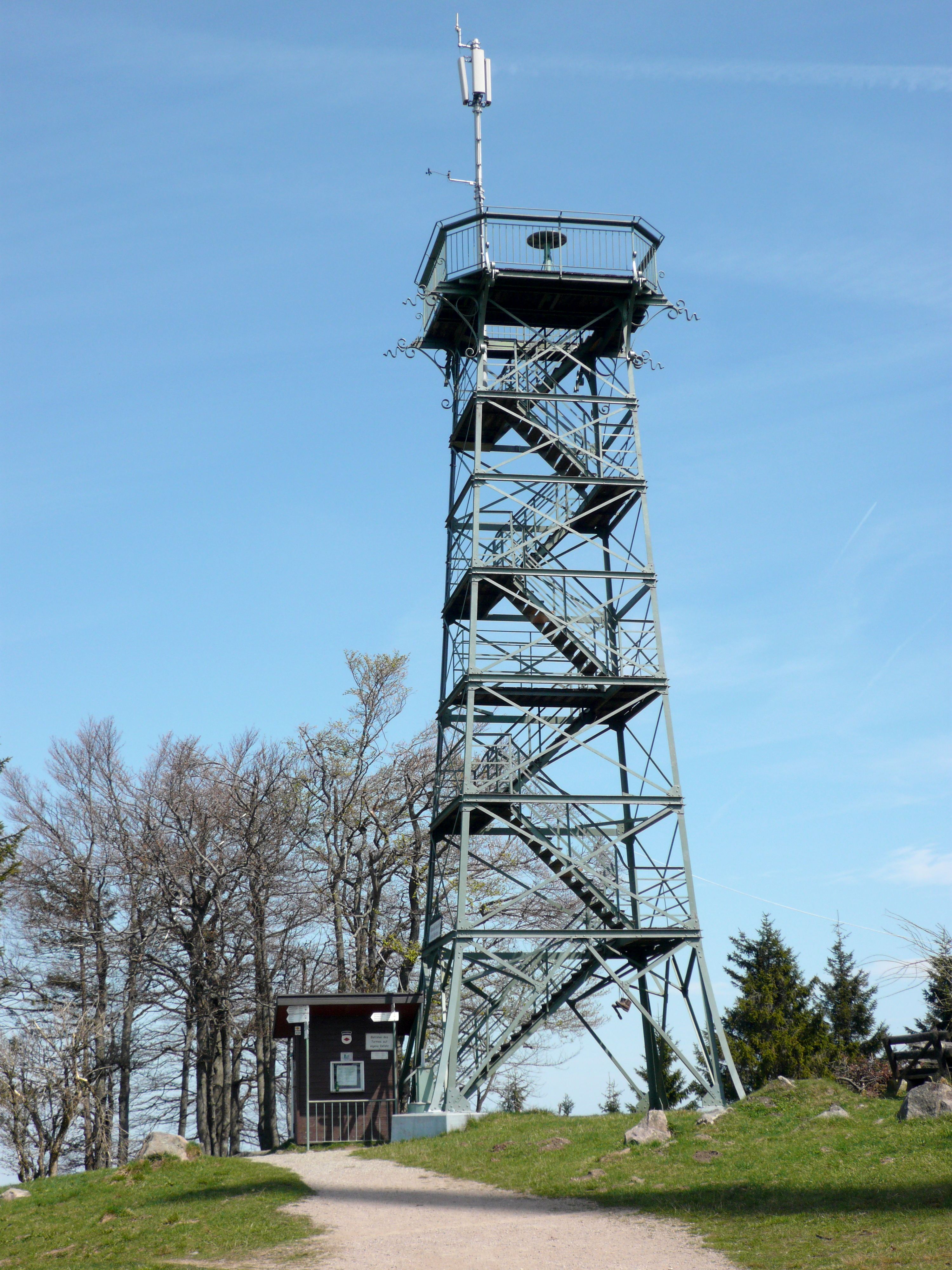
Torre del Blauen (1895) en la cumbre del Blauen
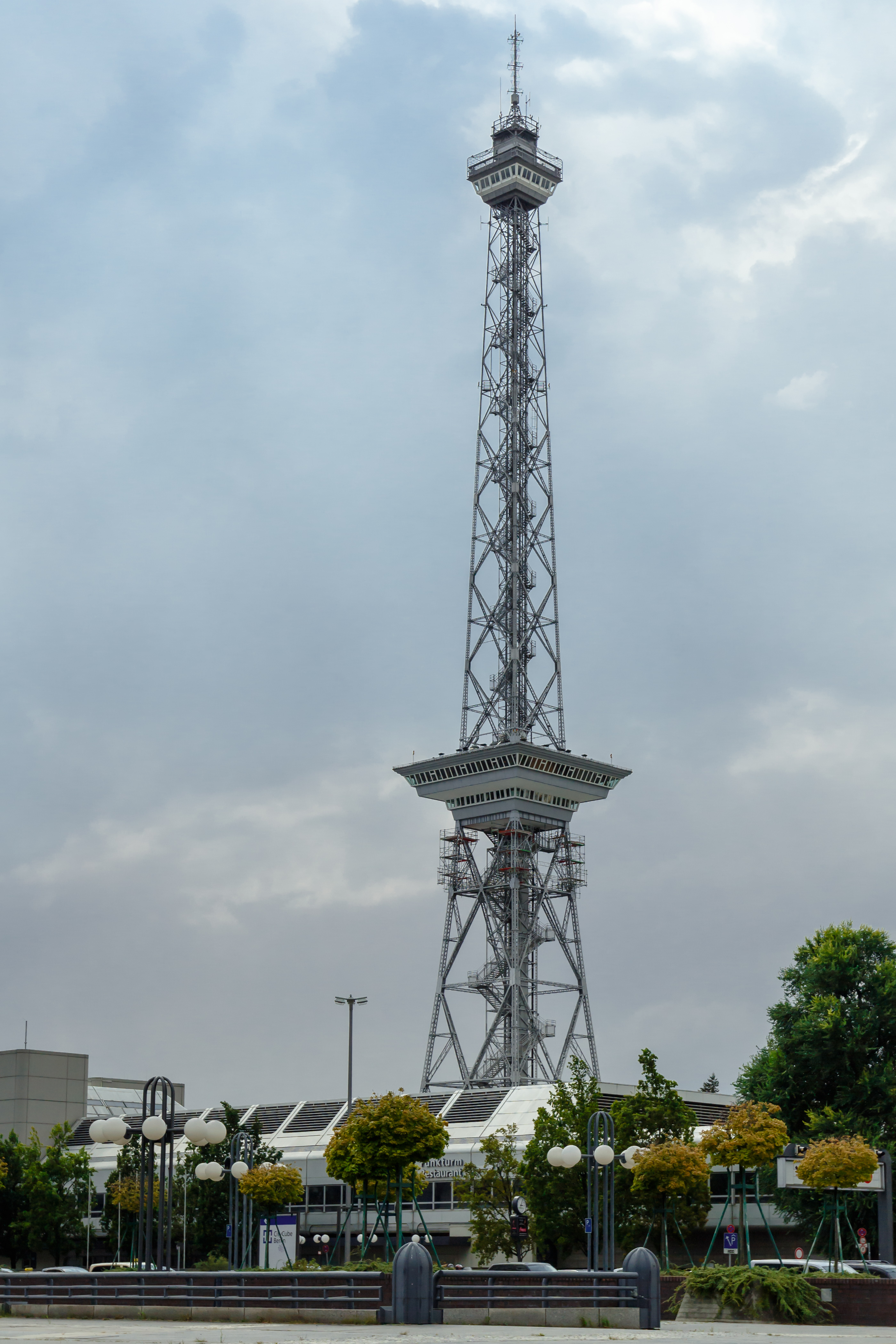
Torre de radio de Berlín (1926)
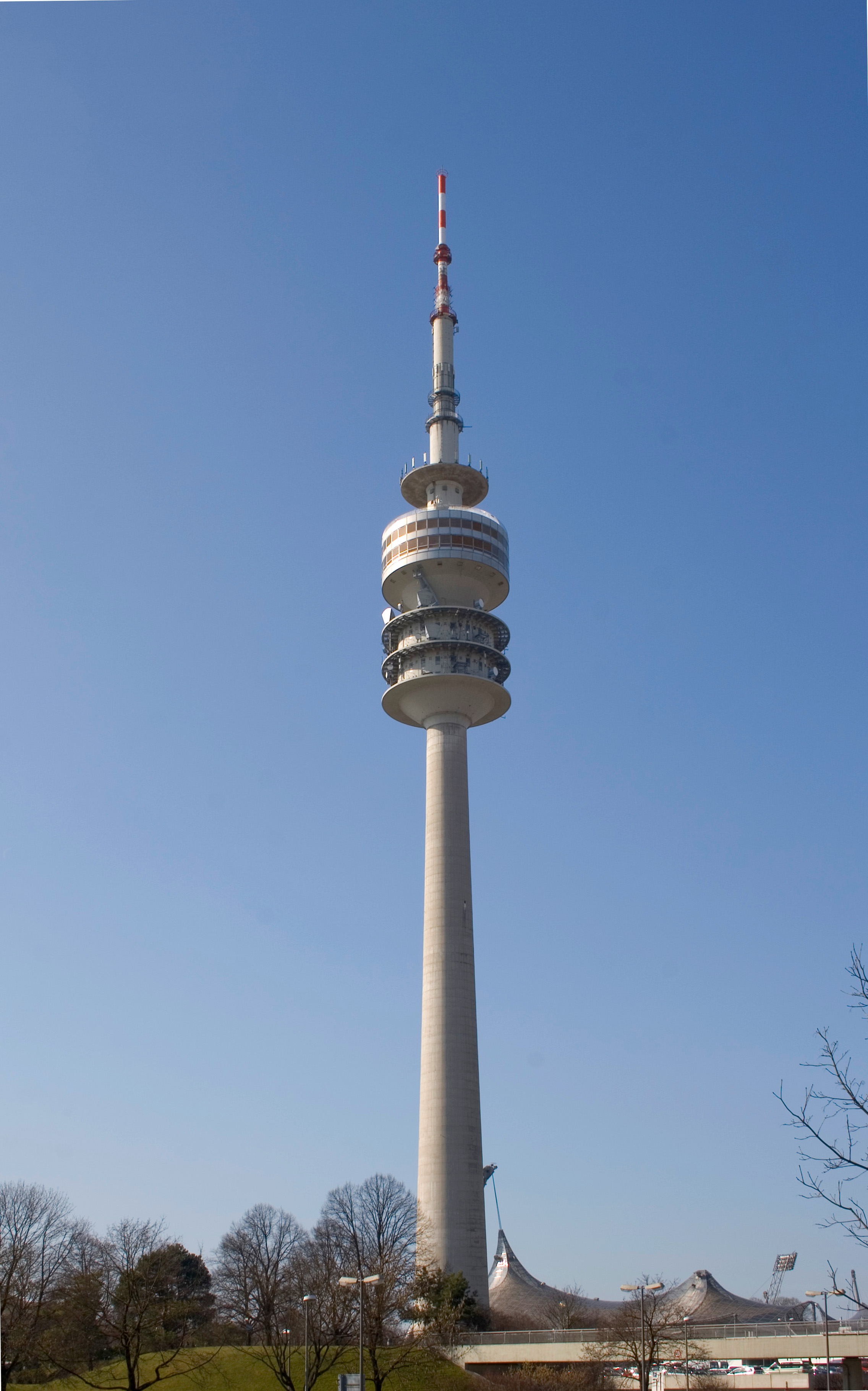
Torre Olímpica (1968) en Múnich
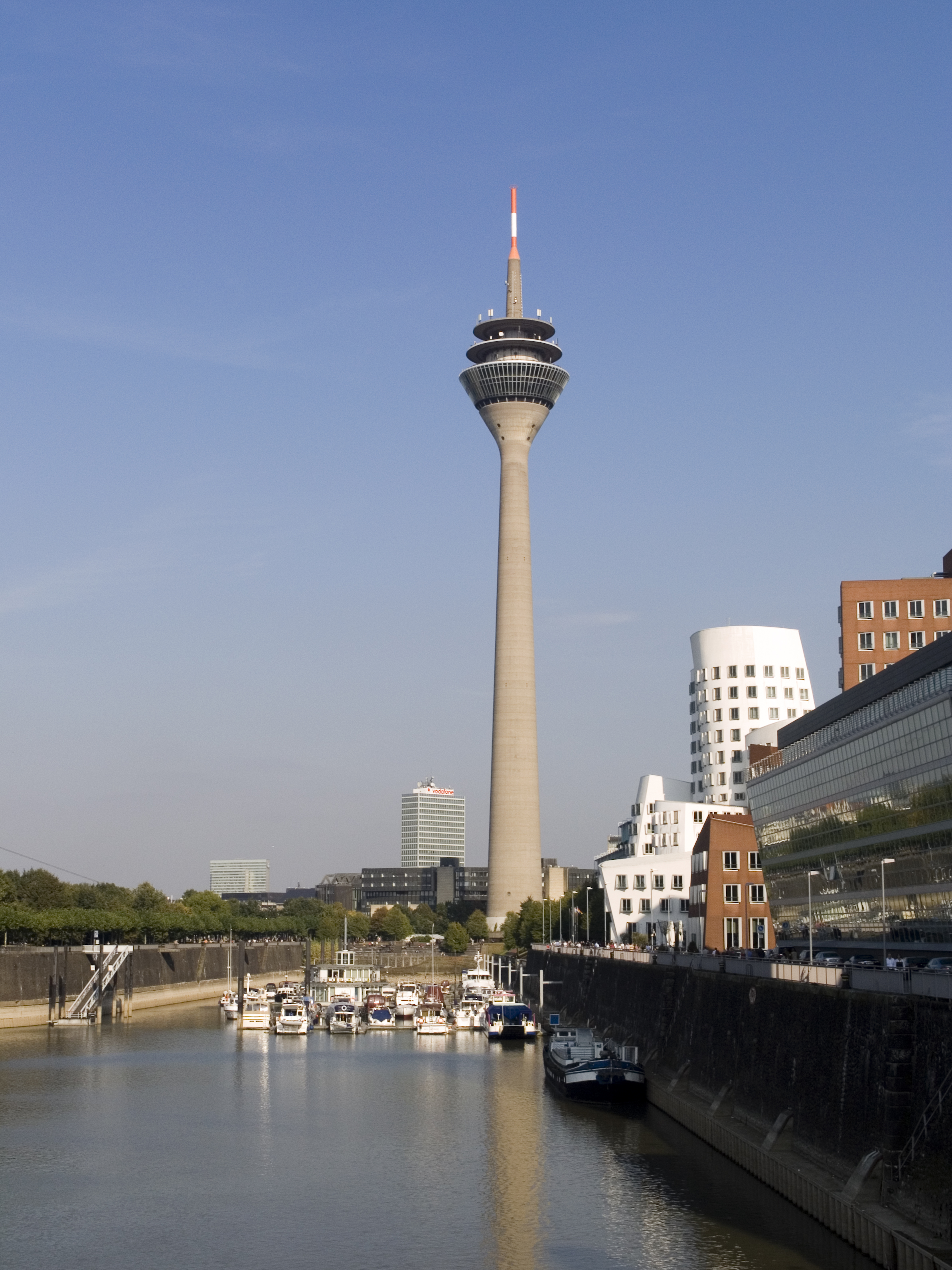
Torre del Rin (1981) en Düsseldorf, torre de comunicaciones con mirador
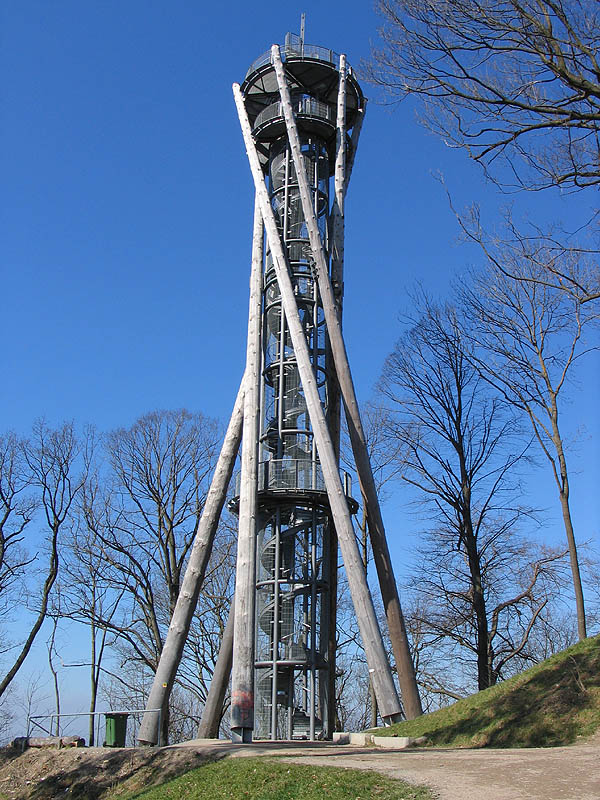
Torre del Schlossberg (2002) de de Friburgo, obra de Jörg Schlaich
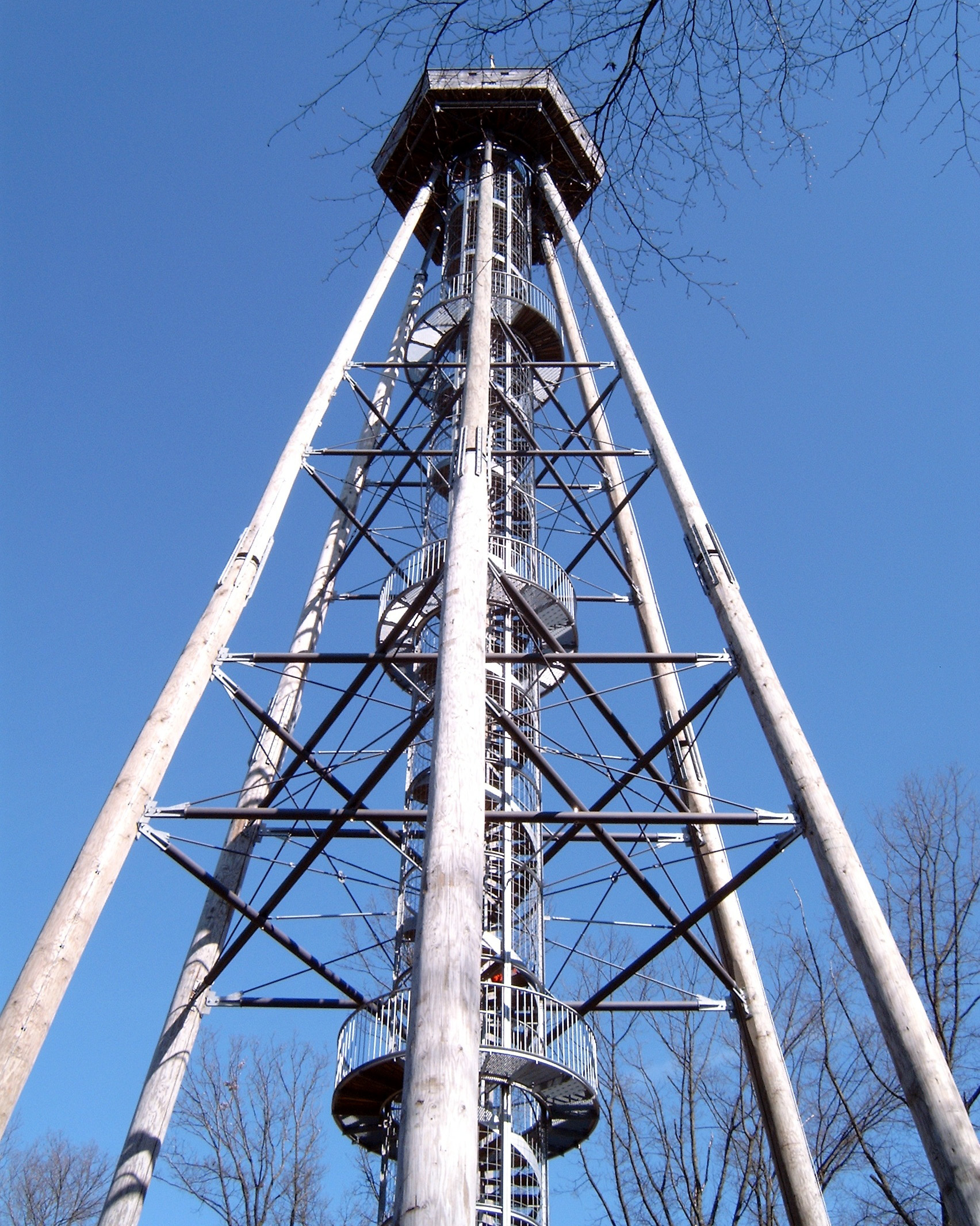
Torre del Eichberg (2005) en la cumbre del Eichberg

### Austria

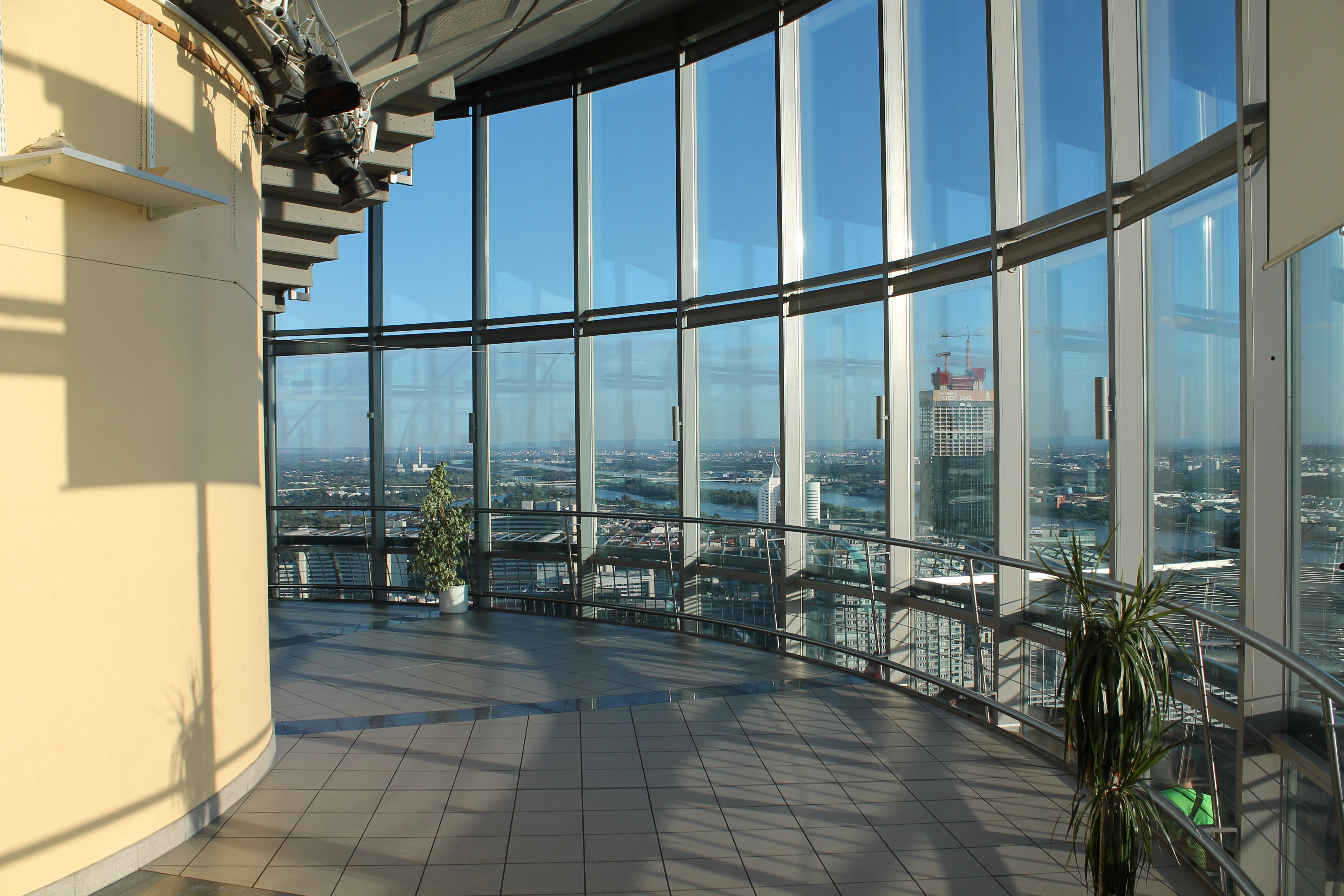
Interior de la Torre del Danubio (1964) en Viena

La torre de Pyramidenkogel, la torre de madera más alta del mundo, mide 100 m y descansa sobre la montaña Pyramidenkogel de 851 m en Carintia. Otra torre de observación se encuentra en la cima del bosque de Gallitzinberg que en 1956 reemplazó una torre de acero más antigua que se había erigido en 1899. Por lo tanto, la actual torre todavía se conoce coloquialmente como la Jubiläumswarte ("torre del jubileo"). Su plataforma superior, a 31 m sobre el suelo, ofrece un impresionante panorama de Viena

Torres mirador de Austria
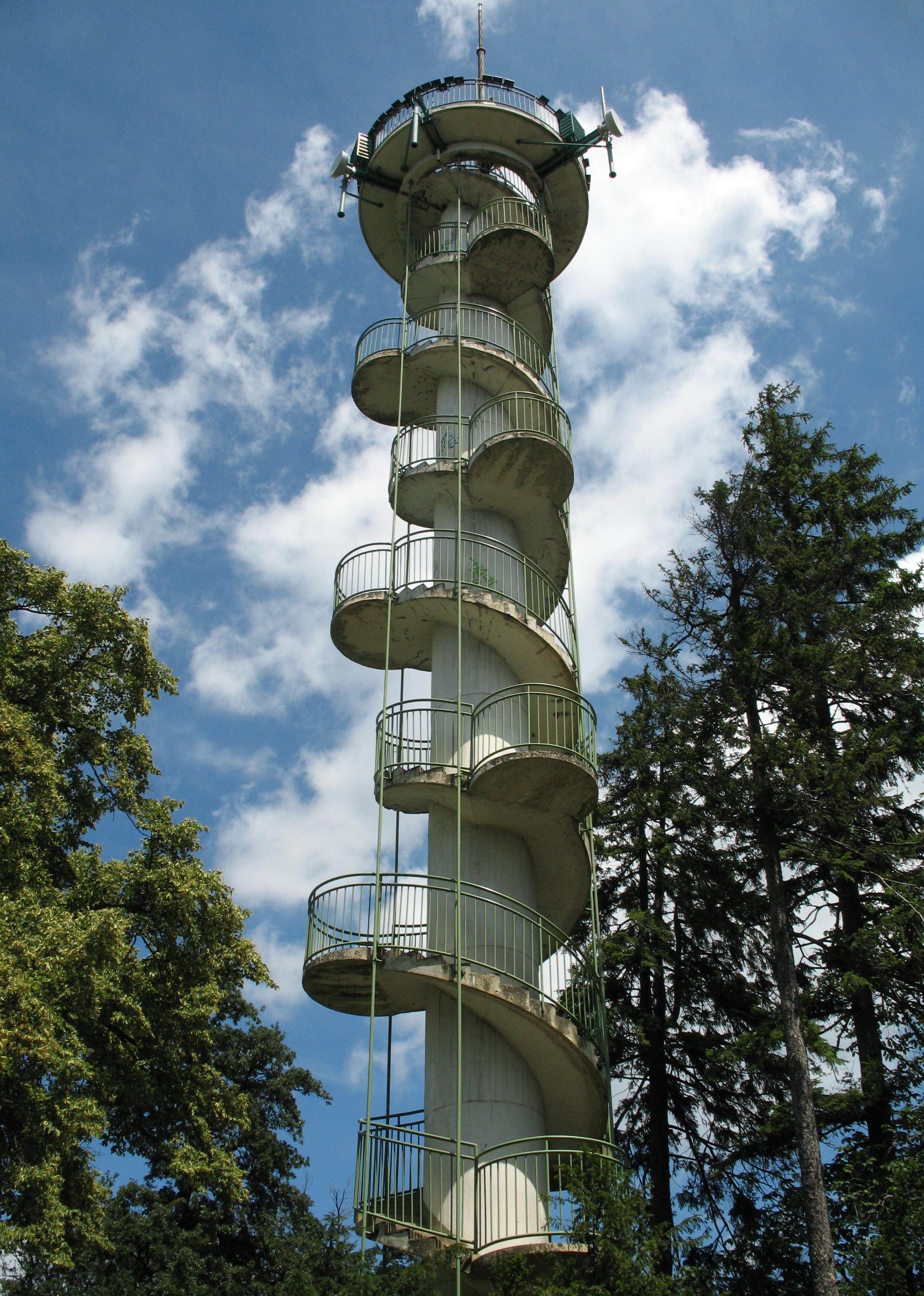
Jubiläumswarte en la Gallitzinberg (1956)
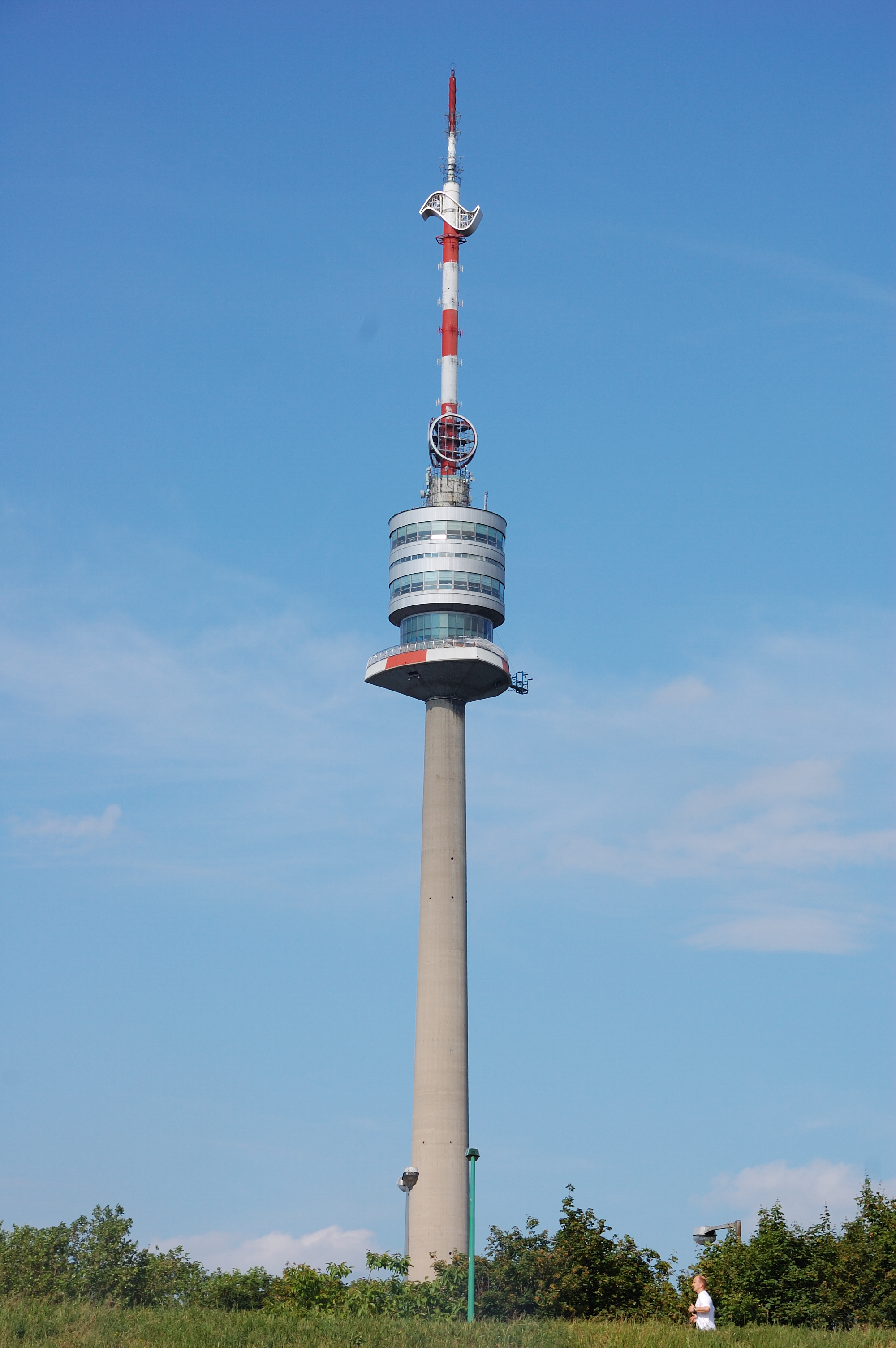
Torre del Danubio (1964)
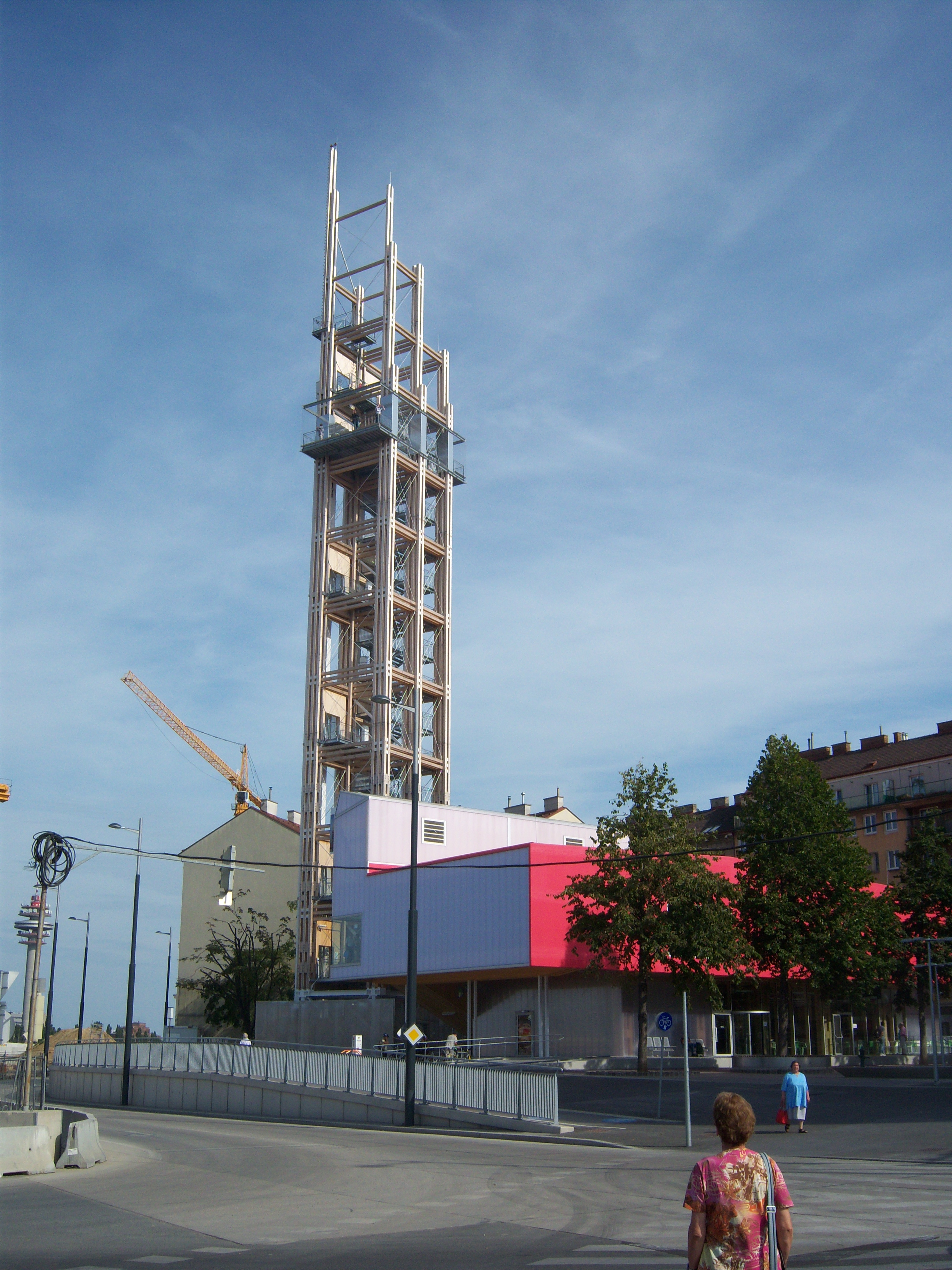
Bahnorama (2010) en Viena
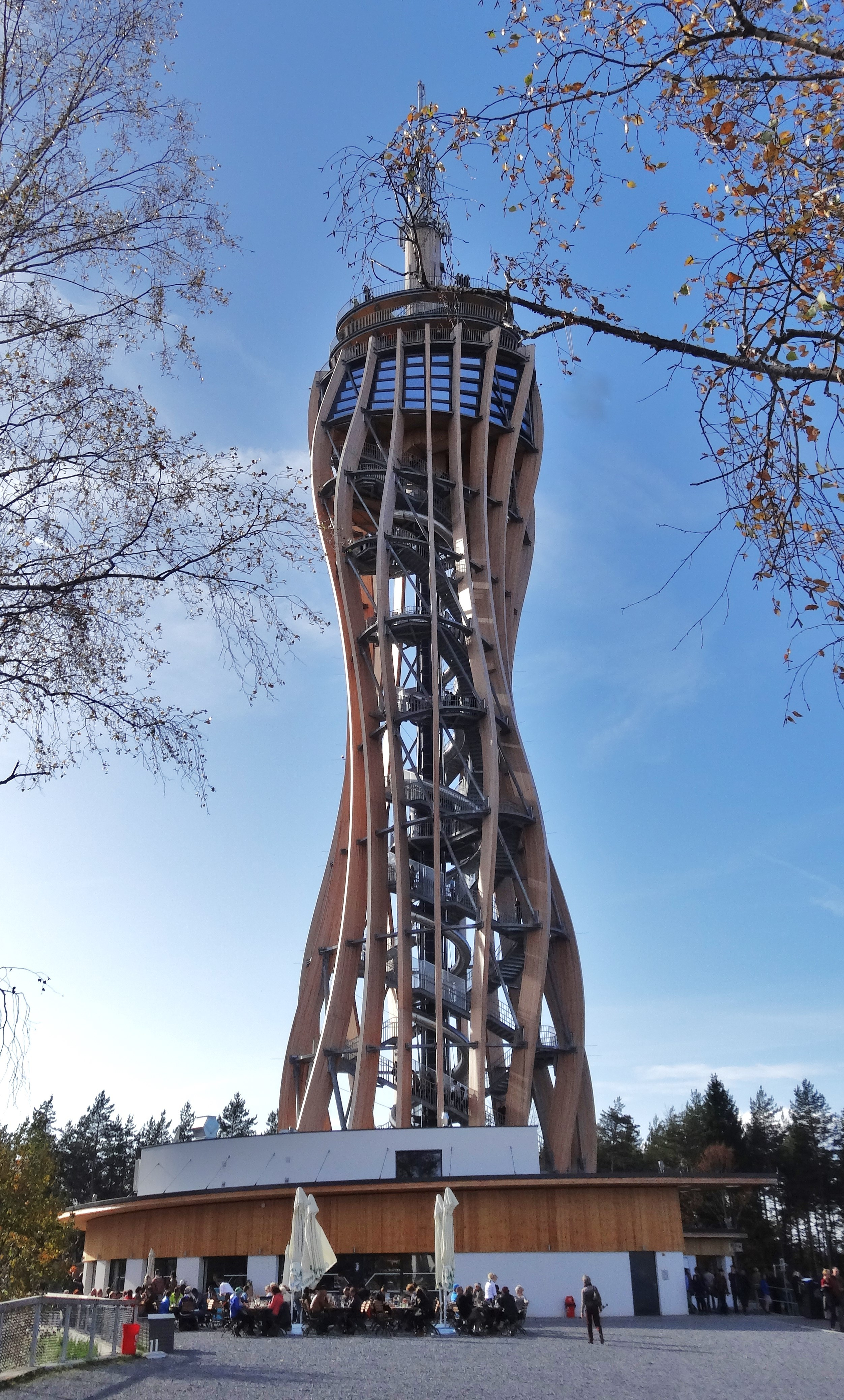
Torre mirador (2013) en la montaña Pyramidenkogel, en Carintia

### Canadá

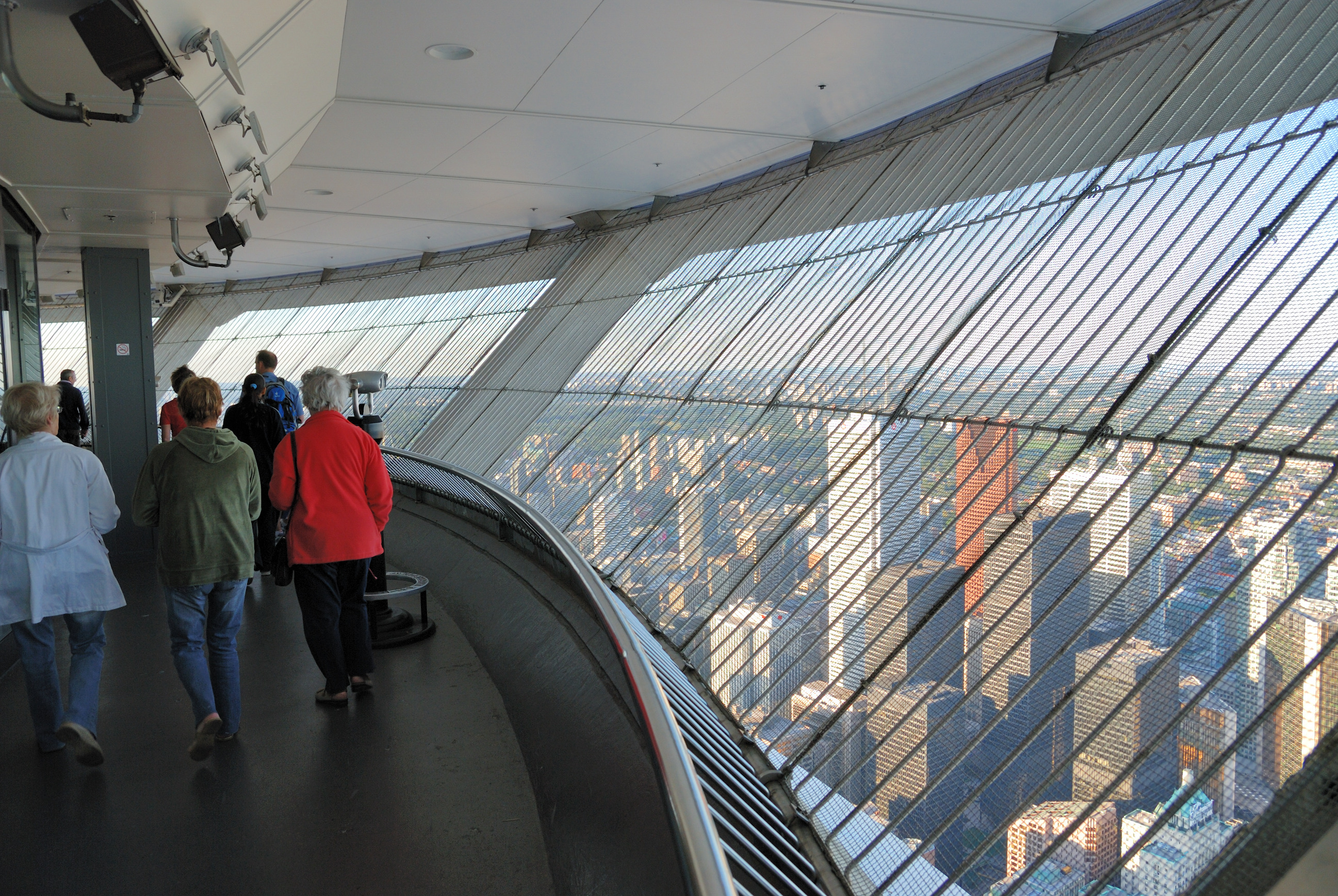
Interior de la Torre CN en Toronto

La Torre CN en Toronto, Ontario es una de las torres de observación más altas del mundo. Anteriormente tenía el título de la estructura independiente más alta del mundo hasta 2010, cuando fue superada por la finalización de la Torre de Cantón. Destacan también la Torre Skylon, en Niagara Falls, y la Calgary Tower.

Torres mirador de Canadá
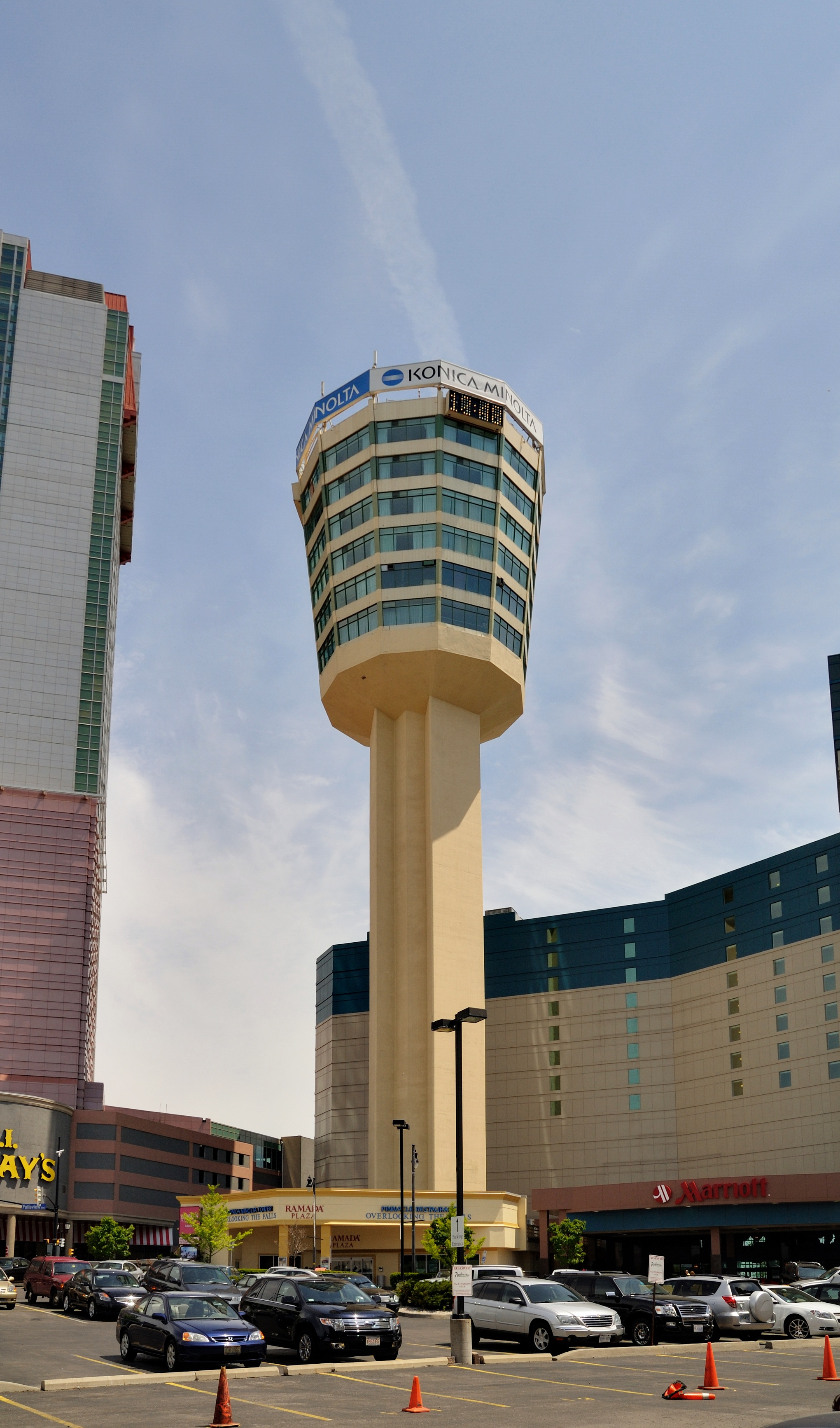
Tower Hotel (1962), en Niagara Falls
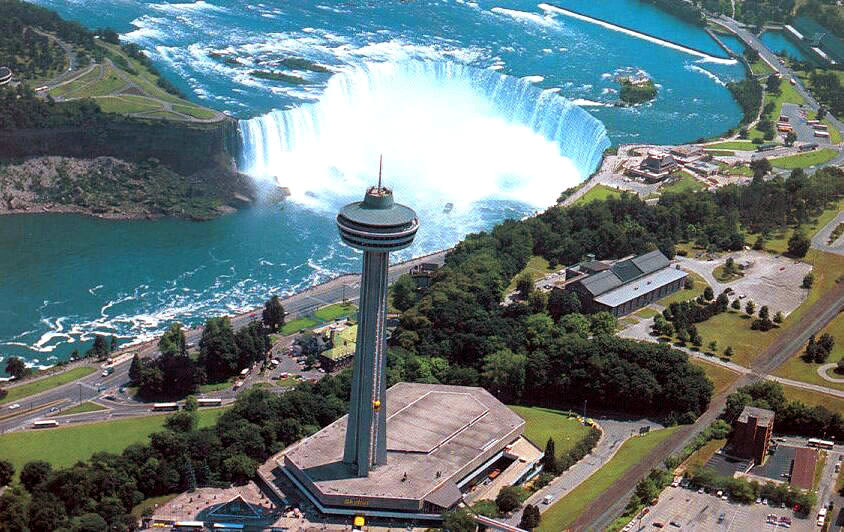
Torre Skylon (1965), también en Niagara Falls
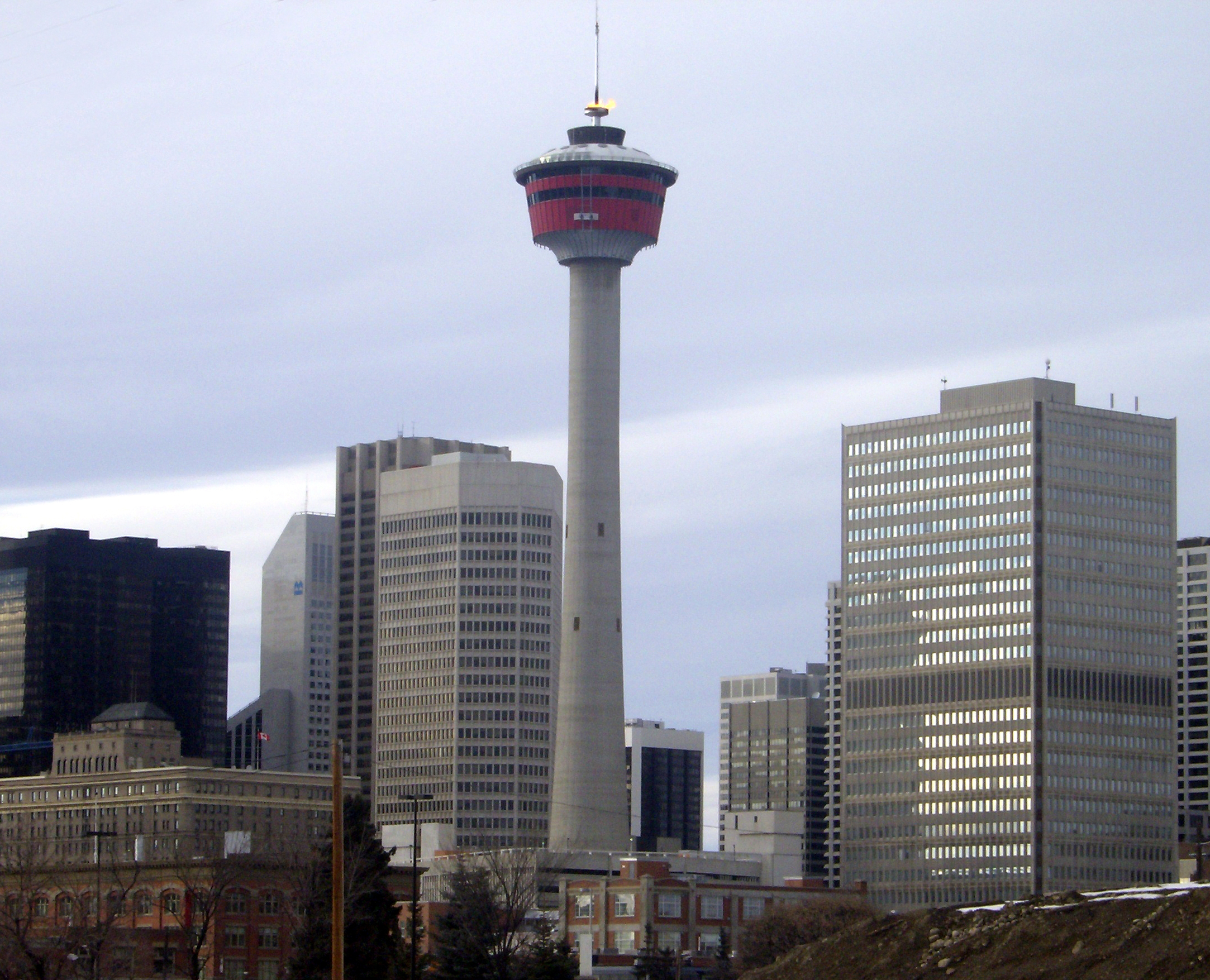
Calgary Tower (1968)
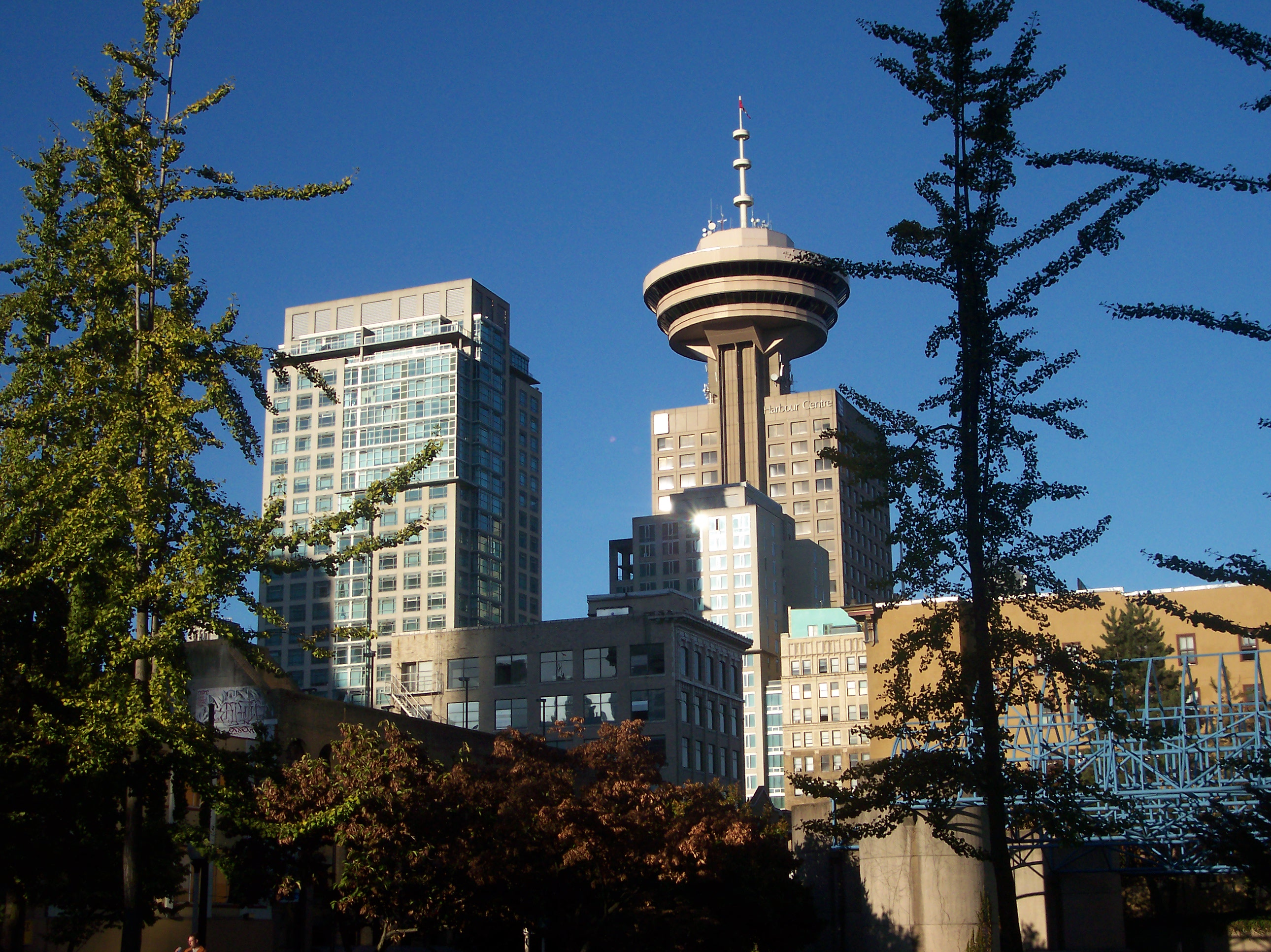
Torre del Harbour Centre (1977) de Vancouver

### España

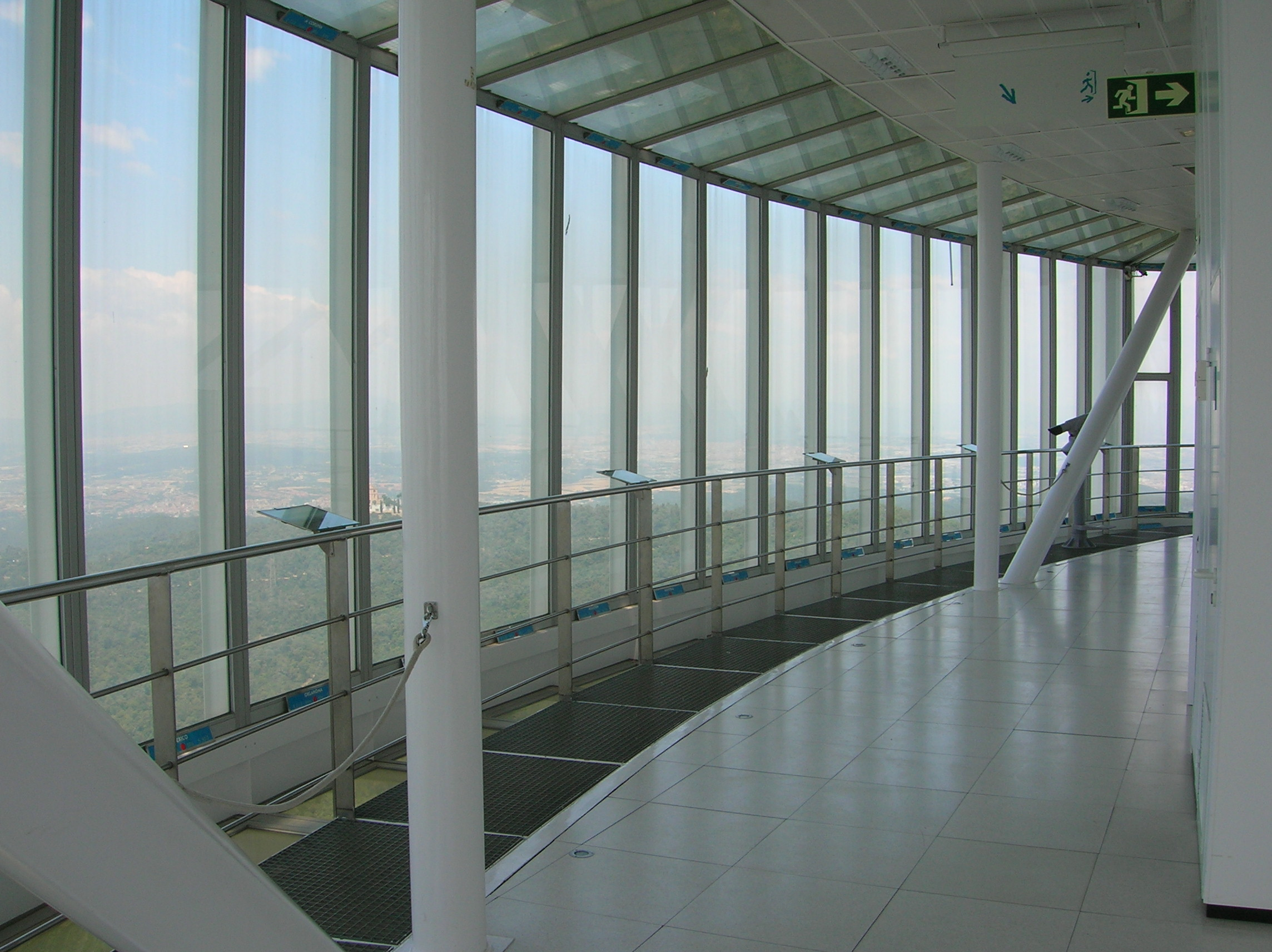
Interior de la Torre de Collserola

Torre Jaime I está soportada por un pilar del Transbordador aéreo de Barcelona. Está equipado con una plataforma de observación.

Torres mirador de España
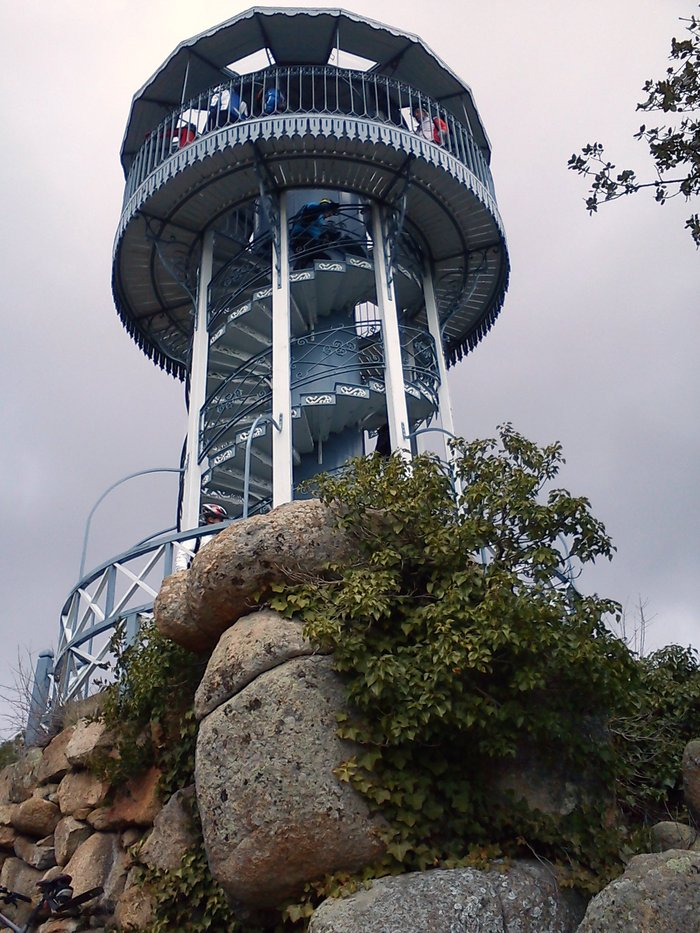
Atalaya-Mirador de Eiffel (1873), en Las Navas del Marqués, provincia de Ávila
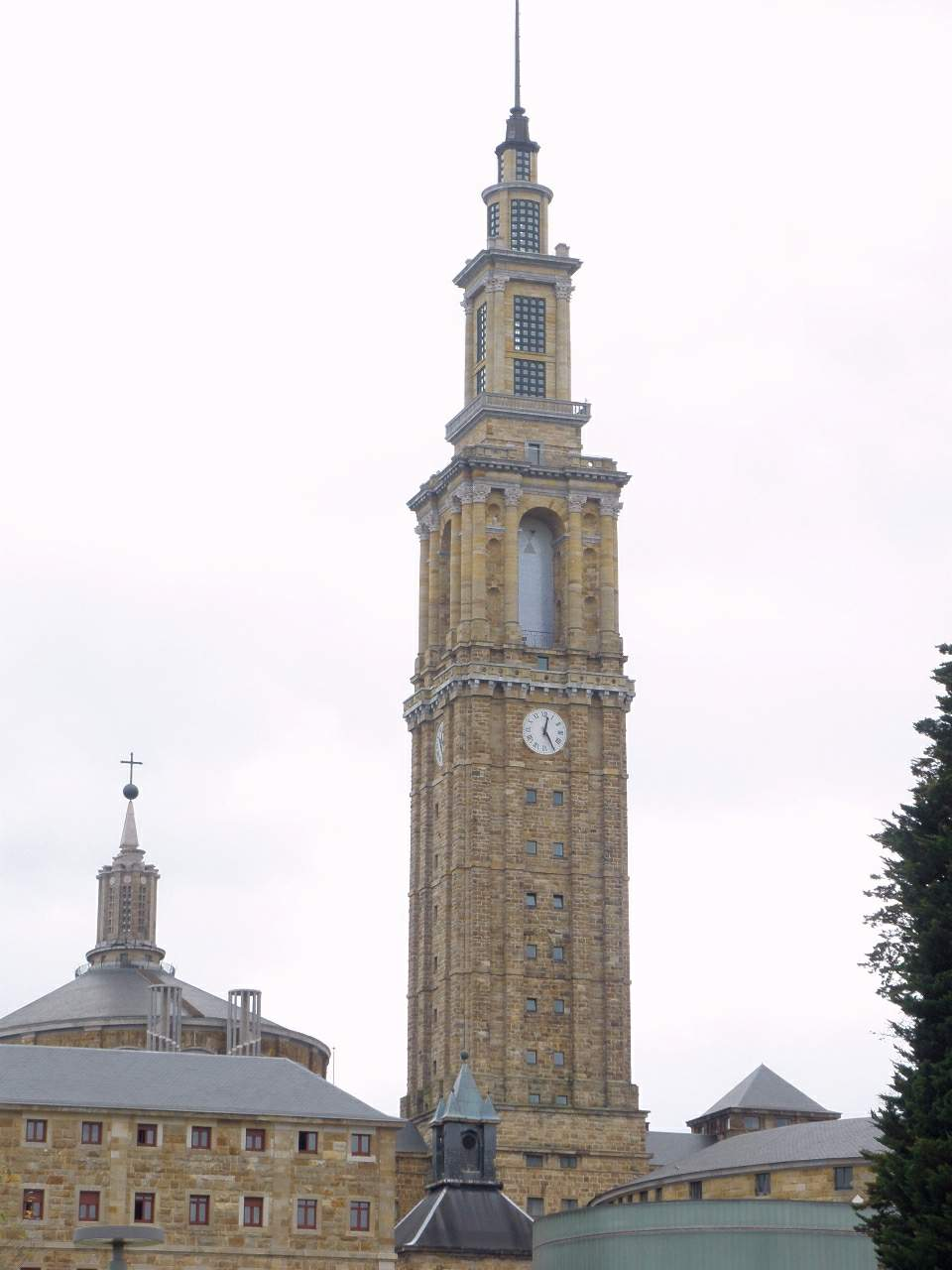
Torre de la Universidad Laboral de Gijón, con 130 m,[6] tiene un mirador que es la mejor atalaya de Gijón. Es el edificio más alto del Principado de Asturias y el edificio en piedra más alto de España.
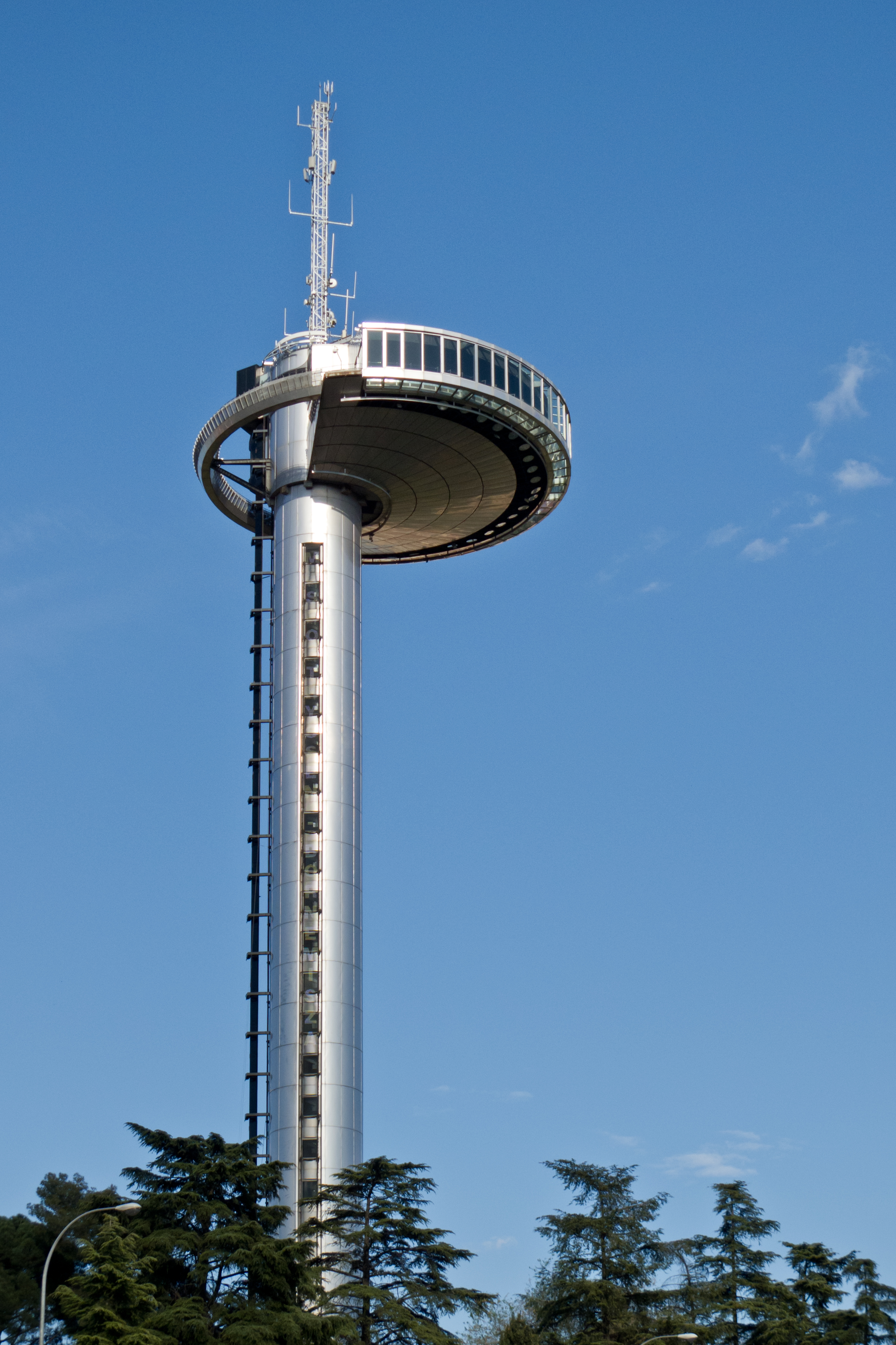
Faro de Moncloa (1992), en Madrid
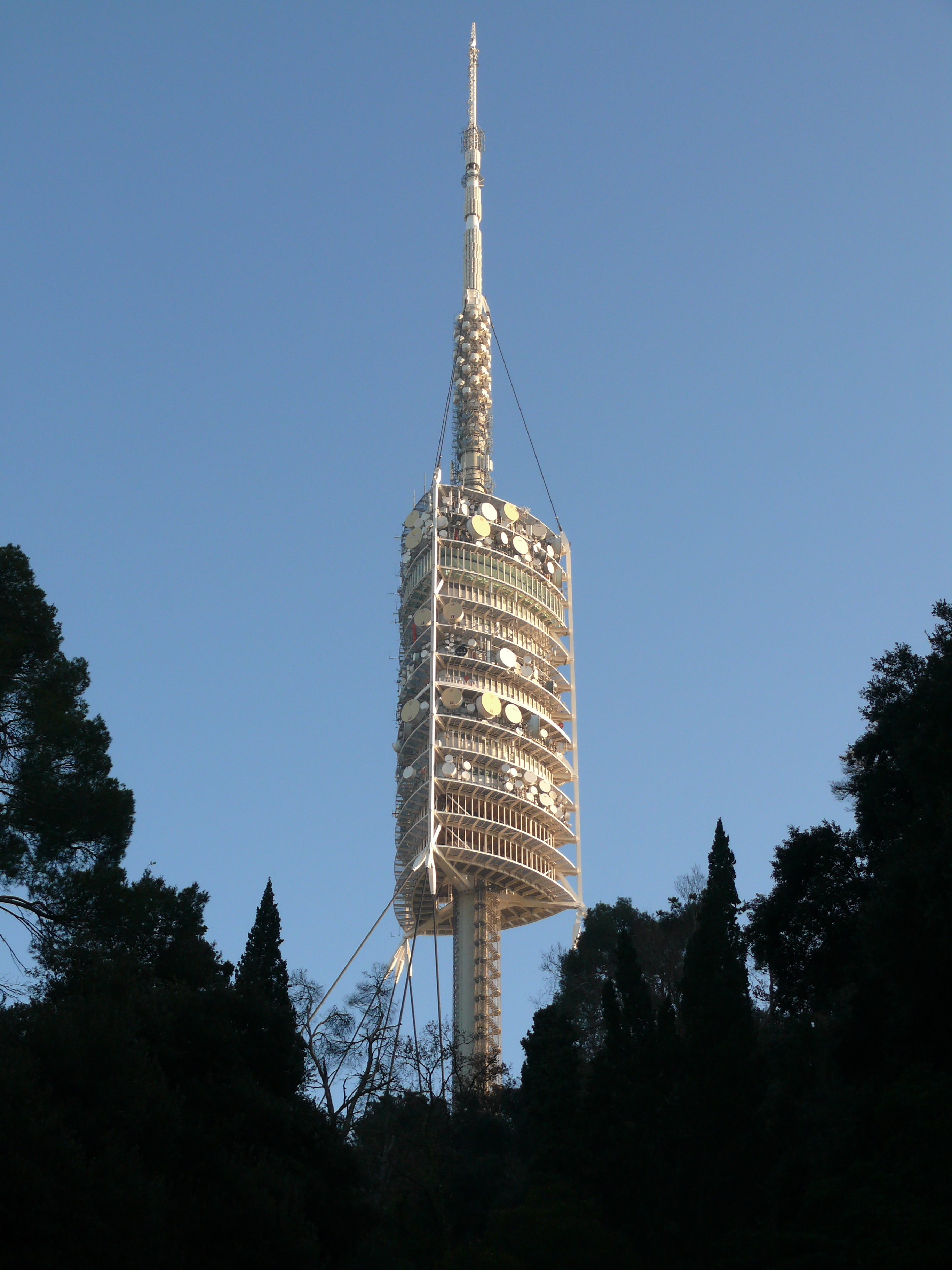
Torre de Collserola (1992) en Barcelona, una torre de telecomunicaciones con mirador
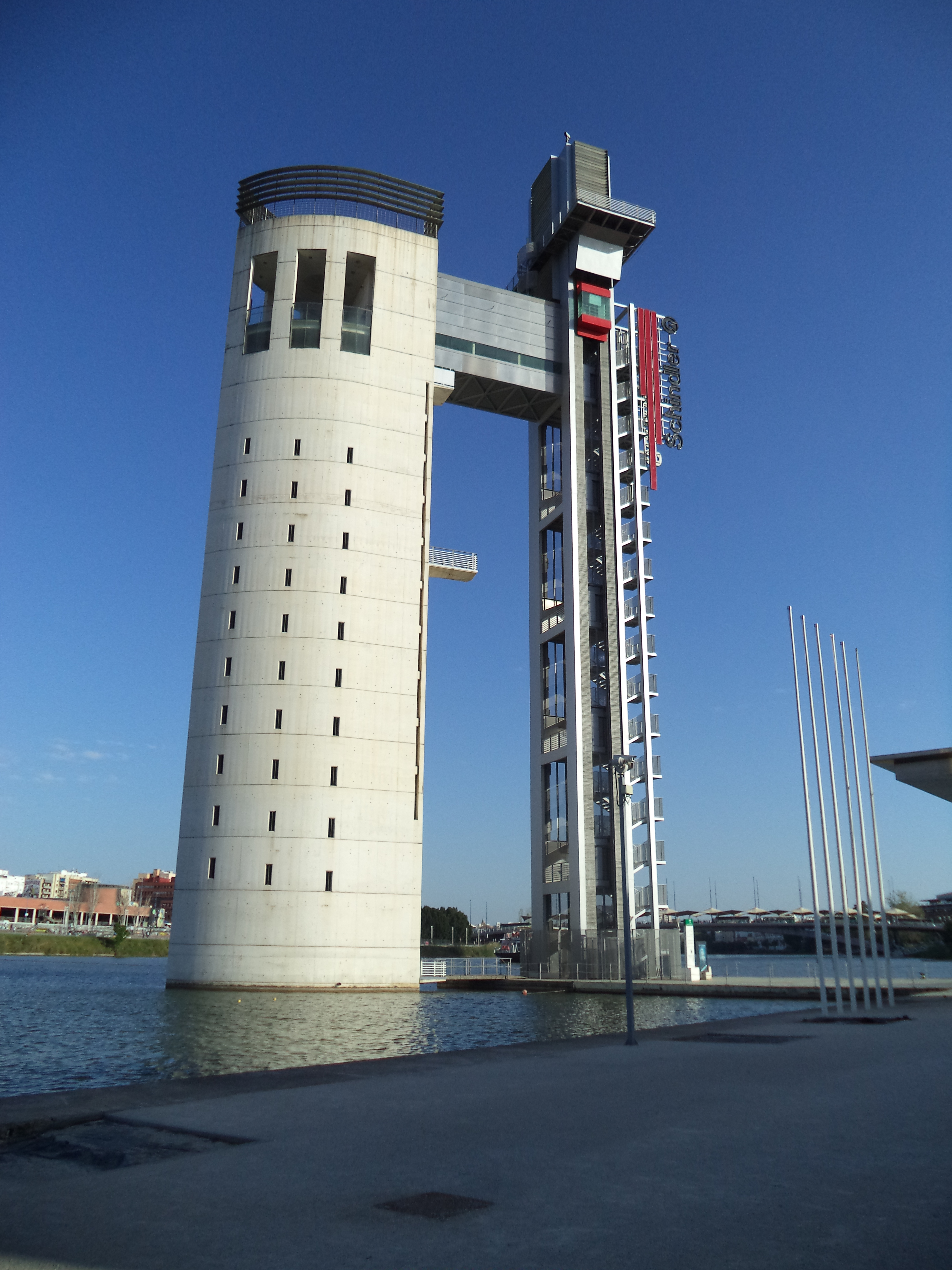
Torre Schindler (Sevilla), torre mirador de la Exposición Universal de 1992
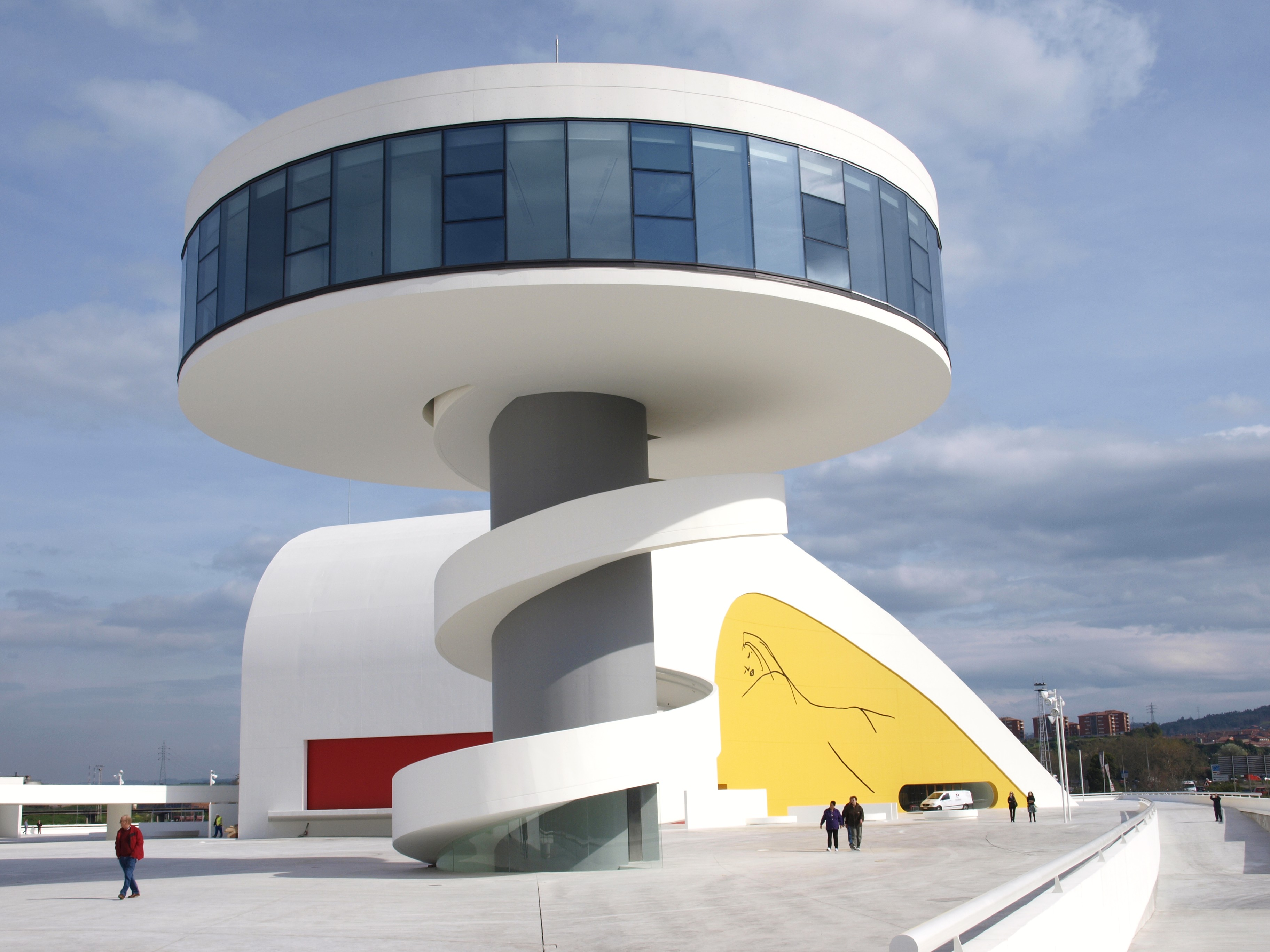
Centro Cultural Internacional Oscar Niemeyer (2011) en Aviles dispone de una torre mirador con restaurante

### Francia

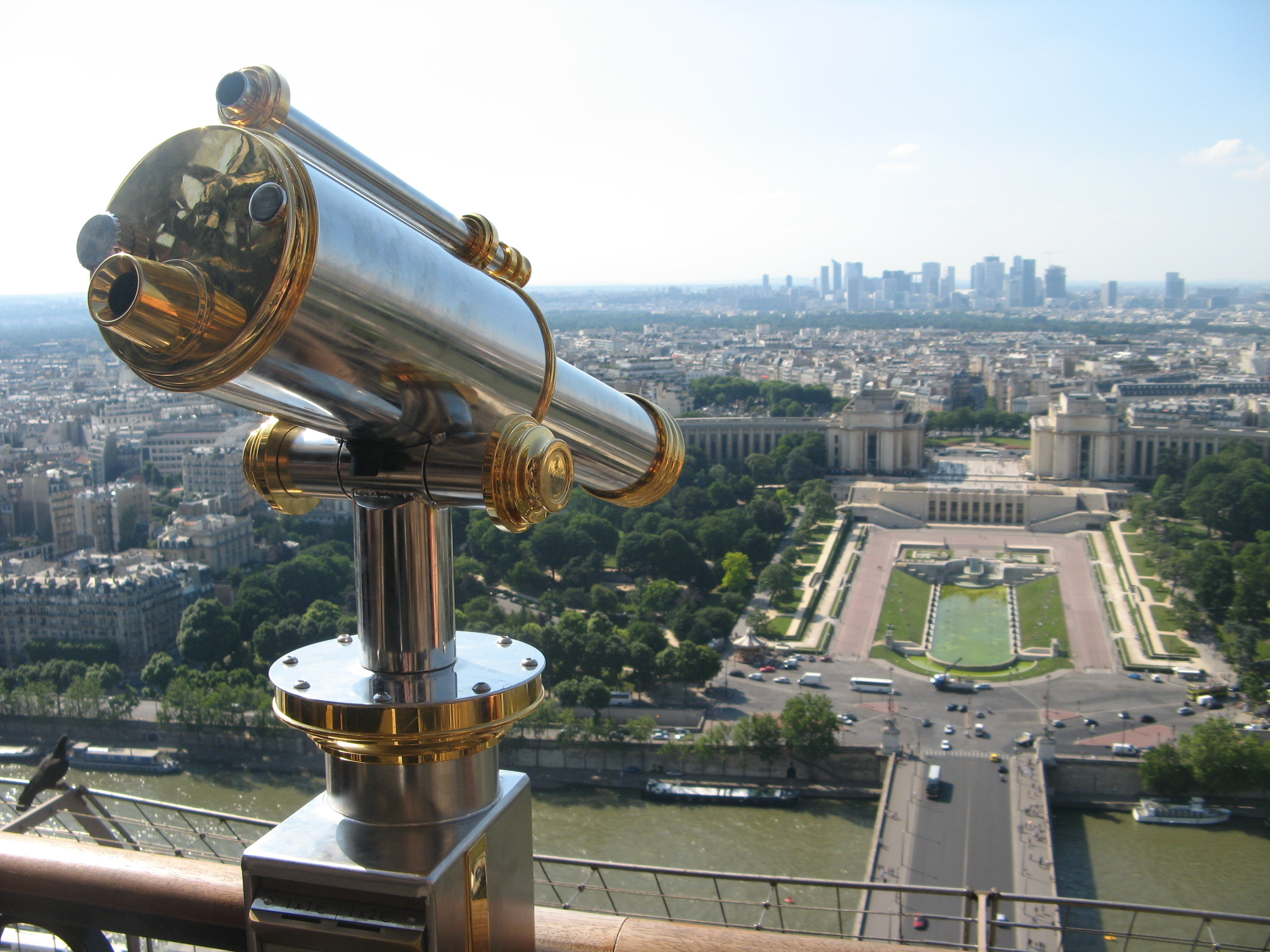
Torre Eiffel, el mirador más conocido del mundo

La más conocida torre de observación de Francia es la torre Eiffel (1887-1889) de París, de 300 m de altura. También son destacables la Columna de Julio (1835-1840) en París, una columna conmemorativa, de 50 m de altura, la torre Belvedere (1898) en Mulhouse de 20 m de altura o la torre Perret (1924-1925) en Grenoble de 95 m de altura (símbolo de la «Exposition internationale de la houille blanche et du tourisme»),

Torres mirador de Francia
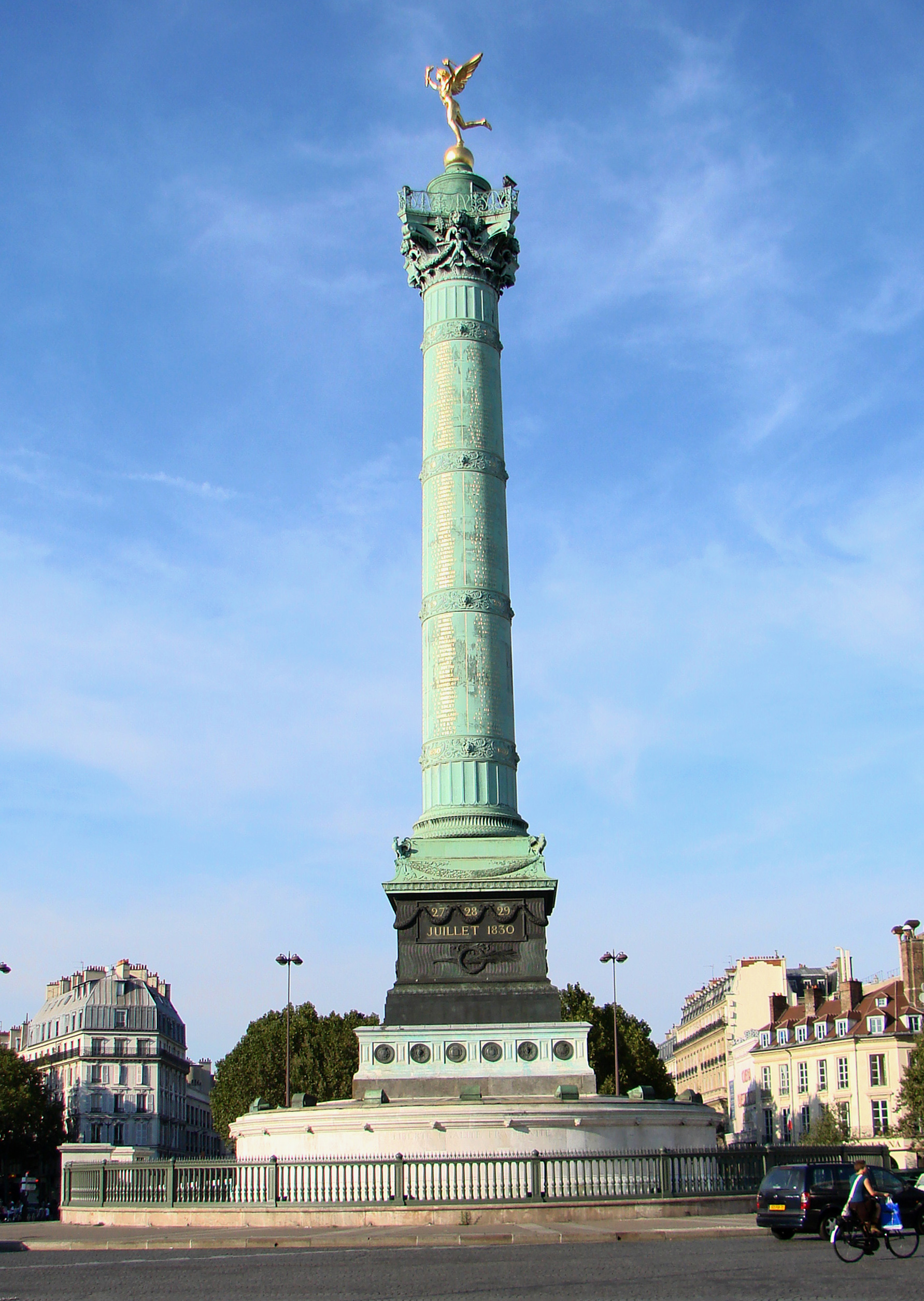
Columna de Julio (1840), en París
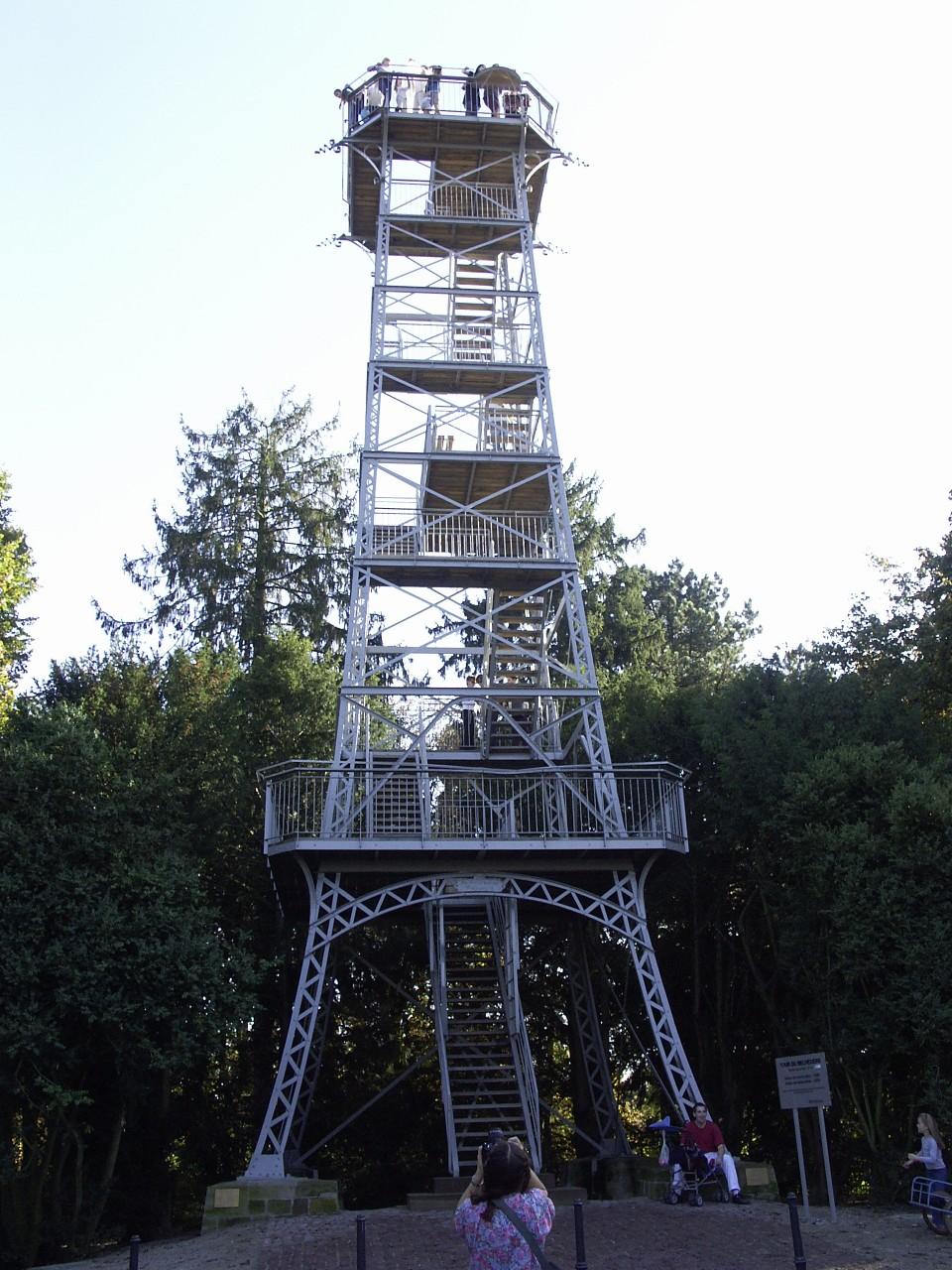
Torre Belvedere (1898) en Mulhouse
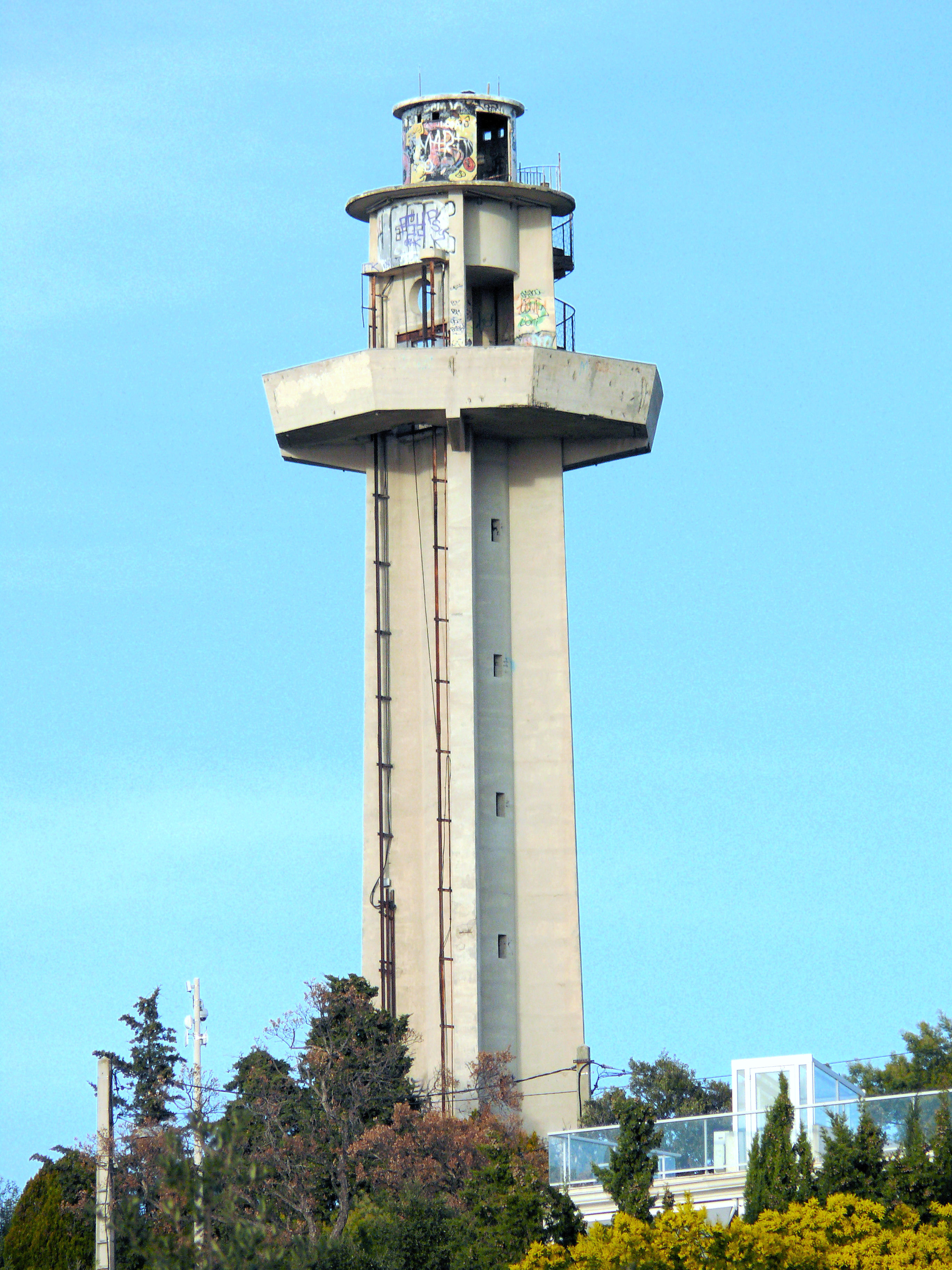
Observatorio de Super-Cannes (1925)
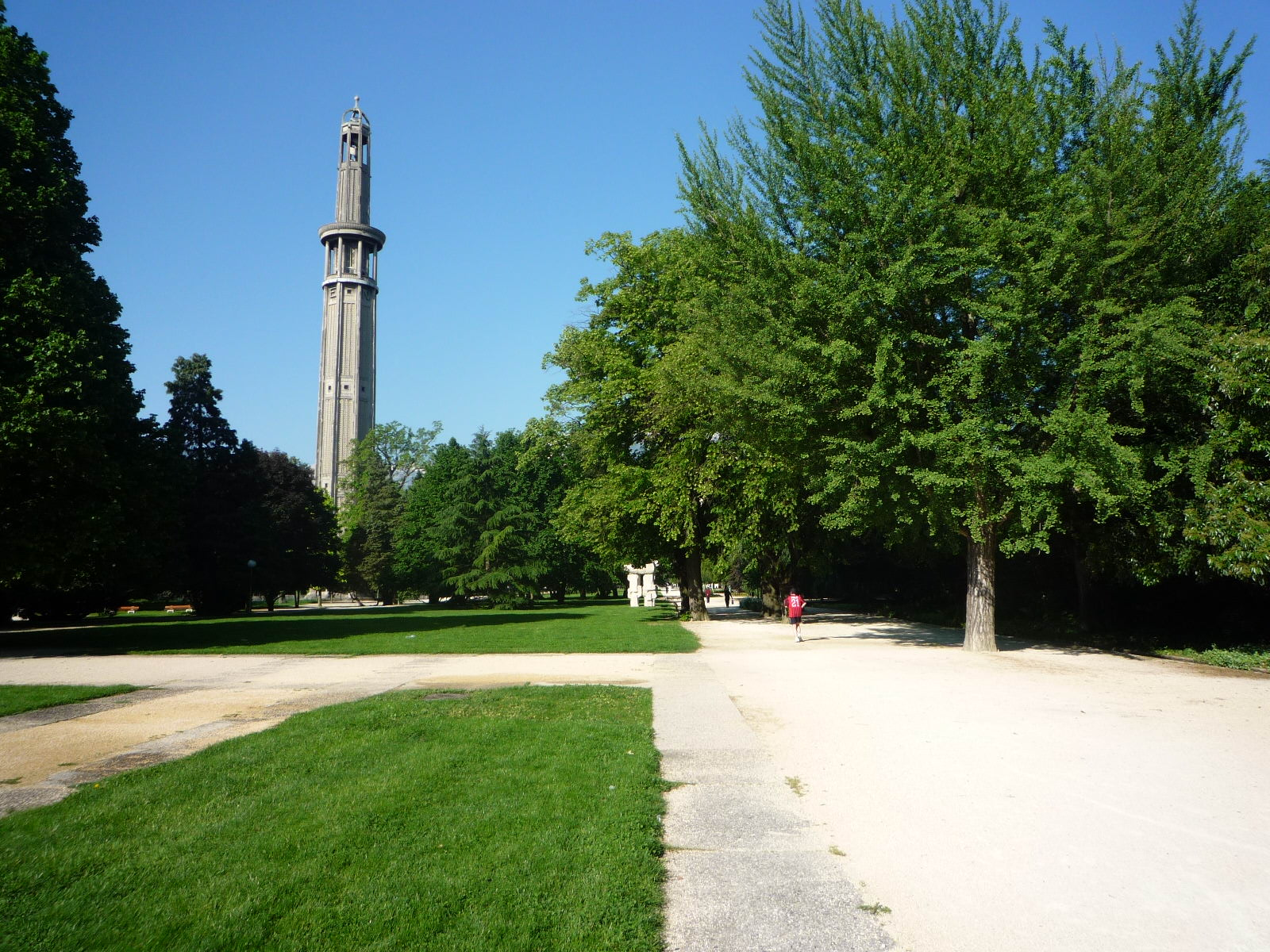
Torre Perret (1925) en Grenoble
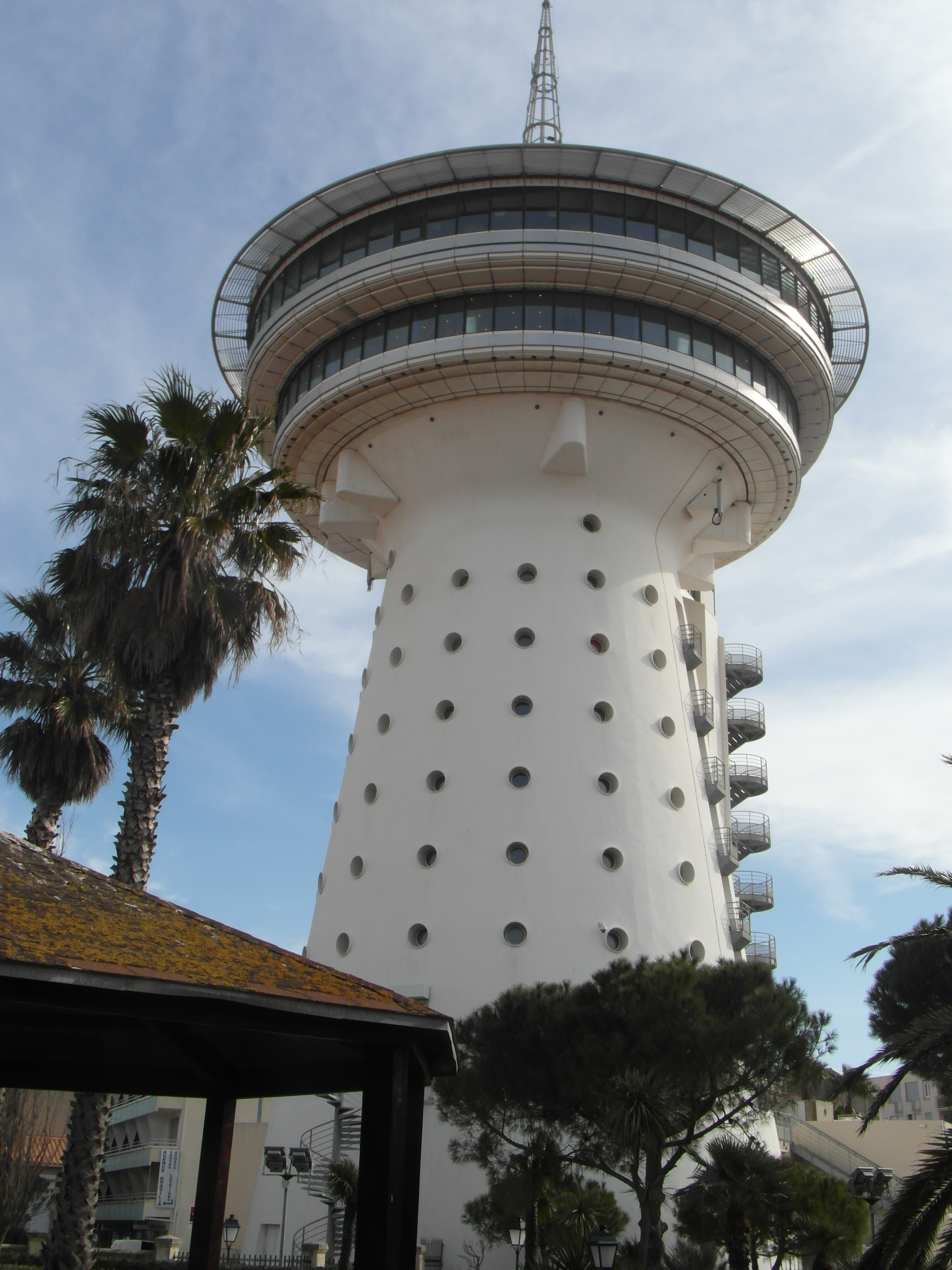
Phare de la Méditerranée (2000) de Palavas-les-Flots, hoy un restaurante giratorio en una antigua torre de agua

### Estados Unidos

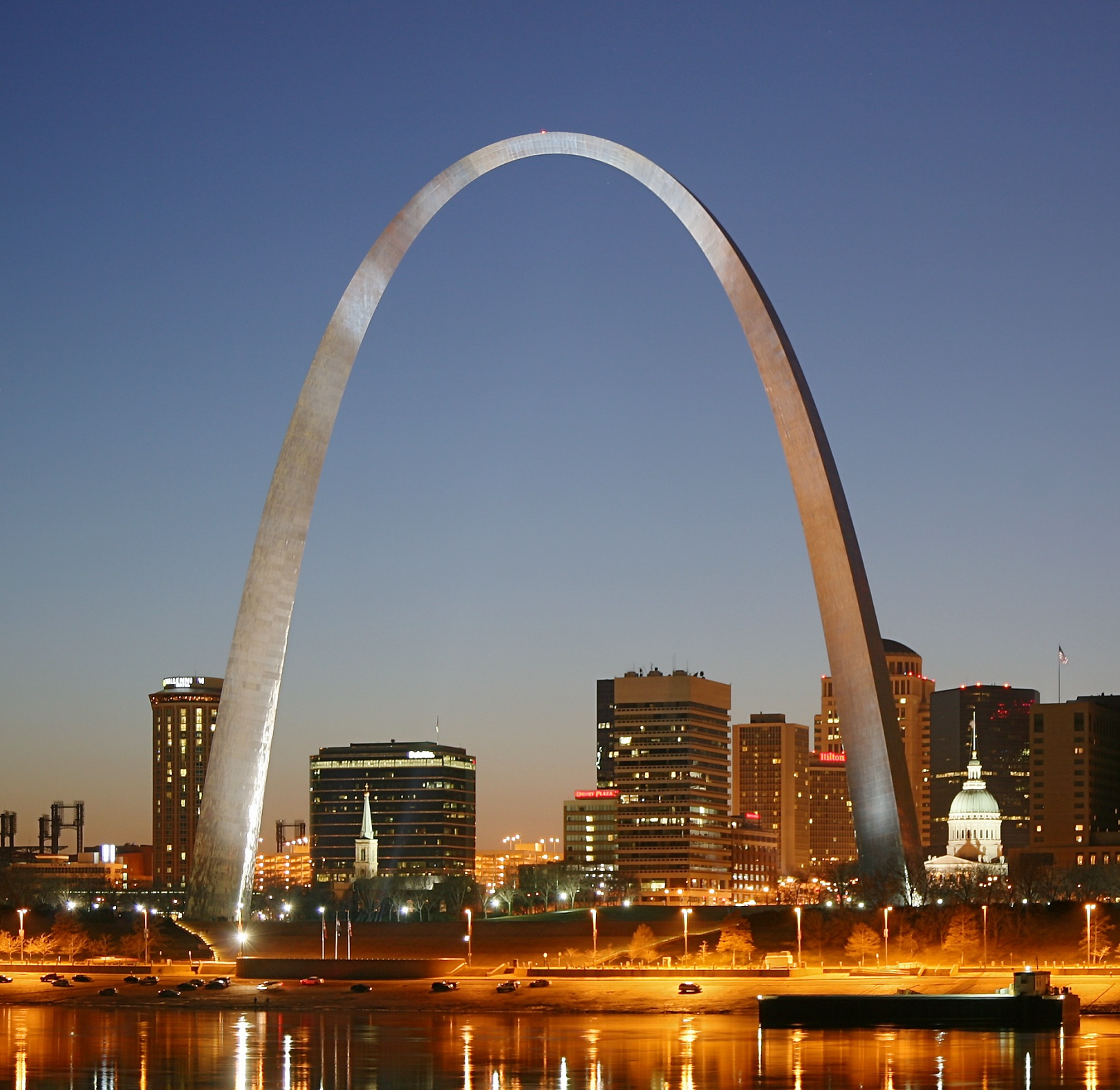
El Arco Gateway (1965), un monumento de la 21 Century Exposition cuenta con una plataforma en su clave

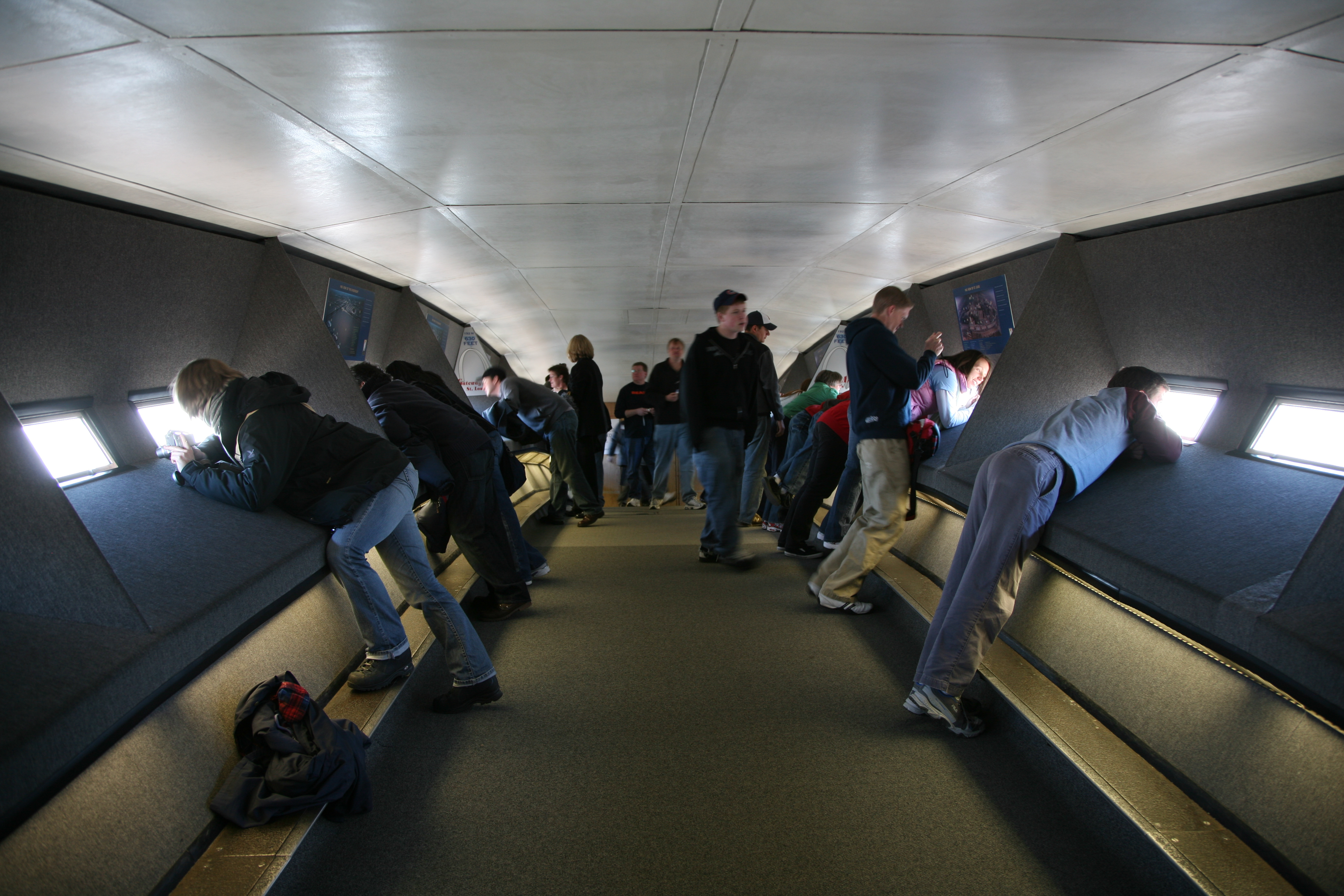
El interior del arco

La torre Enger (1939), en Duluth, Minnesota,la Space Needle (1962), de Seattle, la Torre de las Américas (1968), en San Antonio y la Reunion Tower (1978), en Dallas,. son algunos ejemplos de torres de observación en los Estados Unidos. La Stratosphere Las Vegas (1995) es la torre mirador más alta del país.

Torres mirador de Estados Unidos
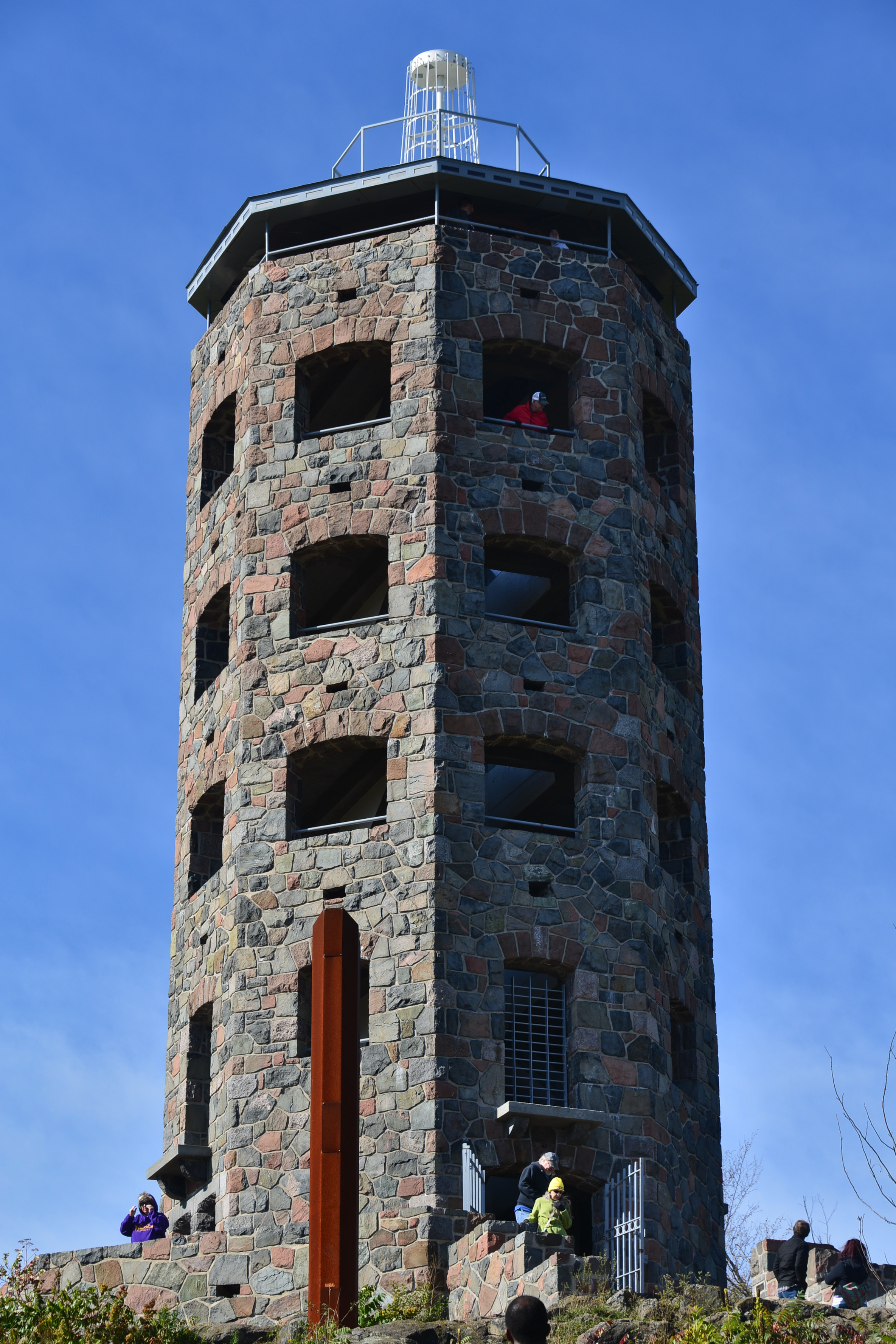
Torre Enger (1939), en Duluth, Minnesota
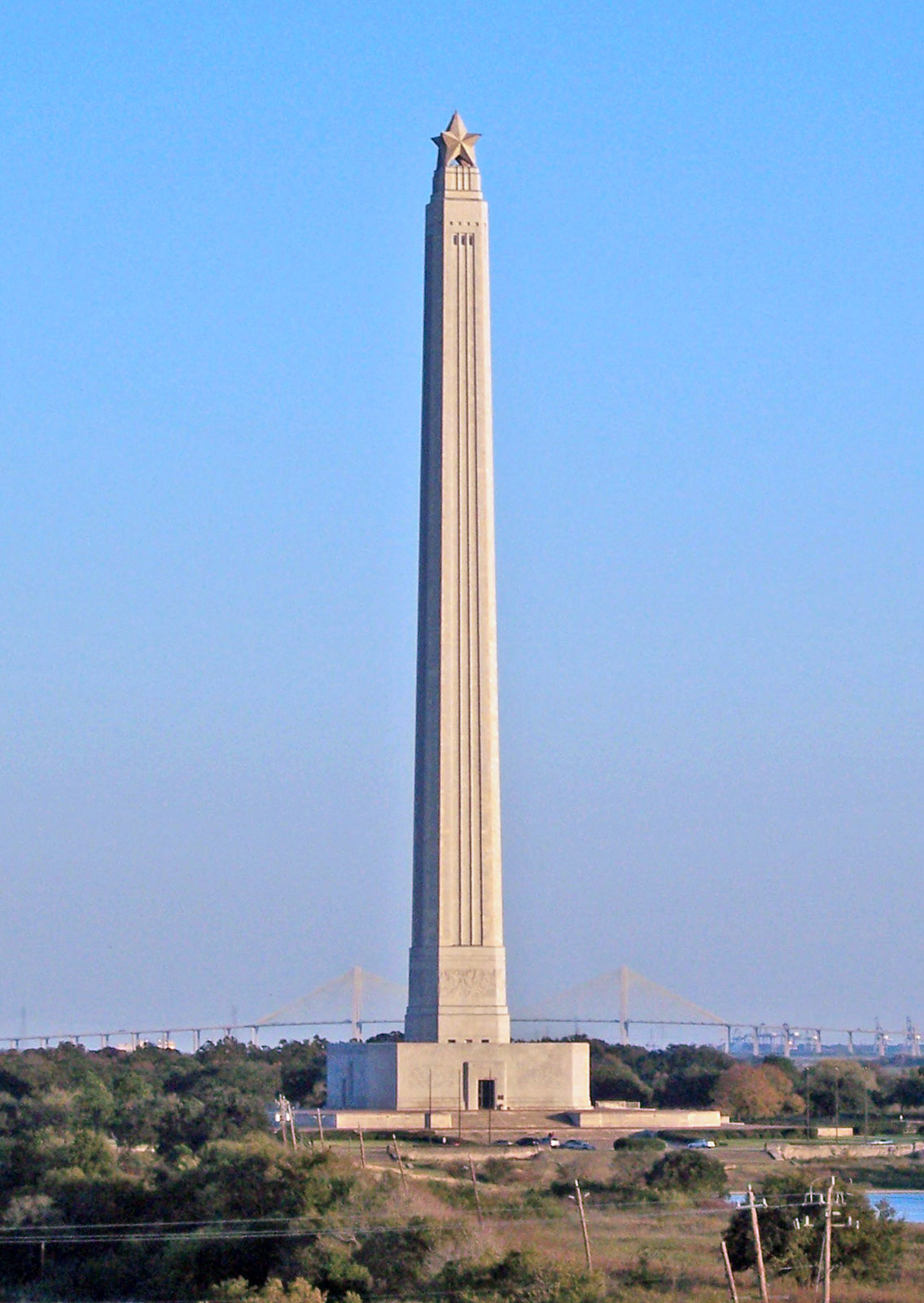
Monumento de San Jacinto (1939), cerca de Houston, conmemora la batalla de San Jacinto, y tiene en la cima una plataforma de observación
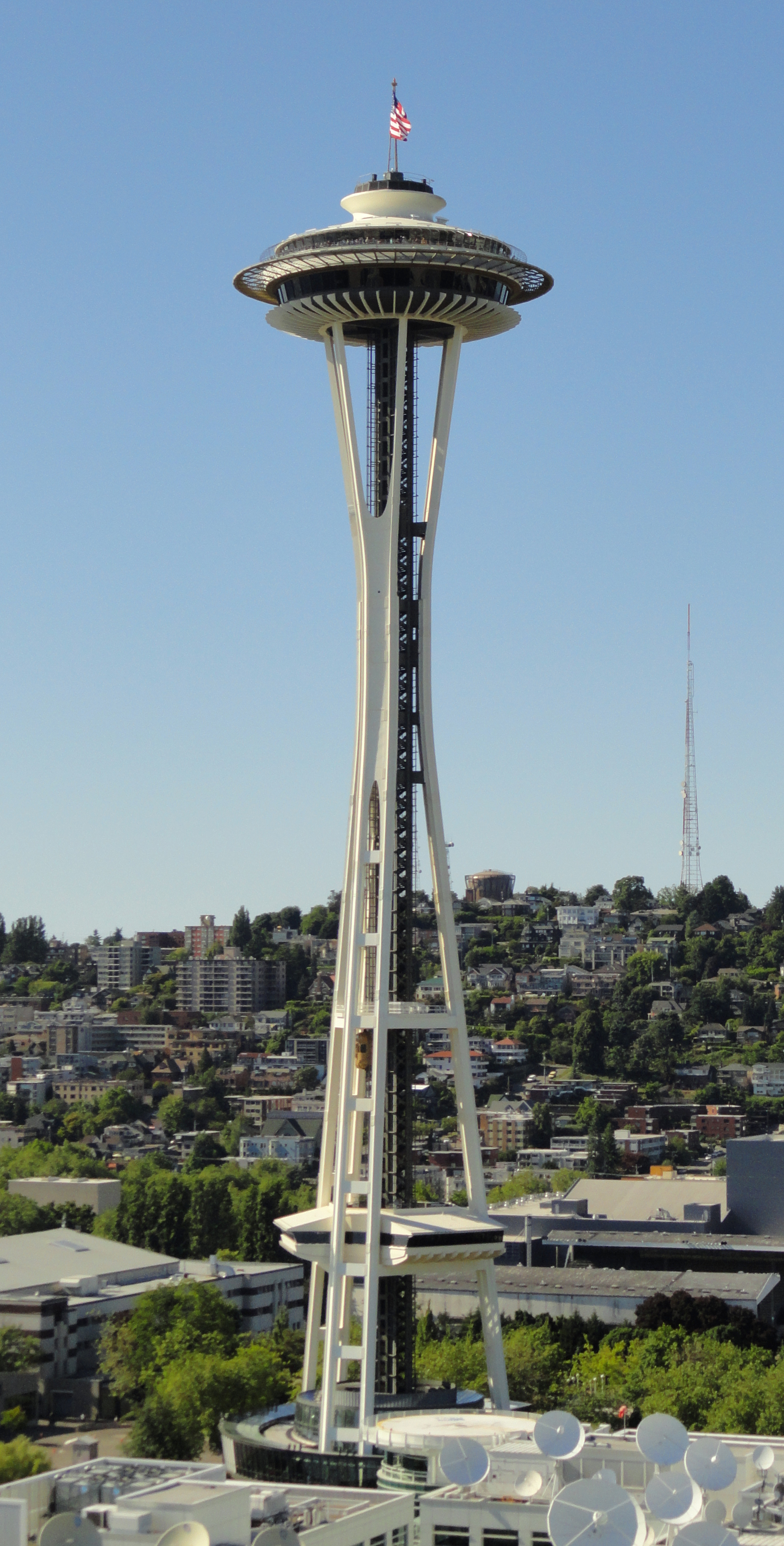
Space Needle (1962), de Seattle
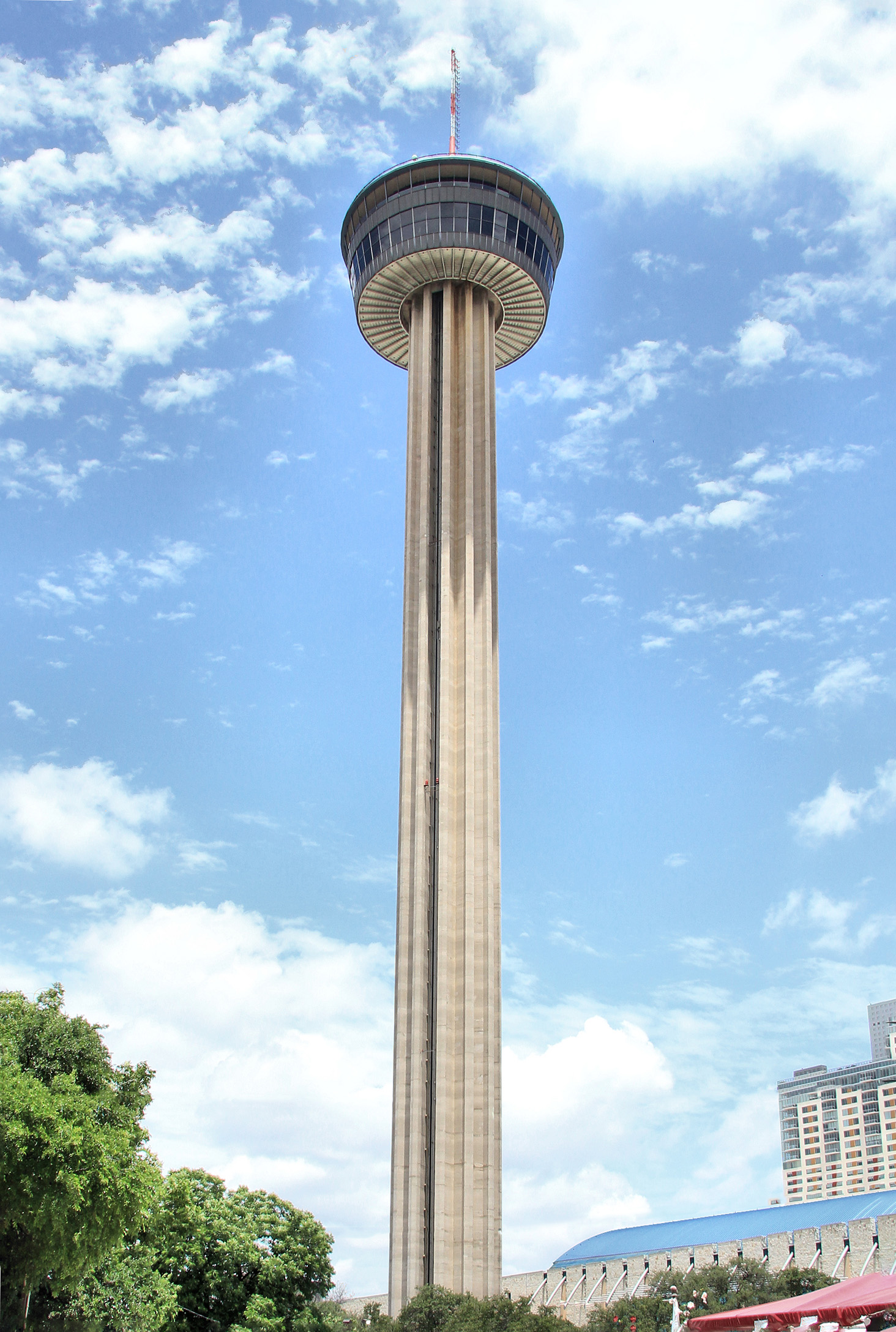
Torre de las Américas (Texas) (1968), en San Antonio
Reunion Tower (1978) en Dallas
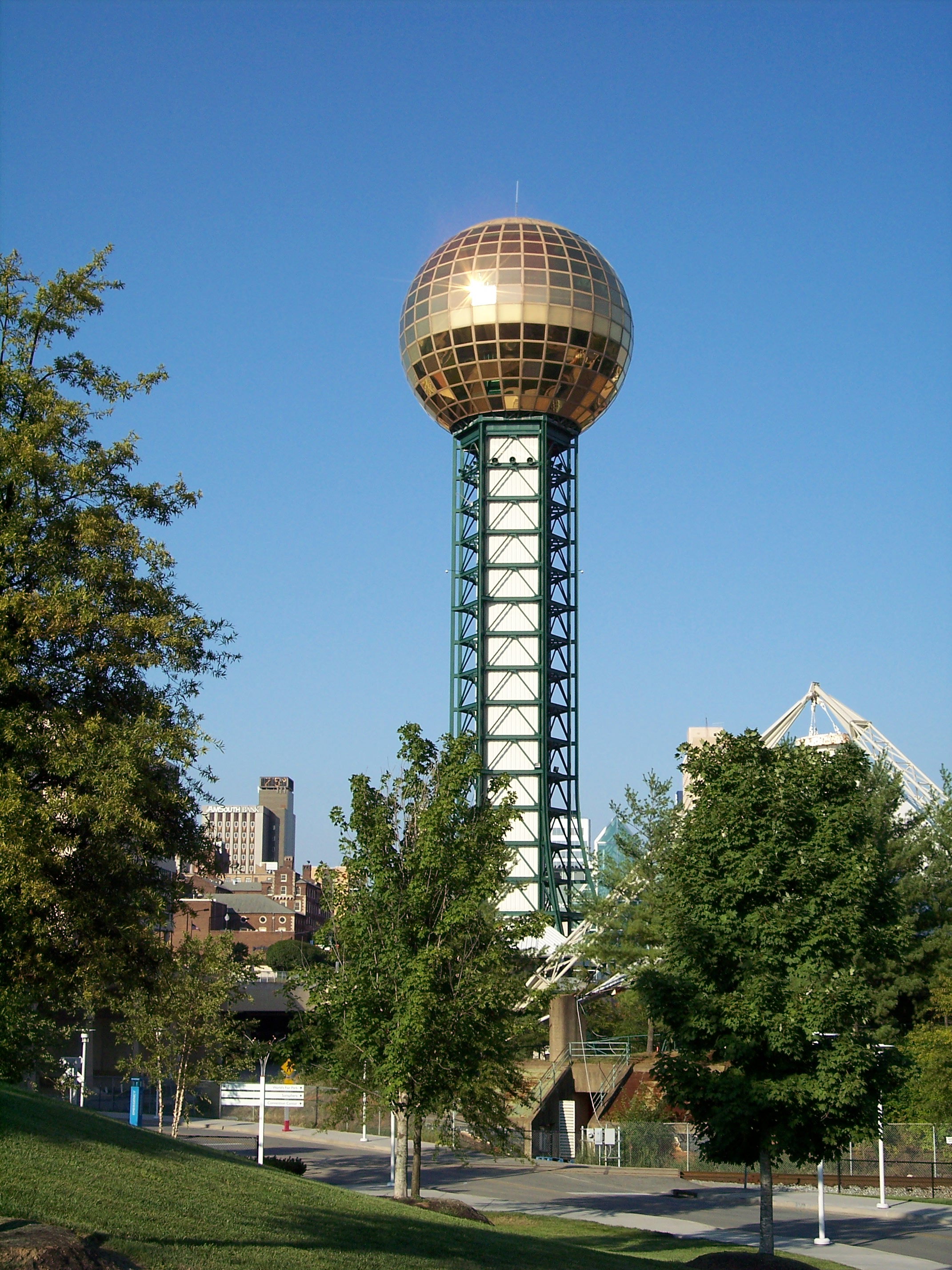
Sunsphere (1982), en Knoxville, Tennessee,
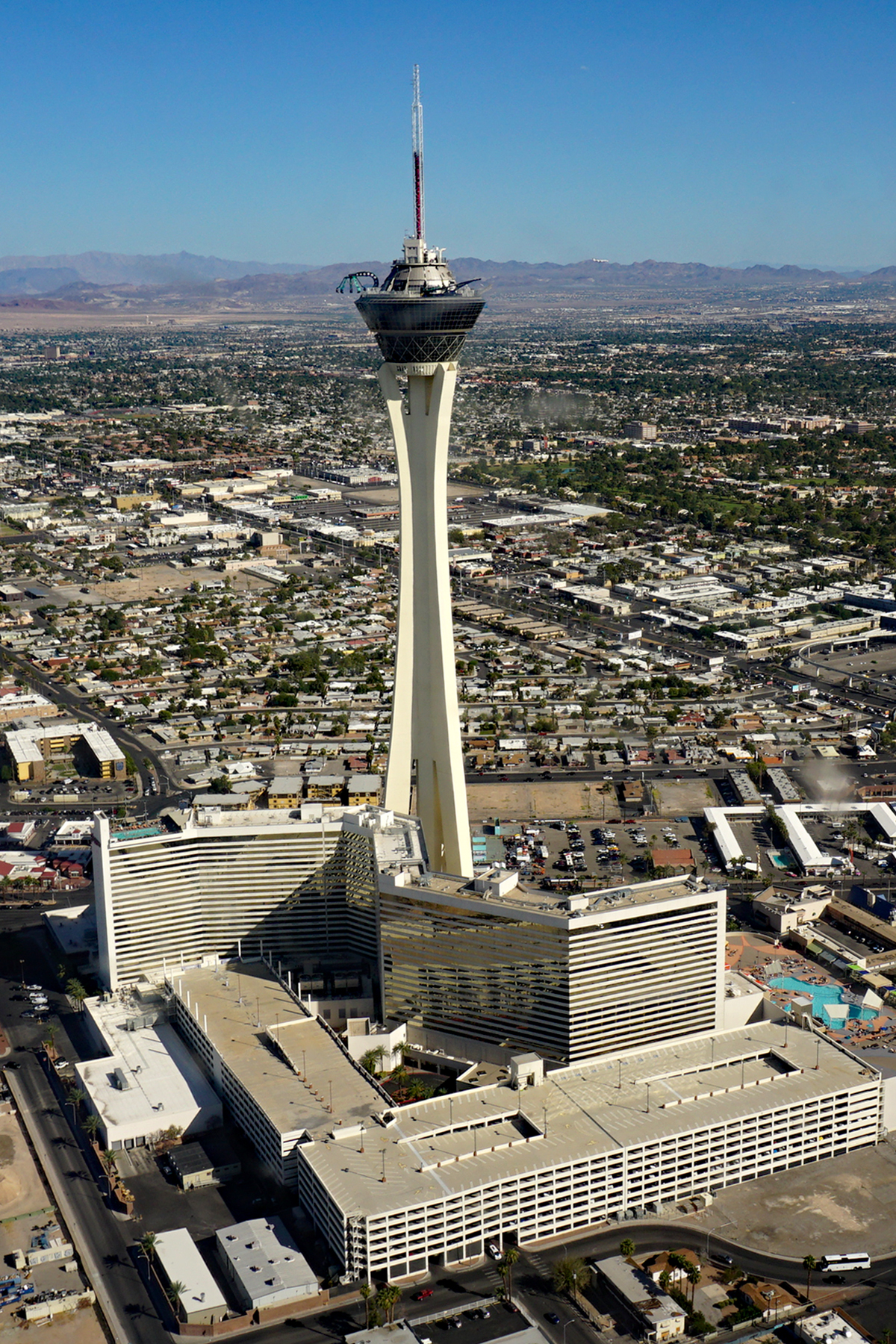
Stratosphere Las Vegas (1995)

### Reino Unido

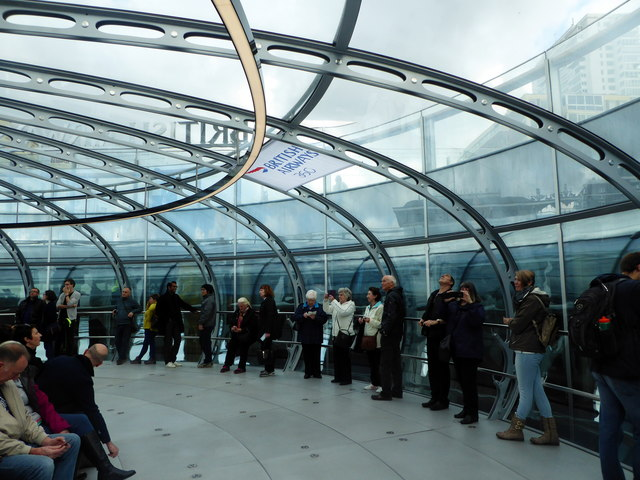
La gran plataforma ascente y giratoria, aún en el suelo, del i360 en Brighton

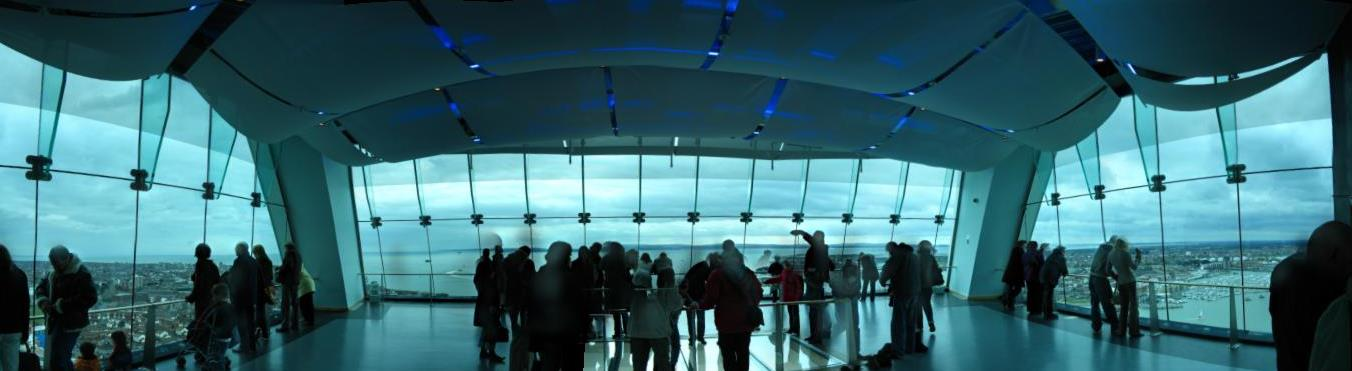
La plataforma de la Spinnaker Tower (2005), en Portsmouth

La Torre de Blackpool (1894) y la Torre de New Brighton (demolida) se parecían a las versiones más pequeñas de la torre Eiffel, mientras que la torre de Watkin en Wembley, si se hubiera completado, habría sido más alta que la torre Eiffel.
El i360 en Brighton es una torre de observación de 162 m y el primer tlecable vertical del mundo.

Torres mirador de Reino Unido
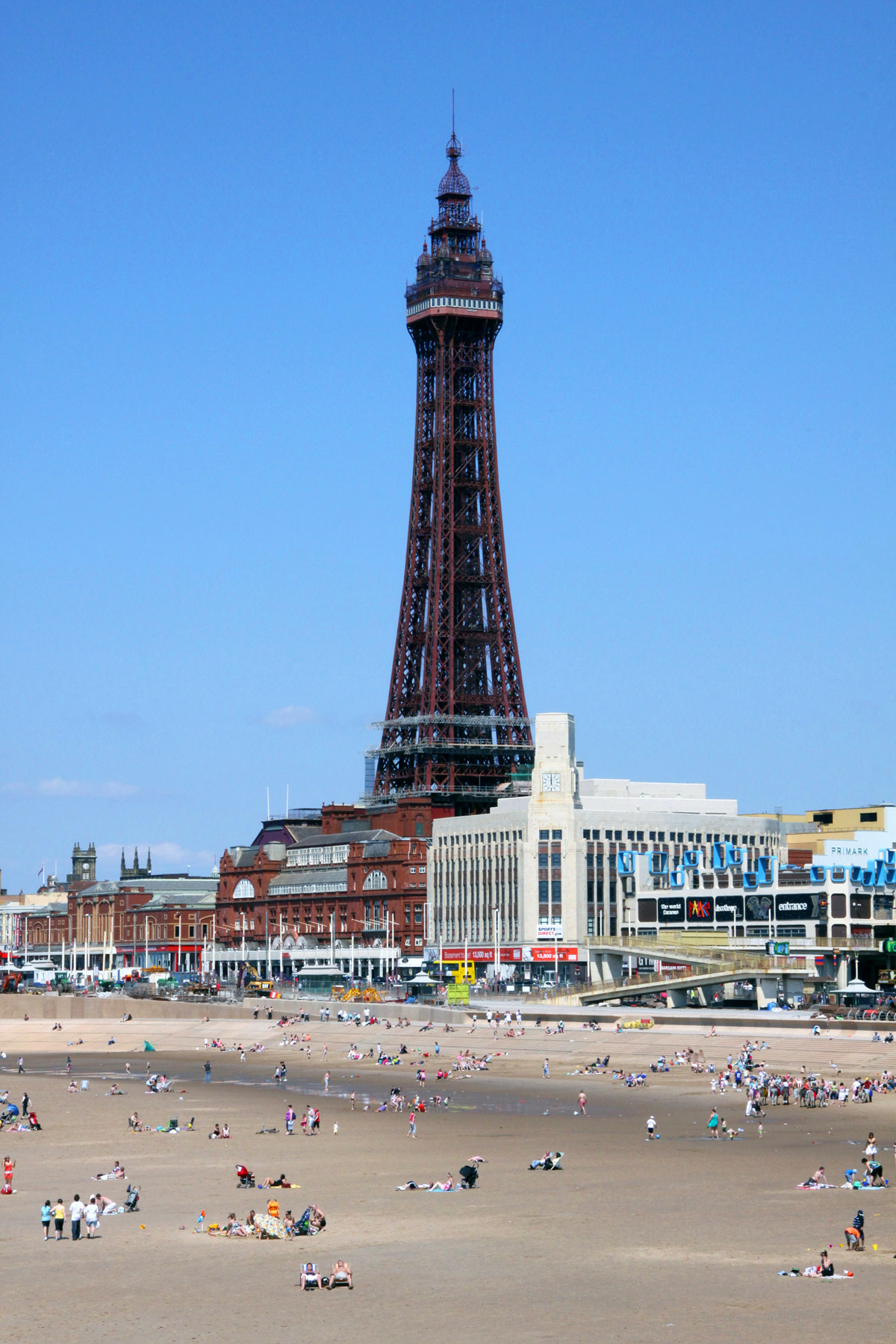
Blackpool Tower (1894)
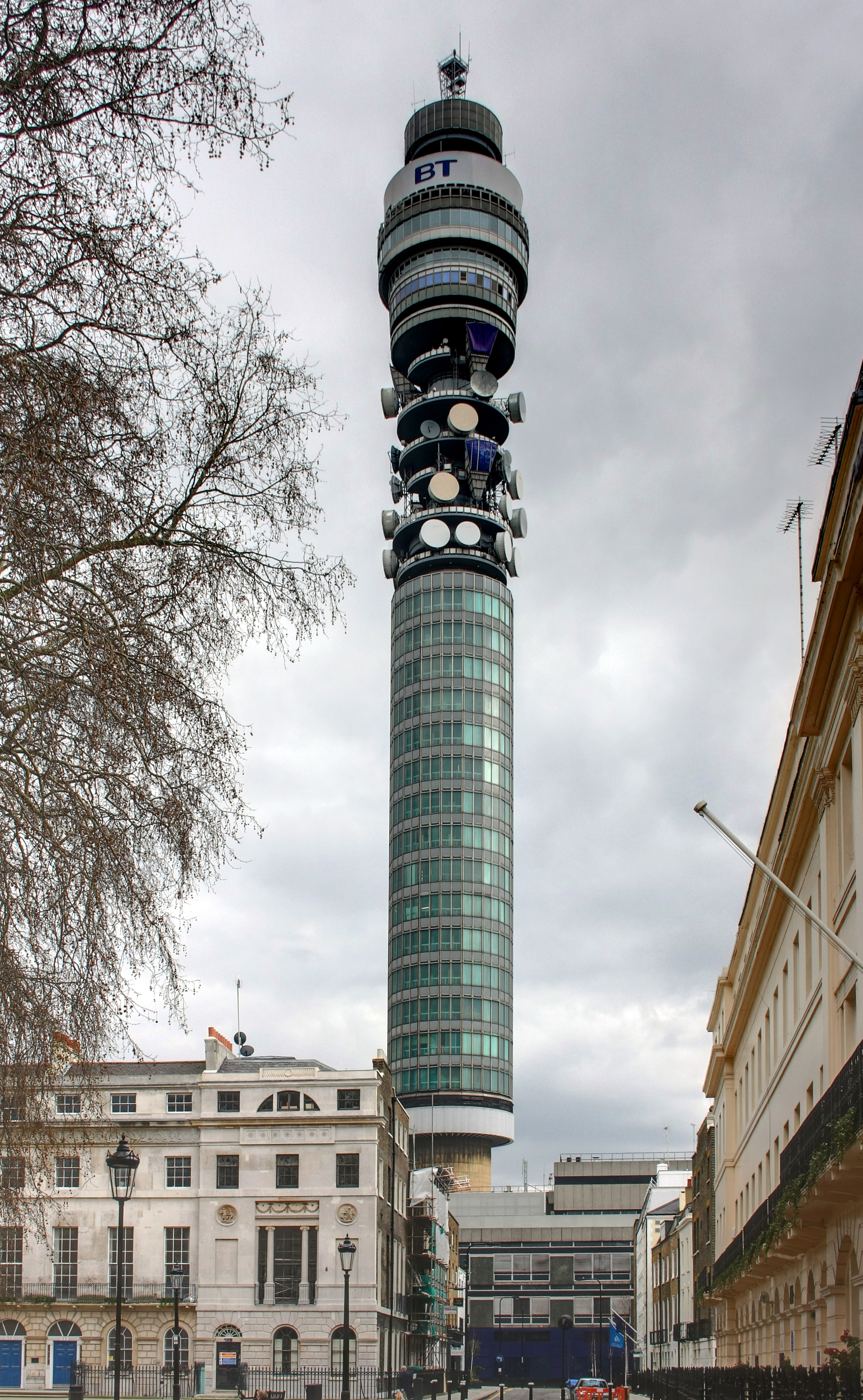
BT Tower (1964) en Fitzrovia, Londres, con un restaurante giratorio en la planta 34.
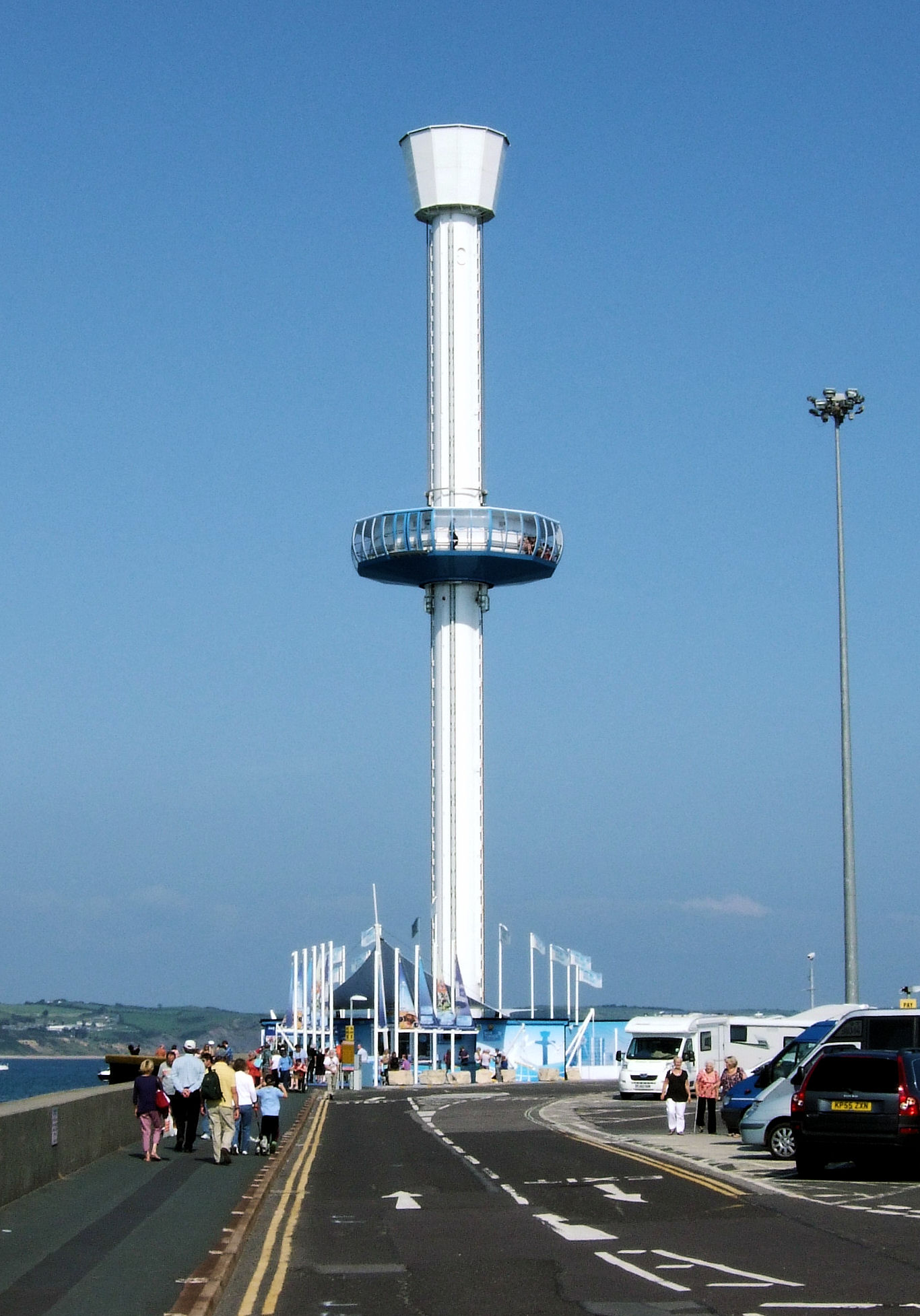
Jurassic Skyline (2012), en Weymouth Pier (Dorset), una moderna torre con mirador ascendente y giratorio
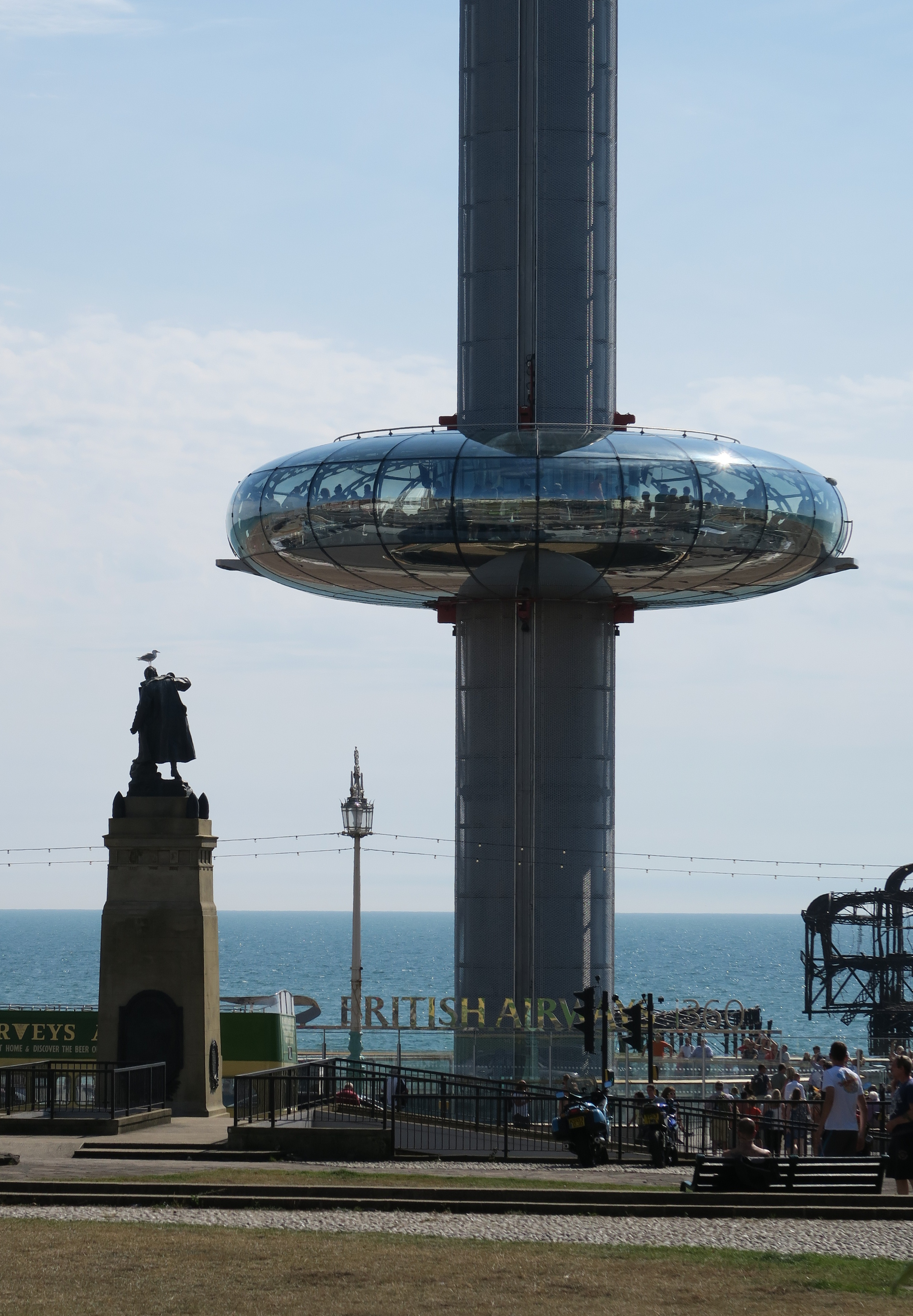
La plataforma de la i360 (2016), en Brighton , ascendiendo
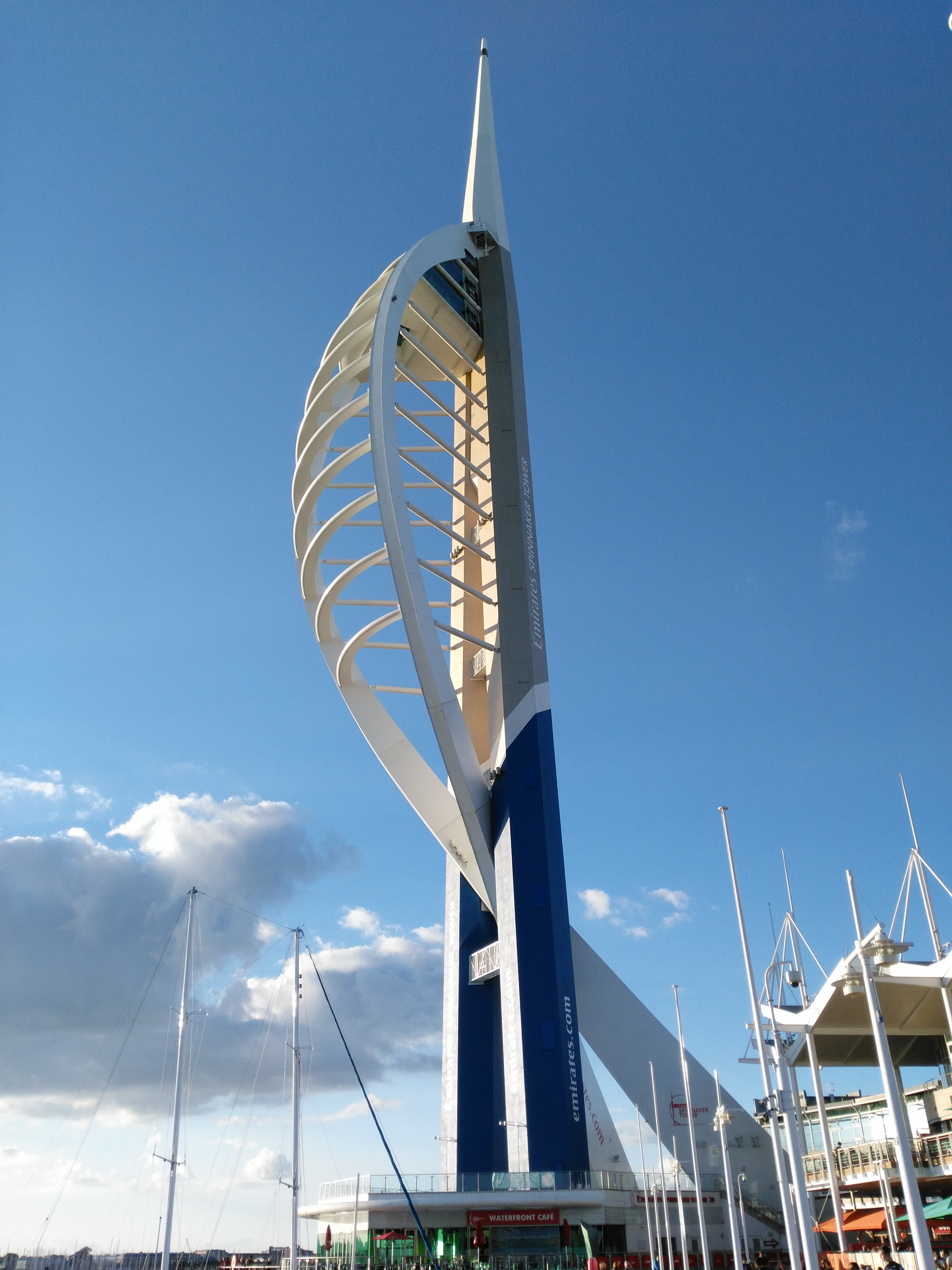
Spinnaker Tower (2005), en Portsmouth